# Championnat du monde de Formule 1 2015
Navigation
2014 2016
Le championnat du monde de Formule 1 2015, 66e édition du championnat du monde de Formule 1 comporte dix-neuf Grands Prix. Il débute le 15 mars 2015 à Melbourne en Australie et s'achève le 29 novembre 2015 à Abou Dabi aux Émirats arabes unis.
Mercedes Grand Prix chez les constructeurs, dès la quinzième manche à Sotchi, et Lewis Hamilton chez les pilotes, à l'arrivée de la seizième manche à Austin, remportent les titres mondiaux 2015. C'est leurs deuxièmes sacres consécutifs, Hamilton gagnant de surcroît sa troisième couronne en comptant son titre gagné en  2008. Le pilote britannique et son écurie auront occupé la première place des classements du premier au dernier Grand Prix de cette saison. Dès l'avant-dernière course au Brésil, les podiums sont connus : Nico Rosberg est vice-champion du monde des pilotes comme en 2014 et Sebastian Vettel termine au troisième rang. Du côté des écuries, Ferrari à 275 points de Mercedes et Williams à 446 points prennent les deuxième et troisième places. 
Les Flèches d'Argent auront tenu tout au long de la saison, le même rythme qu'en 2014, améliorant même leur record de doublés pour le porter à douze, du premier Grand Prix à Melbourne, au dernier à Abou Dabi, accumulant au passage trente-deux podiums, ce qui constitue un autre record. Comme en 2014 également, avec onze pole positions pour Hamilton et sept pour Rosberg, ils n'en laissent échapper qu'une seule, œuvre de Sebastian Vettel à Singapour, et avec dix victoires pour Hamilton et six pour Rosberg, ils n'en concèdent que trois à la concurrence, toutes remportées par Vettel au volant de sa Ferrari, en Malaisie, en Hongrie et à Singapour.  Le quadruple champion du monde allemand monte par ailleurs treize fois sur les podiums pour sa première saison avec l'écurie de Maranello. 
Hamilton comme Vettel dépassent Ayrton Senna avec respectivement un total de quarante-trois et quarante-deux victoires, pour s'installer aux troisième et quatrième places du palmarès des vainqueurs de Grand Prix. Au rang des déceptions, figurent au premier rang Red Bull Racing et Renault, qui pour la première fois depuis 2007, n'enregistrent aucune victoire, et McLaren-Honda, en déficit de performance d'un bout à l'autre de la saison.

## Repères de début de saison

### Pilotes
- Fernando Alonso en 2005 et 2006, Kimi Räikkönen en 2007, Lewis Hamilton en 2008 et 2014, Jenson Button en 2009 et Sebastian Vettel en 2010, 2011, 2012 et 2013 sont les cinq champions du monde en activité.
- Jenson Button, avec 266 départs en Grand Prix à l'entame de la saison, est le pilote ayant le plus d'expérience devant Fernando Alonso (235 départs), Kimi Räikkönen (212 départs), Felipe Massa (210 départs) et Nico Rosberg (166 départs).
- Fernando Alonso est le pilote engagé en 2015 totalisant le plus de points (1 767 points), devant Sebastian Vettel (1 618 points), Lewis Hamilton (1 486 points), Jenson Button (1 198 points) et Kimi Räikkönen (1 024 points).
- Neuf pilotes engagés en 2015 ont déjà remporté au moins un Grand Prix : Sebastian Vettel (39 victoires), Lewis Hamilton (33 victoires), Fernando Alonso (32 victoires), Kimi Räikkönen (20 victoires), Jenson Button (15 victoires), Felipe Massa (11 victoires), Nico Rosberg (8 victoires), Daniel Ricciardo (3 victoires) et Pastor Maldonado (1 victoire).
- Champion du monde en titre, Lewis Hamilton choisit de conserver le no 44 et de ne pas arborer le no 1 sur sa Mercedes en 2015[1].

Débuts en tant que pilote titulaire de :
- Max Verstappen, avec la Scuderia Toro Rosso, devient le plus jeune pilote de l'histoire de la Formule 1 à 17 ans[2].
- Felipe Nasr fait ses débuts en Formule 1 avec Sauber après avoir été troisième pilote de Williams F1 Team la saison précédente[3].
- Carlos Sainz Jr. débute en Formule 1 avec Toro Rosso après avoir remporté le championnat Formula Renault 3.5 Series 2014[4] ;
- Will Stevens est titularisé par Manor Marussia après avoir été troisième pilote de Caterham F1 Team en 2014[5] ;
- Roberto Merhi est titularisé par Manor Marussia après avoir été troisième pilote de Caterham F1 Team en 2014[6].
- Alexander Rossi est titularisé par Manor Marussia pour les Grand Prix de Singapour, du Japon, des États-Unis, du Mexique et du Brésil [7].

Transferts :
- Sebastian Vettel quitte Red Bull Racing[8] pour rejoindre Ferrari en remplacement de Fernando Alonso[9].
- Fernando Alonso quitte Ferrari et rejoint McLaren-Honda pour faire équipe avec Jenson Button dans une écurie pour laquelle il avait déjà piloté en 2007[10],[11].
- Daniil Kvyat quitte la Scuderia Toro Rosso pour Red Bull Racing en remplacement de Sebastian Vettel[8].
- Marcus Ericsson quitte Caterham F1 Team pour Sauber[12].
- Kevin Magnussen perd sa place de titulaire chez McLaren Racing où il devient pilote d'essai et de réserve[11]. Il remplace ainsi Alonso à Melbourne[13],[14].
- Jean-Éric Vergne, non reconduit par la Scuderia Toro Rosso, devient pilote d'essai de Ferrari[15],[16],[17].
- Esteban Gutiérrez, non reconduit chez Sauber, devient pilote d'essai de Ferrari[18].
- Adrian Sutil, non reconduit chez Sauber, devient pilote de réserve chez Williams F1 Team[19].
- Esteban Ocon, ancien pilote essayeur de Lotus F1 Team, devient jeune pilote de Mercedes Grand Prix et pilote essayeur de Force India[20].

Départs :
- Max Chilton perd sa place chez Manor Marussia.
- Kamui Kobayashi perd sa place après la faillite de Caterham F1 Team.
- Jules Bianchi, hospitalisé après son accident lors du Grand Prix du Japon 2014, meurt le 17 juillet 2015.

Débuts en tant que pilote-essayeur de :
- Raffaele Marciello chez Sauber[21].
- Jolyon Palmer chez Lotus F1 Team[22].
- Alex Lynn chez Williams F1 Team[23] ;
- Pascal Wehrlein chez Mercedes et Force India[24] ;
- Carmen Jordá chez Lotus F1 Team[25] ;
- Jordan King chez Manor Marussia F1 Team[26].
- Pierre Gasly chez Scuderia Toro Rosso[27] et chez Red Bull Racing[28].
- Nick Yelloly chez Force India[29].
- Fabio Leimer chez Manor Marussia[30].

### Écuries
- Honda fait son retour en Formule 1, après six  ans d'absence, en tant que motoriste de McLaren Racing[31].
- Haas F1 Team, dont la candidature a été approuvée par la Fédération internationale de l'automobile pour l'inscription d'une douzième équipe à partir de 2015 reporte son engagement à 2016[32],[33],[34].
- Lotus F1 Team est motorisée par Mercedes, mettant ainsi fin à un partenariat avec Renault Sport[35].
- Marussia F1 Team, renommée Manor Marussia, est finalement présente sur la grille de départ sous licence britannique grâce à sa reprise par l'investisseur Stephen Fitzpatrick. Ses voitures seront des MR03 de 2014 avec un nez mis en conformité avec le nouveau règlement[36],[37].
- Caterham F1 Team disparait, en proie à des difficultés financières et placée sous administration judiciaire. Les derniers actifs de l'écurie doivent être vendus aux enchères en mars 2015[38],[39].

### Grands Prix
- Le Grand Prix automobile du Mexique fait son retour au calendrier après 23 ans d'absence, sur l'Autódromo Hermanos Rodríguez de Mexico[40],[41].
- Le Grand Prix d'Inde n'est pas réintégré. Bernie Ecclestone indique qu'il pourrait être organisé en 2016[42].
- Le Grand Prix de Corée du Sud est annoncé par la FIA, sa tenue restant à confirmer [43]. Le 27 décembre, la FIA annonce finalement qu'il n'aura pas lieu[44].
- Le Nürburgring annonçant, en mars 2015, ne pas pouvoir organiser de Grand Prix pour le 19 juillet après la défection d'Hockenheim, il n'y a pas de Grand Prix d'Allemagne en 2015[45],[46].

### Essais privés
Afin de réduire les coûts, les essais à Bahreïn n'auront pas lieu et laisseront place à trois séances européennes d'essais privés avant l'entame du championnat : 
- Jerez, du 1er au 4 février 2015.
- Barcelone, du 19 au 22 février 2015.
- Barcelone, du 26 février au 1er mars 2015.

## Réglementation

### Règlement sportif: les nouveautés
- Le départ des Grands Prix est donné au plus tard quatre heures avant l'heure estimée de tombée de la nuit, à l'exception des Grands Prix nocturnes[48].
- Une nouvelle pénalité de 10 secondes est introduite. Un pilote regagnant les stands d'une manière jugée dangereuse par la direction de course écopera automatiquement de cette pénalité[49].
- Si du personnel ou des équipements d'une écurie se trouvent sur la grille de départ à moins de quinze secondes du lancement du tour de formation, le pilote de l'écurie fautive prendra le départ de la course depuis la voie des stands ou écopera d'un stop-and-go de 10 secondes[49].
- Le remplacement complet de l'unité de puissance engendrera des pénalités individuelles pour chaque composant remplacé[49].
- Si le classement d'un pilote à l'issue des qualifications ne lui permet pas de purger une pénalité en termes de recul sur la grille de départ dans sa totalité, alors le reste de la pénalité de places est convertie en une pénalité de temps durant la course (de 1 à 5 places : pénalité de 5 secondes ; de 6 à 10 places : passage par les stands ; de 11 à 20 places : stop-and-go de 10 secondes ; plus de 20 places : pénalité de temps à définir[49].
- La formule des points doublés pour la dernière manche du championnat, utilisée au Grand Prix d'Abou Dabi le 23 novembre 2014, n'est pas reconduite[50].
- La voiture de sécurité virtuelle est introduite lorsque la direction de course considère les conditions dangereuses ; elle oblige les pilotes à rouler à une vitesse inférieure de 35 % à celle habituellement pratiquée sur le sec sur une portion du circuit donnée[51].
- Sous régime de voiture de sécurité, le dédoublement du dernier pilote retardataire est automatiquement suivi, un tour plus tard, du retour aux stands de la voiture de sécurité sans attendre que les pilotes dédoublés aient rejoint la queue du peloton pour limiter la durée d'intervention de la voiture de sécurité[49].
- En cas de suspension de la course, les pilotes ont l'obligation de regagner la voie des stands au ralenti et non plus la grille de départ[52].
- Les pilotes sont désormais tenus de conserver la même décoration sur leur casque tout au long de la saison, afin de pouvoir les « identifier facilement en piste »[53].

### Règlement technique: les nouveautés
- Le poids minimum d'une monoplace, sans essence, est porté à 702 kg contre 691 kg en 2014[52].
- La taille et la forme des nez des monoplaces sont modifiés, ils sont notamment abaissés en vue d'une sécurité accrue et d'une meilleure esthétique. La seule F1 2014 dont le dessin à l'avant correspondait à la nouvelle réglementation est la Ferrari F14 T[54].
- La taille de la protection anti-intrusion en zylon située des deux côtés de la cellule de survie doit être augmentée (à la suite de l'accident dont a été victime Jules Bianchi au Grand Prix du Japon)[52].

## Pilotes et monoplaces
| Écurie                                 | Constructeur  | Châssis       | Moteur                 | Pneus | no | Pilotes          | Pilotes d'essais, de réserve ou de développement           |
| -------------------------------------- | ------------- | ------------- | ---------------------- | ----- | -- | ---------------- | ---------------------------------------------------------- |
| Mercedes AMG Petronas Formula One Team | Mercedes-Benz | F1 W06 Hybrid | Mercedes PU106B        | P     | 44 | Lewis Hamilton   | Pascal Wehrlein                                            |
| Mercedes AMG Petronas Formula One Team | Mercedes-Benz | F1 W06 Hybrid | Mercedes PU106B        | P     | 6  | Nico Rosberg     | Pascal Wehrlein                                            |
| Infiniti Red Bull Racing               | Red Bull      | RB11          | Renault Energy F1 2015 | P     | 3  | Daniel Ricciardo | Sébastien Buemi Pierre Gasly                               |
| Infiniti Red Bull Racing               | Red Bull      | RB11          | Renault Energy F1 2015 | P     | 26 | Daniil Kvyat     | Sébastien Buemi Pierre Gasly                               |
| Williams Martini Racing                | Williams      | FW37          | Mercedes PU106B        | P     | 19 | Felipe Massa     | Susie Wolff Alex Lynn Adrian Sutil                         |
| Williams Martini Racing                | Williams      | FW37          | Mercedes PU106B        | P     | 77 | Valtteri Bottas  | Susie Wolff Alex Lynn Adrian Sutil                         |
| Scuderia Ferrari                       | Ferrari       | SF15-T        | Ferrari Tipo 059/4     | P     | 5  | Sebastian Vettel | Esteban Gutiérrez Jean-Éric Vergne                         |
| Scuderia Ferrari                       | Ferrari       | SF15-T        | Ferrari Tipo 059/4     | P     | 7  | Kimi Räikkönen   | Esteban Gutiérrez Jean-Éric Vergne                         |
| McLaren Honda                          | McLaren       | MP4-30        | Honda RA615H           | P     | 14 | Fernando Alonso  | Kevin Magnussen Stoffel Vandoorne Oliver Turvey            |
| McLaren Honda                          | McLaren       | MP4-30        | Honda RA615H           | P     | 22 | Jenson Button    | Kevin Magnussen Stoffel Vandoorne Oliver Turvey            |
| Sahara Force India F1 Team             | Force India   | VJM08         | Mercedes PU106B        | P     | 11 | Sergio Pérez     | Pascal Wehrlein Steven Goldstein Esteban Ocon Nick Yelloly |
| Sahara Force India F1 Team             | Force India   | VJM08         | Mercedes PU106B        | P     | 27 | Nico Hülkenberg  | Pascal Wehrlein Steven Goldstein Esteban Ocon Nick Yelloly |
| Scuderia Toro Rosso                    | Toro Rosso    | STR10         | Renault Energy F1 2015 | P     | 33 | Max Verstappen   | Sébastien Buemi Pierre Gasly                               |
| Scuderia Toro Rosso                    | Toro Rosso    | STR10         | Renault Energy F1 2015 | P     | 55 | Carlos Sainz Jr. | Sébastien Buemi Pierre Gasly                               |
| Lotus F1 Team                          | Lotus         | E23 Hybrid    | Mercedes PU106B        | P     | 8  | Romain Grosjean  | Jolyon Palmer Carmen Jordá Adderly Fong                    |
| Lotus F1 Team                          | Lotus         | E23 Hybrid    | Mercedes PU106B        | P     | 13 | Pastor Maldonado | Jolyon Palmer Carmen Jordá Adderly Fong                    |
| Sauber F1 Team                         | Sauber        | C34           | Ferrari Tipo 059/4     | P     | 9  | Marcus Ericsson  | Raffaele Marciello                                         |
| Sauber F1 Team                         | Sauber        | C34           | Ferrari Tipo 059/4     | P     | 12 | Felipe Nasr      | Raffaele Marciello                                         |
| Manor Marussia F1 Team                 | Marussia      | MR03B         | Ferrari Tipo 059/3     | P     | 28 | Will Stevens     | Jordan King Fabio Leimer                                   |
| Manor Marussia F1 Team                 | Marussia      | MR03B         | Ferrari Tipo 059/3     | P     | 98 | Roberto Merhi    | Jordan King Fabio Leimer                                   |
| Manor Marussia F1 Team                 | Marussia      | MR03B         | Ferrari Tipo 059/3     | P     | 53 | Alexander Rossi  | Jordan King Fabio Leimer                                   |

## Grands Prix de la saison 2015
Le 27 décembre 2014, la Fédération internationale de l'automobile publie un calendrier officiel de 20 Grands Prix d'où le Grand Prix automobile de Corée du Sud, initialement prévu le 3 mai, est absent. Le 19 mars 2015, après le retrait officiel du circuit d'Hockenheim suivant celui du Nürburgring (aucun accord n'ayant été trouvé pour l'organisation du Grand Prix d'Allemagne qui devait se dérouler le 19 juillet), le calendrier officiel comporte 19 Grands Prix. Pour la première fois depuis 1960, il n'y a pas de course de Formule 1 organisée en Allemagne,.  
| no  | Date         | Grand Prix                    | Lieu              | Vainqueur        | Écurie   | Pole position    | Record du tour   | Résumé |
| --- | ------------ | ----------------------------- | ----------------- | ---------------- | -------- | ---------------- | ---------------- | ------ |
| 917 | 15 mars      | Grand Prix d'Australie        | Melbourne         | Lewis Hamilton   | Mercedes | Lewis Hamilton   | Lewis Hamilton   | Résumé |
| 918 | 29 mars      | Grand Prix de Malaisie        | Sepang            | Sebastian Vettel | Ferrari  | Lewis Hamilton   | Nico Rosberg     | Résumé |
| 919 | 12 avril     | Grand Prix de Chine           | Shanghai          | Lewis Hamilton   | Mercedes | Lewis Hamilton   | Lewis Hamilton   | Résumé |
| 920 | 19 avril     | Grand Prix de Bahreïn         | Sakhir            | Lewis Hamilton   | Mercedes | Lewis Hamilton   | Kimi Räikkönen   | Résumé |
| 921 | 10 mai       | Grand Prix d'Espagne          | Barcelone         | Nico Rosberg     | Mercedes | Nico Rosberg     | Lewis Hamilton   | Résumé |
| 922 | 24 mai       | Grand Prix de Monaco          | Monaco            | Nico Rosberg     | Mercedes | Lewis Hamilton   | Daniel Ricciardo | Résumé |
| 923 | 7 juin       | Grand Prix du Canada          | Montréal          | Lewis Hamilton   | Mercedes | Lewis Hamilton   | Kimi Räikkönen   | Résumé |
| 924 | 21 juin      | Grand Prix d'Autriche         | Spielberg         | Nico Rosberg     | Mercedes | Lewis Hamilton   | Nico Rosberg     | Résumé |
| 925 | 5 juillet    | Grand Prix de Grande-Bretagne | Silverstone       | Lewis Hamilton   | Mercedes | Lewis Hamilton   | Lewis Hamilton   | Résumé |
| 926 | 26 juillet   | Grand Prix de Hongrie         | Budapest          | Sebastian Vettel | Ferrari  | Lewis Hamilton   | Daniel Ricciardo | Résumé |
| 927 | 23 août      | Grand Prix de Belgique        | Spa-Francorchamps | Lewis Hamilton   | Mercedes | Lewis Hamilton   | Nico Rosberg     | Résumé |
| 928 | 6 septembre  | Grand Prix d'Italie           | Monza             | Lewis Hamilton   | Mercedes | Lewis Hamilton   | Lewis Hamilton   | Résumé |
| 929 | 20 septembre | Grand Prix de Singapour       | Singapour         | Sebastian Vettel | Ferrari  | Sebastian Vettel | Daniel Ricciardo | Résumé |
| 930 | 27 septembre | Grand Prix du Japon           | Suzuka            | Lewis Hamilton   | Mercedes | Nico Rosberg     | Lewis Hamilton   | Résumé |
| 931 | 11 octobre   | Grand Prix de Russie          | Sotchi            | Lewis Hamilton   | Mercedes | Nico Rosberg     | Sebastian Vettel | Résumé |
| 932 | 25 octobre   | Grand Prix des États-Unis     | Austin            | Lewis Hamilton   | Mercedes | Nico Rosberg     | Nico Rosberg     | Résumé |
| 933 | 1er novembre | Grand Prix du Mexique         | Mexico            | Nico Rosberg     | Mercedes | Nico Rosberg     | Nico Rosberg     | Résumé |
| 934 | 15 novembre  | Grand Prix du Brésil          | São Paulo         | Nico Rosberg     | Mercedes | Nico Rosberg     | Lewis Hamilton   | Résumé |
| 935 | 29 novembre  | Grand Prix d'Abou Dabi        | Yas Marina        | Nico Rosberg     | Mercedes | Nico Rosberg     | Lewis Hamilton   | Résumé |

## Déroulement de la saison et faits marquants du championnat

### Grand Prix d'Australie
Quinze pilotes s'alignent sur la grille du Grand Prix d’Australie, derrière Lewis Hamilton et Nico Rosberg en première ligne ; en effet, les Manor Marussia ne sont pas qualifiées, Valtteri Bottas est forfait à cause d'une blessure au dos contractée la veille, Kevin Magnussen casse son moteur et Daniil Kvyat sa boîte de vitesses lors de leur tour de mise en grille. À l'extinction des feux, Hamilton prend un départ parfait devant Rosberg et vire en tête. Plus loin derrière, Carlos Sainz Jr. heurte légèrement Kimi Räikkönen qui est déporté sur Felipe Nasr ; le Brésilien touche à son tour Pastor Maldonado qui part en tête-à-queue et tape le mur. Alors que la voiture de sécurité prend la piste, le second pilote Lotus F1 Team, Romain Grosjean rentre au stand pour changer ses pneus, imité par Marcus Ericsson (désormais seuls Max Verstappen et Sergio Pérez tournent en pneus durs), puis abandonne sur casse moteur,,.
Derrière la voiture de sécurité, Hamilton devance Rosberg, Felipe Massa, Sebastian Vettel, Sainz, Nasr, Daniel Ricciardo, Räikkönen, Max Verstappen et Nico Hülkenberg. À la relance, après trois tours, Nasr double Sainz pour le gain de la cinquième place ; le novice espagnol est peu après dépassé par Ricciardo et Räikkönen. Au neuvième tour, Hamilton possède 2 secondes d'avance sur Rosberg et 7 s sur Massa ; suivent Vettel, Nasr, Ricciardo, Räikkönen, Sainz, Verstappen, Hülkenberg, Ericsson, Button et Pérez. Dans le quatorzième tour, Jenson Button et Sergio Pérez s'accrochent ; si le Mexicain part en tête-à-queue, les deux poursuivent néanmoins leur course,,.
Räikkönen, qui ne parvient pas à doubler Ricciardo, rentre changer ses pneus au dix-septième tour mais la manœuvre se passe mal à cause d'un souci de fixation de la roue arrière-gauche. Massa et Hülkenberg stoppent au vingt-deuxième tour, Ricciardo au vingt-quatrième, Vettel et Sainz au suivant. Là encore, l'arrêt se passe mal pour l'Espagnol qui perd plus de trente secondes tandis que Vettel ravit la troisième place à Massa, libéré derrière un pilote plus lent. Hamilton et Nasr s'arrêtent au vingt-sixième tour, Rosberg, Ericsson et Button dans les boucles suivantes. Ainsi, au trentième tour, Hamilton devance Rosberg de 3 secondes, Vettel de 14 s et Massa de 17 s ; suit Räikkönen qui, malgré sa déconvenue au stand, a réussi à prendre le dessus sur Verstappen, Nasr et Ricciardo, et enfin Hülkenberg, Ericsson, Pérez, Sainz et Button,,.
Verstappen change ses pneus le dernier, au trente-troisième tour et, contrairement à tous les autres concurrents, remonte en piste à nouveau en pneus tendres pour une stratégie décalée ; il n'a toutefois pas l'occasion de la mettre en œuvre, son moteur cassant quelques instants plus tard ; il ne reste que douze voiture en piste. En tête de la course, Rosberg, plus à l'aise que son coéquipier avec les pneus durs, se rapproche peu à peu d'Hamilton qui réagit en réalisant le meilleur tour en course. Pérez change ses pneus au quarantième tour, imité par Räikkönen dans la boucle suivante. Une nouvelle fois, la fixation de la roue arrière-gauche pose problème aux mécaniciens et le Finlandais est libéré alors que sa roue n'est pas correctement attachée, ce qui provoque son abandon peu après sa sortie des stands alors qu'il était cinquième,,. 
Vettel, contraint de ralentir pour limiter sa consommation de carburant et voit Massa revenir rapidement sur lui alors qu'il ne reste plus que dix tours. Sainz, dont les pneus sont à l'agonie est dépassé par Ericsson alors que Hamilton remporte sa trente-quatrième victoire en réalisant son sixième hat-trick en Formule 1. La seconde place de Rosberg permet à Mercedes de réaliser un dix-septième doublé. Vettel, pour sa première course au sein de la Scuderia Ferrari, monte sur la troisième marche du podium ; suivent pour les points Massa, Nasr, Ricciardo, Hülkenberg, Ericsson, Sainz et Pérez ; Button , onzième, est le dernier à recevoir le drapeau à damier,,.
Mercedes prend la tête du championnat avec les 43 points du doublé devant Ferrari (15 points) et Sauber (14 points) qui marque pour la première fois depuis 2013 ; suivent Williams (12 points), Red Bull Racing (8 points), Force India (7 points) et Toro Rosso (2 points). McLaren, Lotus F1 Team et Manor Marussia (qui bien que présente n'a participé ni aux essais ni à la course) n'ont pas inscrit de point.

### Grand Prix de Malaisie

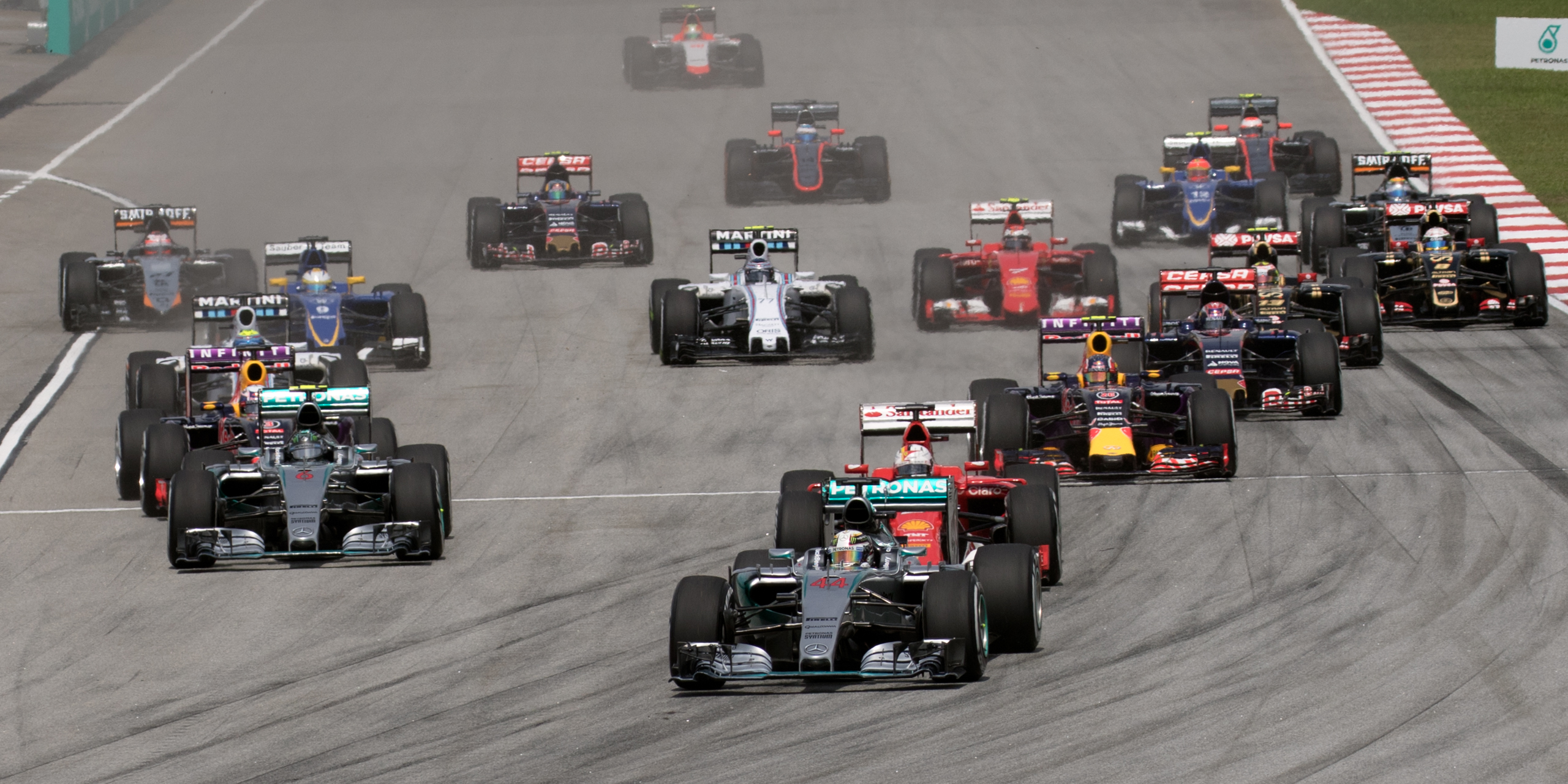
Le départ du Grand Prix de Malaisie 2015.

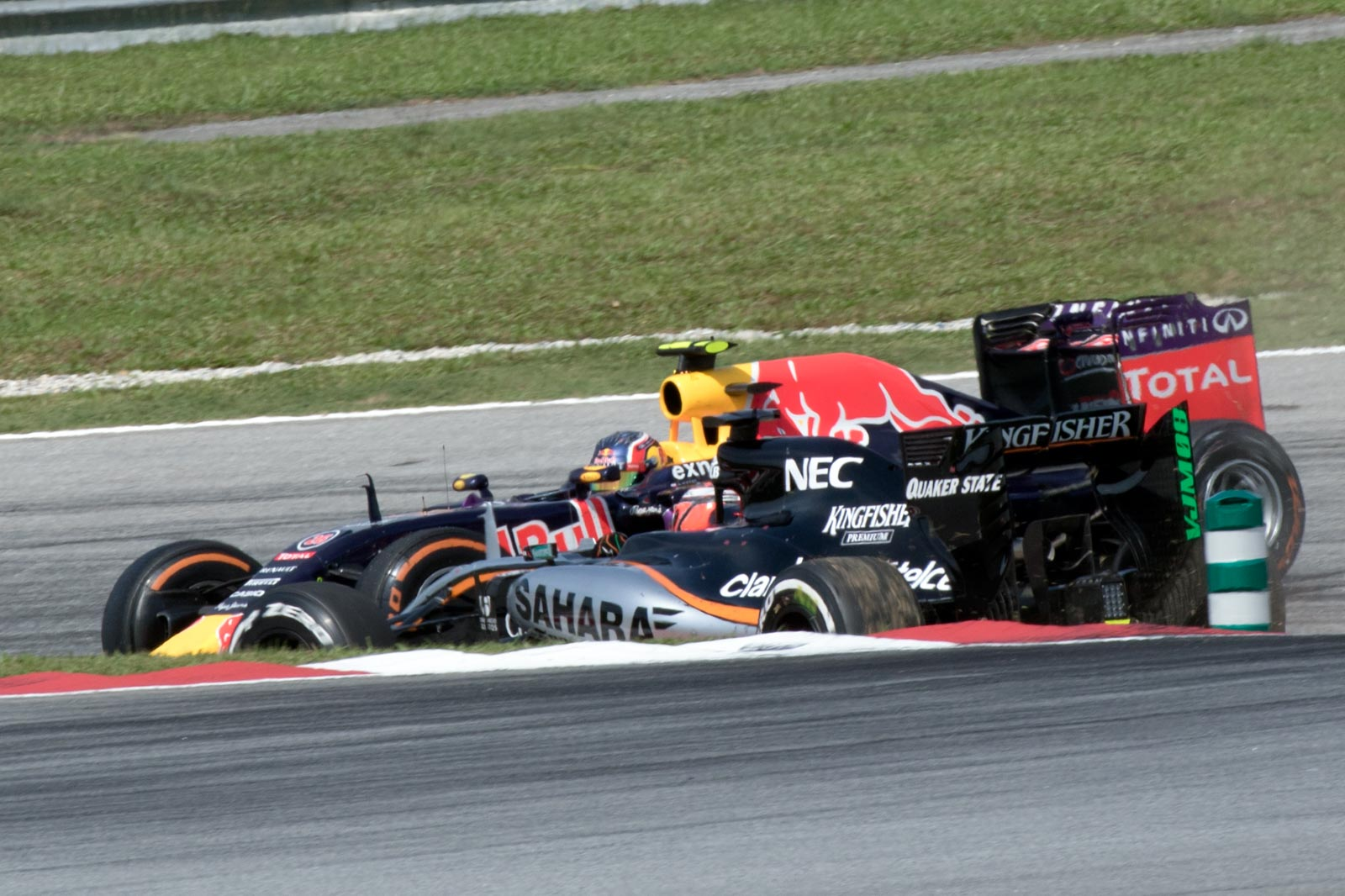
L'accrochage entre Hülkenberg et Kvyat.

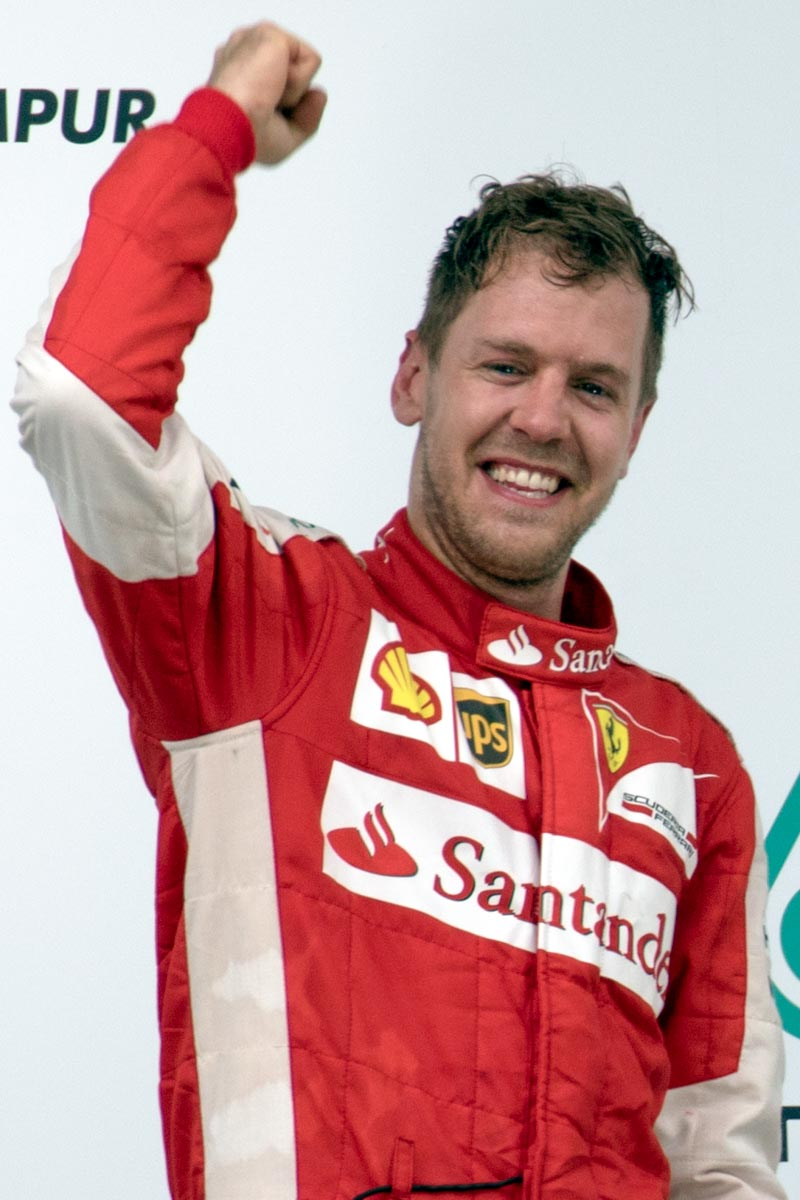
Sebastian Vettel sur le podium du Grand Prix de Malaisie 2015.

Il fait chaud et la piste est sèche au départ du Grand Prix où dix-neuf pilotes se présentent sur la grille car Will Stevens, non-qualifié mais repêché, déclare forfait à cause de soucis techniques sur sa Manor Marussia. À l'extinction des feux, Lewis Hamilton, en pole position, conserve la tête tandis que Sebastian Vettel se décale vers Nico Rosberg pour défendre sa position et freiner sur la partie propre de la piste au premier virage. Derrière, Nico Hülkenberg passe de la treizième à la septième place tandis que Pastor Maldonado, après un contact, au premier virage, avec Valtteri Bottas poursuit son tour au ralenti, victime d'une crevaison à l'arrière. Au premier passage sur la ligne, Hamilton devance Vettel de 7 dixièmes de seconde ; suivent Rosberg, Daniel Ricciardo, Felipe Massa, Daniil Kvyat, Hülkenberg, Marcus Ericsson, Max Verstappen et Romain Grosjean. Kimi Räikkönen, lui aussi victime d'une crevaison après une touchette avec Felipe Nasr, doit faire pratiquement un tour complet sur trois roues avant de rejoindre son stand, accompagné du Brésilien qui change son aileron avant,,.
En tête de la course, Vettel reste dans le rythme des deux Mercedes qui l'encadrent. Au troisième tour, Marcus Ericsson manque un freinage et s'immobilise dans un bac à graviers, provoquant une  neutralisation de la course par la voiture de sécurité. Si de nombreux pilotes en profitent pour changer de pneus, Vettel (ainsi que Hülkenberg, Grosjean, Carlos Sainz Jr., Räikkönen, Sergio Pérez et Roberto Merhi), reste en piste et prend la tête de la course. Rosberg perd de précieuses secondes bloqué derrière Hamilton rentré en même temps au stand. Au sixième tour, derrière la voiture de sécurité, Vettel devance Hülkenberg, Grosjean, Sainz, Pérez, Hamilton, Ricciardo, Massa, Rosberg, Kvyat, Merhi, Verstappen, Bottas, Fernando Alonso, Jenson Button, Nasr, Räikkönen et Maldonado,,.
À la relance, à l'entame du septième tour, les Mercedes, engluées dans le trafic des pilotes restés en piste, ont pour seul objectif de remonter au classement car Vettel est le plus rapide en piste ; Hamilton remonte à la quatrième place dès le onzième tour, imité par Rosberg qui atteint la septième position. Hamilton pointe à la deuxième place dès le tour suivant bien que Vettel, le plus rapide en piste, conserve un avantage de 10 secondes ; Rosberg, remonté à la quatrième place, est à 17 secondes,,.
Räikkönen et Sainz changent leurs pneus au quinzième tour pendant que Pastor Maldonado est pénalisé de dix secondes pour avoir été trop rapide derrière la voiture de sécurité. Vettel change ses pneus au dix-huitième tour et reprend la piste, à nouveau en pneus tendres, en troisième position, derrière Hamilton et Rosberg. Vettel reprend presque deux secondes au tour aux deux Mercedes de tête. Sur l'asphalte surchauffé, sa monoplace use moins ses pneus que celles des pilotes Mercedes qui se mettent à « glisser » au bout d'une vingtaine de tours, comme le communique Hamilton à son stand par radio. Vettel passe Nico Rosberg dans le vingt-deuxième tour, au moment où Fernando Alonso abandonne. Dans le vingt-cinquième tour, Vettel attaque Hamilton qui ne défend pas sa position car il rentre immédiatement au stand changer ses pneus, et repart en pneus tendres,,.
Au vingt-sixième tour, Kvyat et Hülkenberg s'accrochent alors que Nico Rosberg change ses pneus ; au trentième tour, Vettel précède Hamilton, Rosberg, Räikkönen, Sainz, Massa, Verstappen, Bottas, Ricciardo et Hülkenberg. Pérez accrochent Grosjean qui, envoyé en tête-à-queue, est dépassé par Button et Nasr ; les commissaires infligent dix secondes de pénalité aux deux pilotes Force India, Hülkenberg et Pérez, jugés responsables des deux incidents. Au trente-troisième passage, Vettel dispose de 16 secondes d'avance sur Hamilton ; Rosberg, troisième en pneus durs, ne vise plus que la dernière marche du podium. Au trente-septième passage, Vettel effectue son deuxième et ultime arrêt ; il ressort en seconde position, juste devant Rosberg. Hamilton rentre au stand pour la troisième fois deux tours plus tard pour passer des pneus tendres mais son dernier train étant trop usé, il doit terminer la course en pneus durs. Vettel, en pneus durs également, lui reprend la première place,,.
À quinze tours de l'arrivée, Vettel possède 3 secondes d'avance sur Rosberg et 14 secondes sur Hamilton ; Räikkönen, quatrième, est à plus de 40 secondes. Rosberg chausse des pneus tendres au quarante-deuxième tour et reprend la piste à la troisième place. Vettel gère son avantage d'environ dix secondes sur Hamilton pour remporter la quarantième victoire de sa carrière, sa première pour Ferrari dès leur seconde course commune. Hamilton et Rosberg complètent le podium ; suivent pour les points Räikkönen, Bottas, Massa, Verstappen, Sainz, Kvyat et Ricciardo,,.
Lewis Hamilton conserve la tête du championnat du monde avec 43 points, devant Vettel (40 points) et Rosberg (33 points) ; Felipe Massa, avec 20 points, devance Räikkönen (12 points), Felipe Nasr (10 points) et Daniel Ricciardo (9 points). Mercedes conserve la tête du championnat avec 76 points devant Ferrari (52 points) et Williams (30 points) ; suivent Sauber (14 points), Toro Rosso (12 points), Red Bull Racing (11 points) et Force India (7 points). McLaren, Lotus F1 Team et Manor Marussia n'ont pas encore inscrit de point.

### Grand Prix de Chine

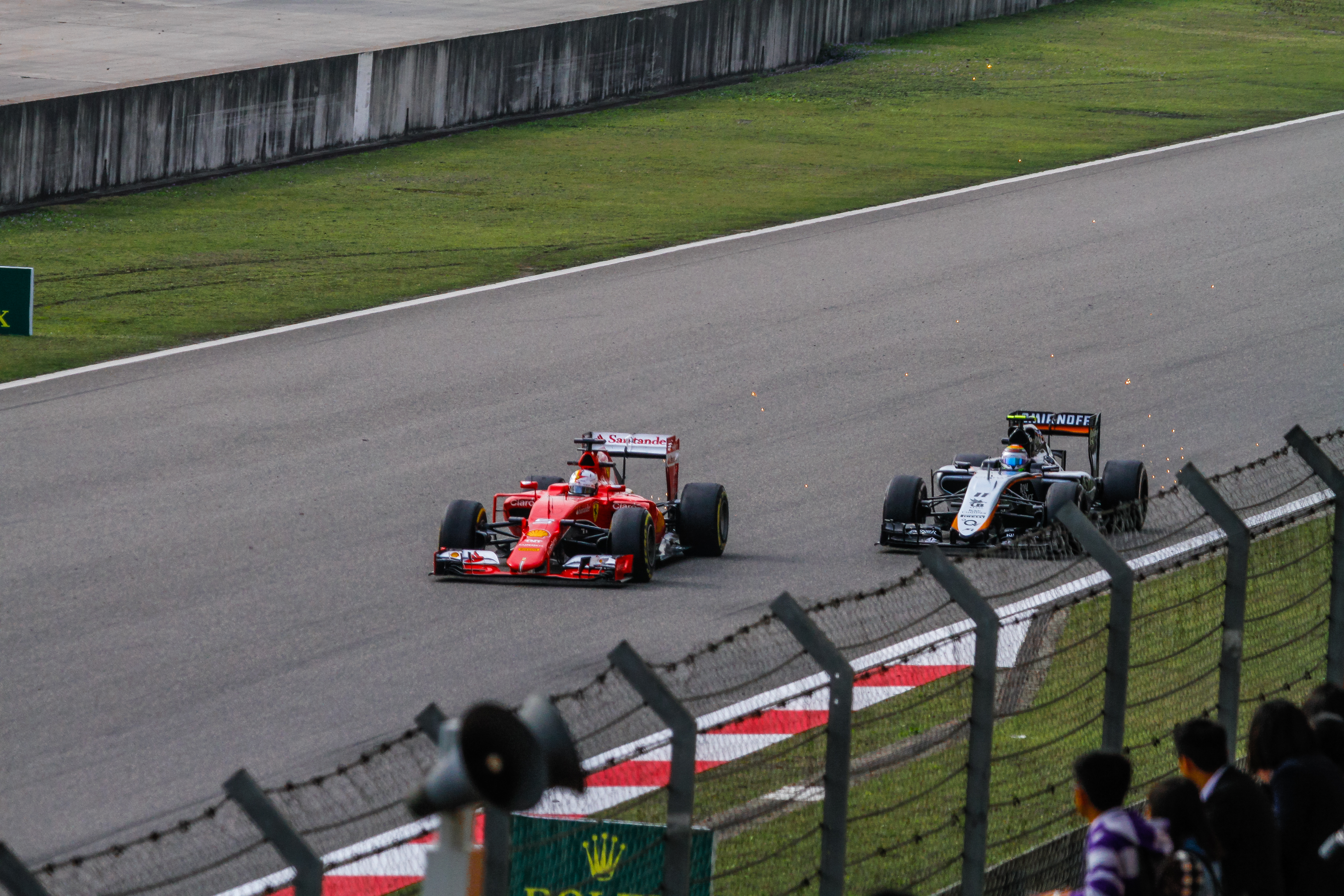
Vettel dépassant Pérez au Grand Prix de Chine 2015.

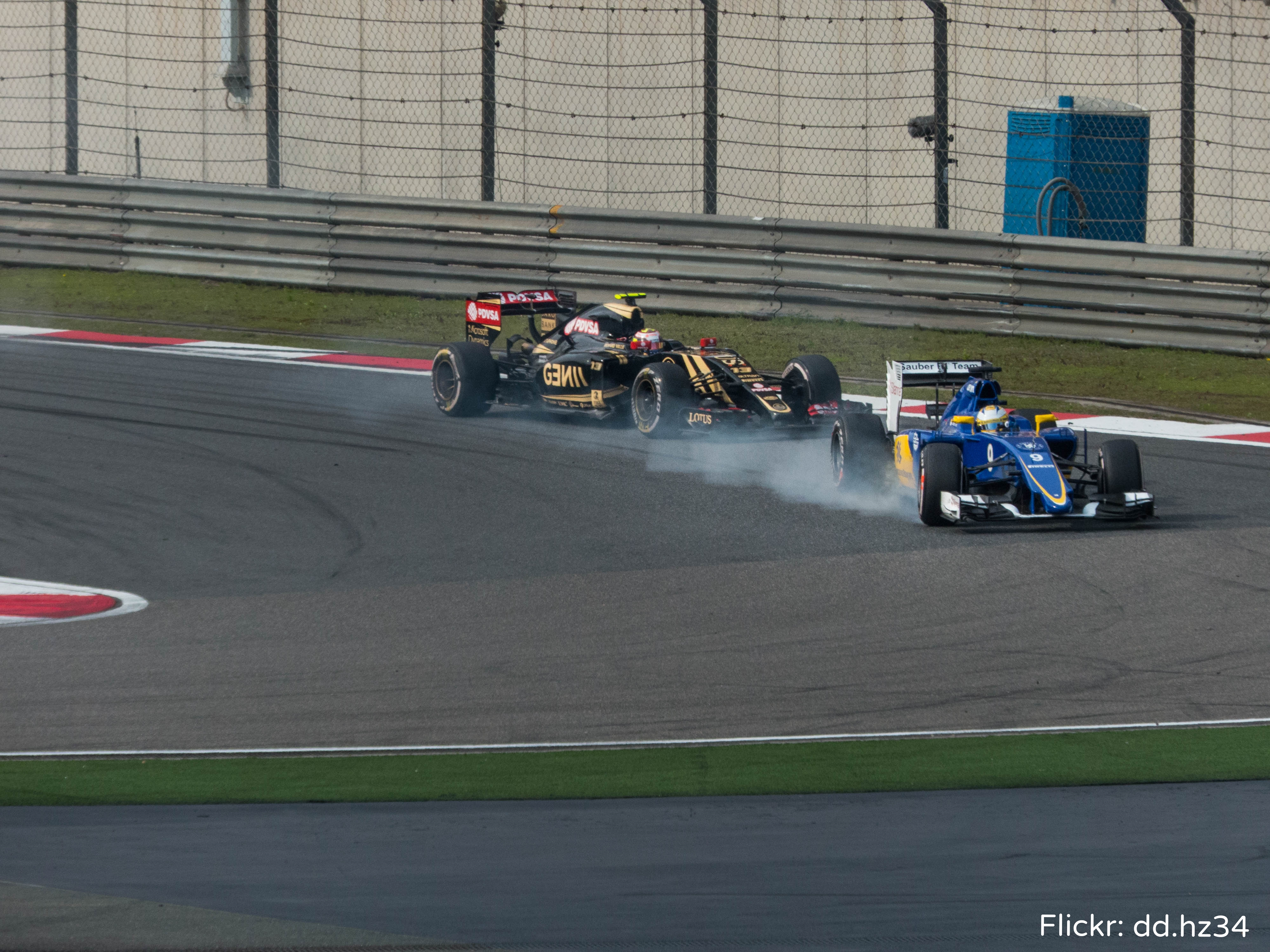
Blocage de roue de Marcus Ericsson devant Pastor Maldonado au Grand Prix de Chine 2015.

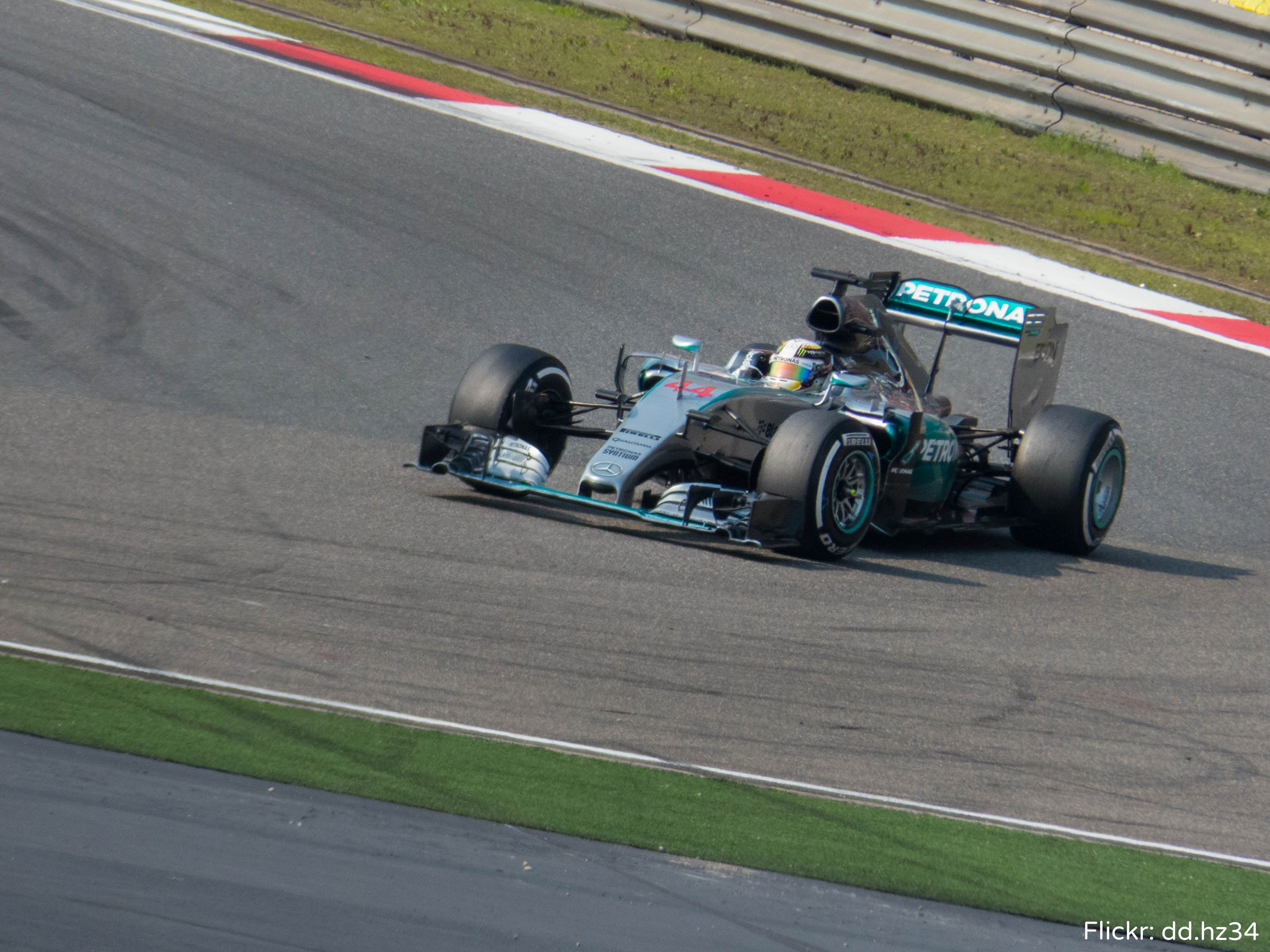
Hamilton, vainqueur du Grand Prix de Chine 2015.

Au départ du Grand Prix de Chine, Lewis Hamilton et Nico Rosberg sont en première ligne, devant Sebastian Vettel et Felipe Massa. À l'extinction des feux, Hamilton change immédiatement de ligne pour bloquer la voie à Rosberg. Kimi Räikkönen, qualifié sixième, prend l'avantage sur les deux Williams tandis que Daniel Ricciardo, septième sur la grille, rate complètement son envol et perd dix places. Au premier passage sur la ligne, Hamilton précède Rosberg, Vettel, Räikkönen, Massa, Valtteri Bottas, Romain Grosjean, Felipe Nasr, Marcus Ericsson et Pastor Maldonado,,. 
Carlos Sainz Jr. part en tête-à-queue dans le second tour en tentant de doubler une Force India. En tête de course, au troisième tour, Hamilton a creusé un écart d'une seconde sur Nico Rosberg ; Vettel est à plus de deux secondes et Räikkönen à quatre secondes. À l'arrière du peloton, Daniil Kvyat bouchonne son coéquipier Ricciardo qui met plusieurs tours à le doubler malgré les injonctions du stand. Si l'écart reste stable entre les deux pilotes Mercedes, Vettel lâche peu à peu prise : il est repoussé à quatre secondes du leader au dixième tour. Quelques instants plus tard, Nico Hülkenberg abandonne sur panne de boîte de vitesses tandis que Nasr rentre le premier, au onzième tour, pour changer ses pneus tendres déjà totalement usés ; Maldonado et Sergio Pérez l'imitent au tour suivant puis Grosjean, Verstappen (pourtant chaussé de pneus durs plus endurants), Fernando Alonso, Vettel, Massa, Hamilton, Bottas, Ricciardo, Ericsson, Jenson Button, Rosberg et Räikkönen stoppent entre les treizième et seizième tours. Kvyat abandonne sa Red Bull, moteur en feu, sur le bord de la piste,,.
Au dix-neuvième tour, Hamilton a repris la tête devant Rosberg (à 2 secondes) et Vettel (à 4 secondes) ; suivent Räikkönen, Massa, Bottas, Maldonado, Grosjean, Nasr et Verstappen. Sainz s'arrête le dernier, au vingtième tour, et abandonne peu après. Nico Rosberg annonce à son écurie qu'il souhaiterait que Lewis Hamilton augmente son rythme car Vettel se rapproche de lui tandis qu'il ne peut pas se rapprocher de son équipier sans détruire ses pneus. Au vingt-cinquième tour, Räikkönen, quatrième, est à 7 secondes d'Hamilton qui devance Rosberg d'une seconde et Vettel de deux secondes,,. 
Vettel change ses pneus au trente-et-unième tour avec l'espoir de réaliser l'undercut sur Rosberg, rentré au tour suivant ; Hamilton stoppe au trente-quatrième tour (en même temps que Maldonado qui est rentré trop vite et a dû prendre une échappatoire) et Räikkönen au suivant. Au trente-huitième tour, à l'issue des arrêts au stands, Hamilton possède 5 secondes d'avance sur Rosberg, 11 sur Vettel et 15 sur Räikkönen ; suivent Massa (+ 43 s), Bottas (+ 52 s), Grosjean, Pérez, Verstappen et Nasr. Après s'être frôlés à de nombreuses reprises pour le gain de la treizième place, Button et Maldonado (qui entretemps est parti en tête-à-queue à cause d'une défaillance de ses freins) s'accrochent sous les yeux de Fernando Alonso qui gagne ainsi deux positions. Si Button est en mesure de terminer la course (avec 5 secondes de pénalité pour avoir provoqué l'accrochage), le Vénézuélien abandonne pour la troisième fois de la saison,,.
Alors qu'il reste trois tours à boucler, Max Verstappen, en huitième position, renonce en raison d'une défaillance de son moteur Renault ; l'immobilisation de la Toro Rosso dans la ligne droite de départ provoque l'entrée en piste de la voiture de sécurité et la neutralisation de la course jusqu'à l'arrivée une arrivée sous drapeau jaune, au ralenti. Lewis Hamilton remporte ainsi sa deuxième victoire de la saison et conforte sa première place au championnat. Nico Rosberg termine deuxième et Vettel complète le  podium ; suivent pour les points Kimi Räikkönen, Felipe Massa, Valtteri Bottas, Romain Grosjean, Felipe Nasr, Daniel Ricciardo et Marcus Ericsson,,.
Lewis Hamilton augmente son avance en tête du championnat du monde avec 68 points contre 55 pour Vettel et 51 pour Rosberg ; Felipe Massa, avec 30 points, devance Räikkönen (24 points), Valtteri Bottas (18 points) et Felipe Nasr (14 points). Mercedes conserve la tête du championnat avec 119 points devant Ferrari (79 points) et Williams (48 points) ; suivent Sauber (19 points), Red Bull Racing (13 points) qui passe Toro Rosso (12 points), Force India (7 points) et Lotus F1 Team qui inscrit ses 6 premiers points. McLaren et Manor Marussia n'ont pas encore inscrit de point.

### Grand Prix de Bahreïn

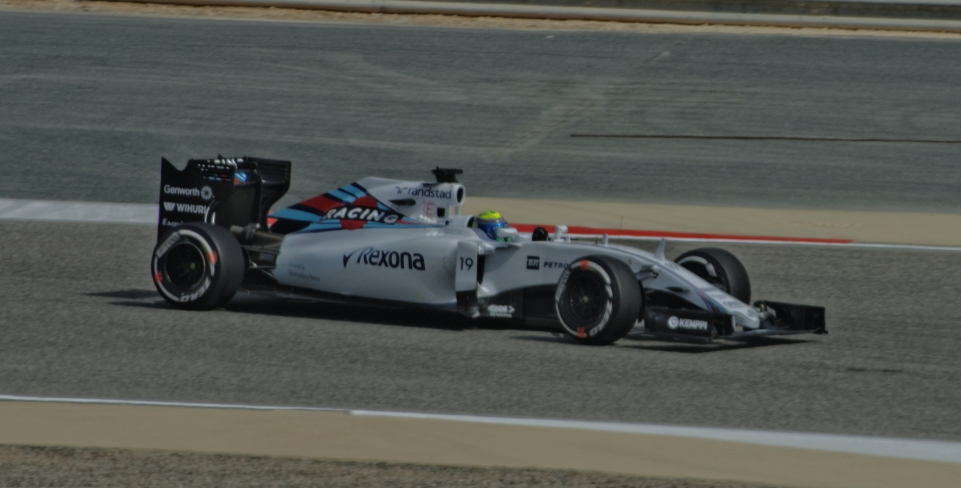
Felipe Massa à Bahreïn en 2015.

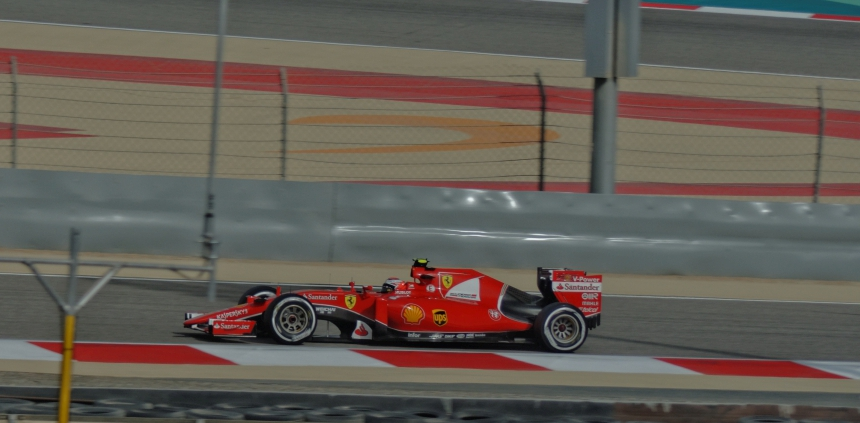
Kimi Räikkönen à Bahreïn en 2015.

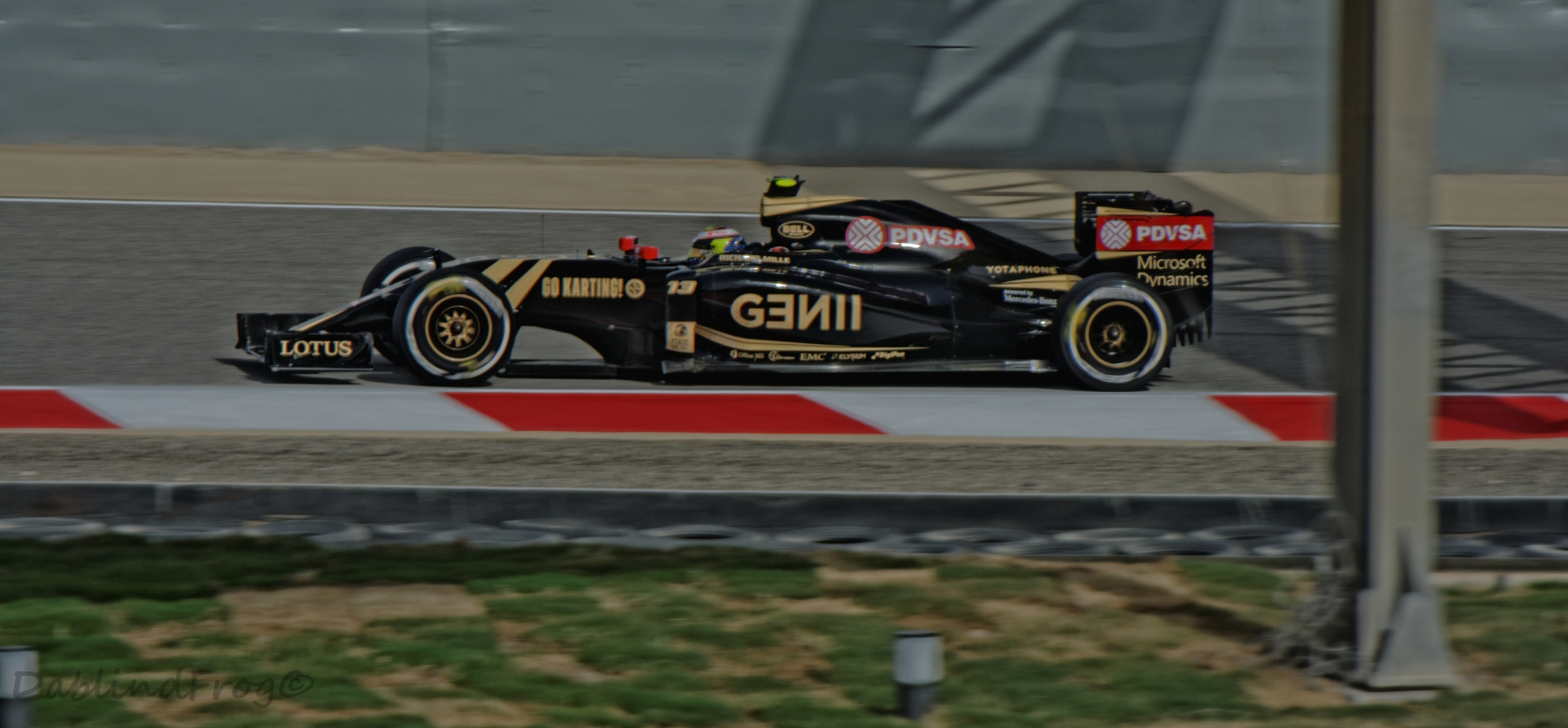
Pastor Maldonado à Bahreïn en 2015.

Dix-huit pilotes s'alignent sur la grille de départ du Grand Prix. Jenson Button est en effet non-partant à cause d'un problème électrique sur son unité de puissance tandis que Felipe Massa prend le départ depuis la pitlane. Carlos Sainz Jr. écope d'une pénalité de cinq secondes pour n'avoir pas respecté le temps minimum imposé lors de son tour de reconnaissance. Seul Pastor Maldonado, seizième, tente le pari de partir en pneus durs ; il est à son tour pénalisé de cinq secondes pour n'être pas correctement rangé sur son emplacement de départ. À l'extinction des feux, Lewis Hamilton garde l'avantage que lui procure sa pole position et passe en tête le premier virage. Sebastian Vettel résiste à Nico Rosberg et Kimi Räikkönen lui ravit la troisième position. Au premier passage sur la ligne de chronométrage, Hamilton précède les Ferrari de Vettel et Räikkönen et son coéquipier Rosberg ; suivent Valtteri Bottas, Daniel Ricciardo, Romain Grosjean, Nico Hülkenberg, Marcus Ericsson, Sainz, Sergio Pérez, Felipe Nasr, Fernando Alonso, Max Verstappen, Daniil Kvyat, Maldonado, Massa, Roberto Merhi et son coéquipier Will Stevens,,.
Rosberg reprend l'avantage sur Räikkönen deux tours plus tard et se lance à la poursuite de Vettel. En tête de la course, Hamilton a creusé un écart de près de deux secondes sur la Ferrari. Quelques boucles plus tard, Vettel part à la faute dans le virage no 1 ce qui permet à Rosberg de revenir dans la zone d'activation de l'aileron arrière mobile et de prendre l'ascendant ; Hamilton compte dorénavant 5 secondes d'avance sur son coéquipier. Verstappen, qui a percuté Maldonado, doit passer prématurément par les stands et revoir sa stratégie. Pour le reste du peloton, les arrêts au stands commencent avec Hülkenberg, Nasr, Massa et Maldonado, au onzième tour ; Ericsson et Sainz stoppent au suivant, Grosjean au treizième et Alonso au suivant. Alors que Räikkönen a fait la jonction avec son coéquipier Vettel, celui-ci rentre chausser un nouveau train de pneus tendres ; il est imité un tour plus tard par Rosberg (qui ressort derrière Vettel et perd sa deuxième place), Bottas et Ricciardo. Hamilton observe à son tour son arrêt, plus long d'une seconde que celui de ses rivaux, et repart de justesse devant un duo Rosberg-Vettel en pleine lutte ; Rosberg récupère finalement la deuxième place grâce à l'usage de son aileron mobile. Räikkönen, éphémère leader, repousse son arrêt jusqu'au dix-huitième tour et, contrairement aux autres pilotes de tête, adopte une stratégie décalée en chaussant des pneus durs (au vingt-quatrième tour, il est le plus rapide en piste). Au dix-neuvième tour, à l'issue des arrêts aus stands, Hamilton possède un peu plus d'une seconde d'avance sur Rosberg, Vettel est à 3 secondes et Räikkönen à 14 secondes ; suivent Bottas, Ricciardo, Grosjean, Ericsson, Hülkenberg et Massa,,.
Massa livre une lutte âpre à Felipe Nasr pour accéder aux points ; cette lutte se prolonge dans les stands où les deux hommes entrent avec Maldonado et manquent de l'accrocher ; le Vénézuélien, entré en dernier, ressort finalement premier du trio. Vettel commet une petite erreur et voit les deux Mercedes s'échapper, l'écart entre Hamilton et Rosberg oscillant entre 2 et 3 secondes. Räikkönen se rapproche à 12 secondes de la tête. Ericsson est victime d'un arrêt au stand extrêmement long. Hülkenberg stoppe au vingt-sixième tour et Grosjean au trente-deuxième. Au moment où Carlos Sainz Jr. abandonne sur panne mécanique (son coéquipier Max Verstappen connaîtra la même mésaventure un peu plus tard), Vettel ouvre le bal des arrêts des leaders, au trente-troisième tour. Hamilton rentre au tour suivant (de même que Bottas) pour préserver son avantage en tête, avant que Rosberg ne réalise son arrêt (de même que Kvyat, au trente-cinquième tour) et reparte derrière Vettel, comme lors de son premier arrêt. Ricciardo, Alonso, Pérez, Ericsson et Räikkönen s'arrêtent entre les trente-sixième et quarante-et-unième tour. Entretemps, Vettel vire trop large dans le dernier virage et cède, une troisième fois, face à Rosberg. Au tour suivant, ayant abîmé son aileron avant, il est contraint de repasser par son stand et perd tout espoir de terminer sur le podium. Räikkönen, en tête en gommes dures usées, dans l'attente de son ultime arrêt décalé, voit Hamilton revenir à pleine vitesse et laisse même Alonso se dédoubler ; Ferrari l'arrête finalement à 17 tours du but. Au quarante-deuxième tour, Hamilton précède Rosberg de 4 secondes, Räikkönen de 24 secondes, Bottas de 34 secondes et Vettel de 36 secondes ; suivent Ricciardo, Grosjean, Massa, Perez et Kvyat. Maldonado, huitième au tour précédent, est victime d'une surchauffe des freins rentre les faire refroidir au stand et repart quelques minutes plus tard, perdant sept places et toute chance de marquer ses premiers points de la saison,,.
Dans son dernier relais, profitant de la rapidité des gommes tendres, Räikkönen se rapproche de Rosberg à raison de deux secondes au tour tandis que Vettel bataille avec Valtteri Bottas pour tenter de lui ravir la quatrième place. À quelques boucles du terme, Räikkönen s'est suffisamment approché de Rosberg pour envisager de prendre la deuxième place, tandis qu'Hamilton gère son avance en tête avec 5 secondes sur son coéquipier. Räikkönen, collé à son rival depuis plusieurs virages, pousse Rosberg à la faute dans le virage no 1 et le passe sans avoir eu recours à l'aileron arrière mobile. Hamilton remporte sa troisième victoire en quatre courses et conforte sa première place au championnat du monde. Räikkönen monte sur son premier podium depuis qu'il est revenu chez Ferrari au début de l'année 2014 et Rosberg monte sur la troisième marche ; suivent pour les points Bottas, Vettel, Ricciardo (dont le moteur explose en franchissant la ligne d'arrivée), Grosjean, Massa, Pérez et Kvyat,,.
Lewis Hamilton augmente son avance en tête du championnat du monde avec 93 points contre 66 pour Rosberg qui devance désormais Vettel d'un point ; Räikkönen, avec 42 points, a pris le meilleur sur Felipe Massa (31 points) ; suivent Valtteri Bottas (30 points), Daniel Ricciardo (19 points) et Felipe Nasr (14 points). Mercedes conserve la tête du championnat avec 159 points devant Ferrari (107 points) et Williams (61 points) ; suivent Red Bull Racing (23 points) qui passe Sauber (restant à 19 points), la Scuderia Toro Rosso et Lotus (12 points) et Force India (11 points). McLaren et Manor Marussia n'ont pas encore inscrit de point.

### Grand Prix d'Espagne

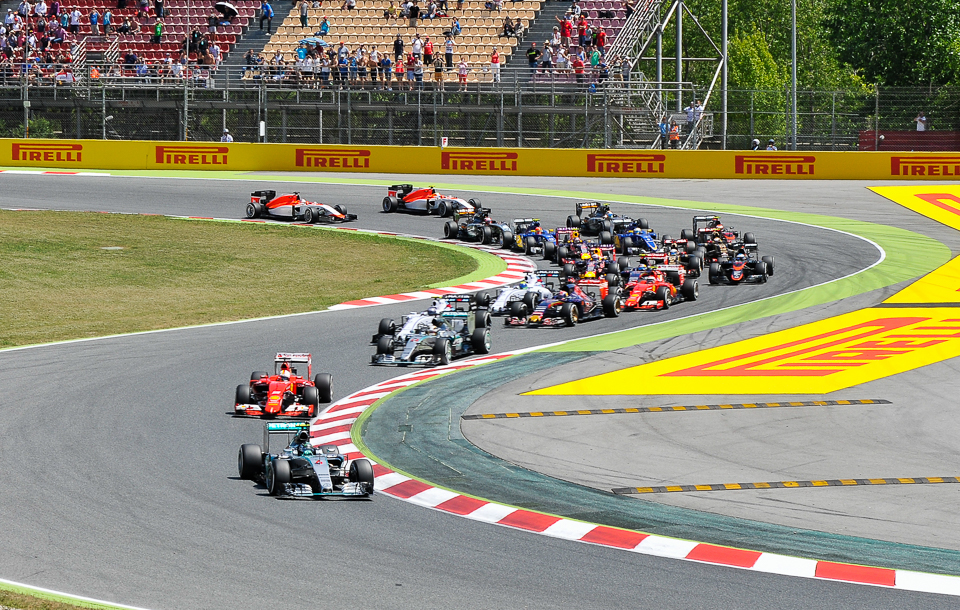
Le départ de la course.

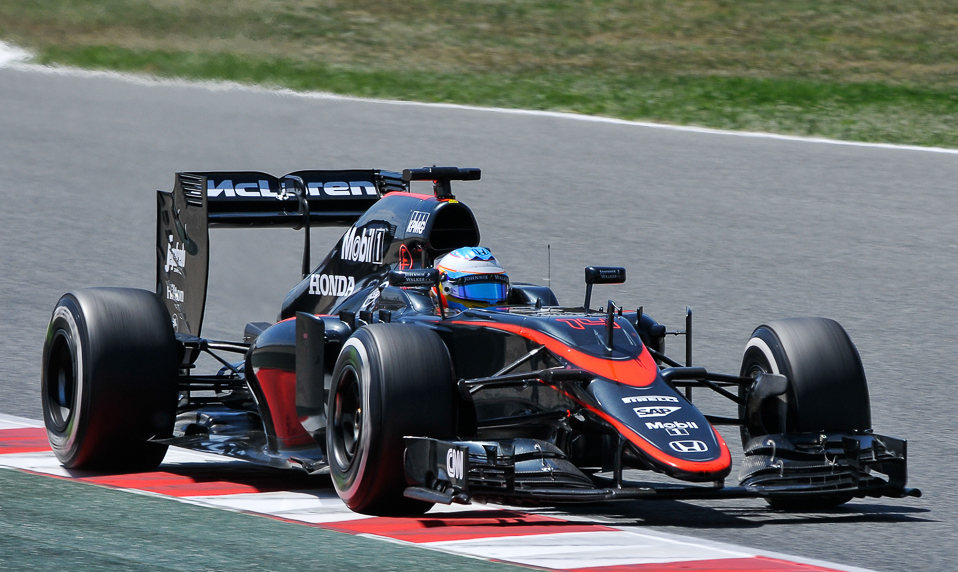
Fernando Alonso au Grand Prix d'Espagne 2015.

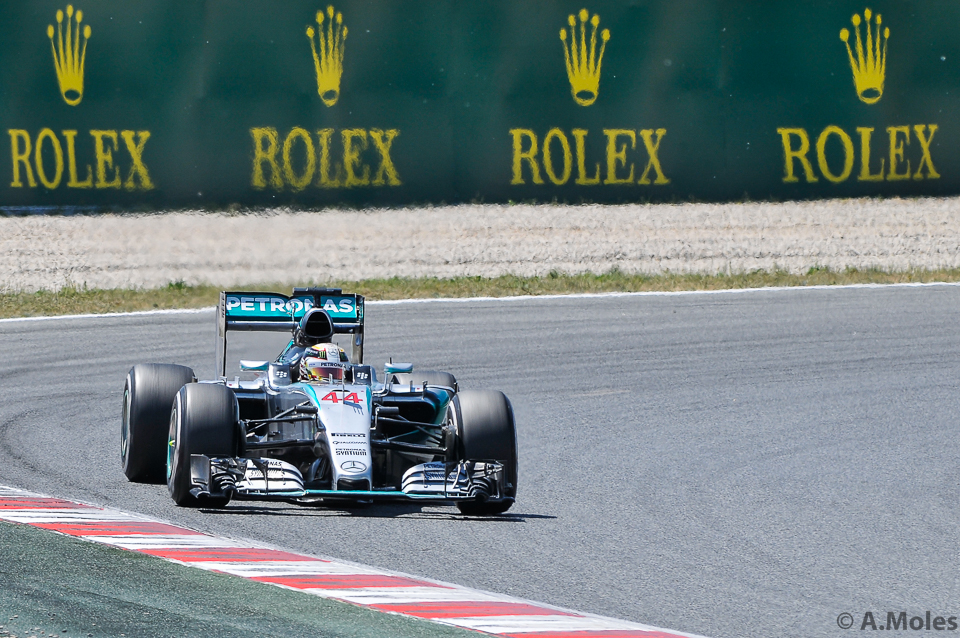
Lewis Hamilton au Grand Prix d'Espagne 2015.

Nico Rosberg est en pole position pour la première fois de la saison, devant son coéquipier Lewis Hamilton. L'ensemble des pilotes s'élance avec les pneus les plus tendres proposés par Pirelli. À l'extinction des feux, Rosberg prend un envol parfait, au contraire d'Hamilton dépassé par Sebastian Vettel. Kimi Räikkönen passe les deux Scuderia Toro Rosso de Carlos Sainz Jr. et Max Verstappen. Au premier passage sur la ligne de chronométrage, Rosberg devance Vettel, Hamilton, Valtteri Bottas, Räikkönen, Verstappen, Sainz, Massa, Grosjean, Ricciardo, Maldonado, Fernando Alonso et Daniil Kvyat,,.
Rosberg creuse immédiatement l'écart sur Vettel qui retient Hamilton derrière lui. Lewis Hamilton tente à chaque tour de passer Vettel grâce à son aileron arrière mobile mais ne parvient, à chaque fois, qu'à abîmer un peu plus ses pneus tendres. Mercedes décide alors de modifier sa stratégie de course en passant de deux à trois arrêts, et d'anticiper son premier passage aux stands. Lorsque Maldonado dépasse Verstappen, le volet vertical droit de l'aileron arrière de la Lotus E23 Hybrid (abîmé après que Romain Grosjean l'a un peu plus tôt) cède ; si le Vénézuélien semble un temps pouvoir poursuivre sa course, il ne cesse de chuter au classement et finit par abandonner dans le quarante-sixième tour,,.
Kvyat et Jenson Button s'arrêtent les premiers pour changer leurs pneus, au douzième tour ; Felipe Nasr les imite au suivant puis, comme convenu, Hamilton s'arrête tôt, au quatorzième tour ; un problème de fixation du pneu arrière-droit lui fait perdre un temps précieux et risque de nuire à sa nouvelle stratégie de course. Ricciardo, Verstappen, Vettel, Massa et Sainz rentrent dans les deux tours suivants ; Rosberg, Bottas, Grosjean et Maldonado au seizième tour et Räikkönen, au dix-huitième tour, ressort chaussé de pneus durs pour une stratégie décalée par rapport à ses concurrents directs. À l'issue de la vague d'arrêts, Rosberg conserve la tête de la course avec un avantage de 6 secondes sur Vettel et de 7 secondes sur Hamilton ; suivent Bottas à 15 secondes et Räikkönen à 20 secondes. Comme lors du relais précédent, Hamilton se retrouve bloqué dans les échappements de la Ferrari de Vettel et aucune de ses attaques n'aboutit,,.
Après 25 tours, un premier peloton constitué des deux Mercedes, des deux Ferrari et des deux Williams a définitivement pris le large sur les autres concurrents. Fernando Alonso, seizième, victime d'un problème de freins sur sa McLaren MP4-30 rentre au stand au vingt-huitième tour et abandonne. En tête, Rosberg porte l'écart sur Sebastian Vettel à huit secondes puis, au fil des tours, à dix secondes et enfin à quinze secondes. À la mi-course, Hamilton s'arrête et ressort en pneus durs : sa stratégie à trois arrêts lui permet de passer aisément Räikkönen et Bottas. Entretemps, Kvyat stoppe dans le quarantième tour, Vettel, Nasr et Grosjean au suivant (arrêt très long car Le Français rate son emplacement en freinant trop tard et renverse un de ses mécaniciens), Räikkönen au quarante-deuxième, Bottas au suivant ; Maldonado, Rosberg et Massa s'arrêtent parmi les derniers. Lewis Hamilton est désormais en tête devant Nico Rosberg et Sebastian Vettel mais doit faire un arrêt supplémentaire,,.
Au cinquantième tour, Hamilton devance Rosberg de 2 secondes, Vettel de 23 s, Bottas de 34 s et Räikkönen de 40 s ; suivent Massa, Ricciardo, Grosjean, Kvyat et Verstappen. Lewis Hamilton effectue son dernier arrêt deux tours plus tard et ressort deuxième, devant Sebastian Vettel. Nico Rosberg remporte sa première victoire cette saison, Hamilton assure un nouveau doublé à son écurie tandis que Vettel monte sur son quatrième podium en cinq courses ; suivent pour les points Bottas, Räikkönen, Massa, Ricciardo, Grosjean et Sainz qui a ravi la neuvième place à Kvyat dans l'avant-dernier tour,,.
Lewis Hamilton conserve son avance en tête du championnat du monde avec 111 points contre 91 pour Rosberg et 80 pour Vettel ; Räikkönen, avec 52 points devance désormais Valtteri Bottas (42 points) qui a pris le meilleur sur son coéquipier Felipe Massa (39 points) ; suivent Daniel Ricciardo (25 points) et Romain Grosjean (16 points) qui précède Felipe Nasr resté à 14 points. Mercedes conserve la tête du championnat avec 202 points devant Ferrari (132 points) et Williams (81 points) ; suivent Red Bull Racing (30 points), Sauber (toujours à 19 points), Lotus (16 points), Scuderia Toro Rosso (14 points) et Force India (11 points). McLaren et Manor Marussia n'ont pas encore inscrit de point.

### Grand Prix de Monaco

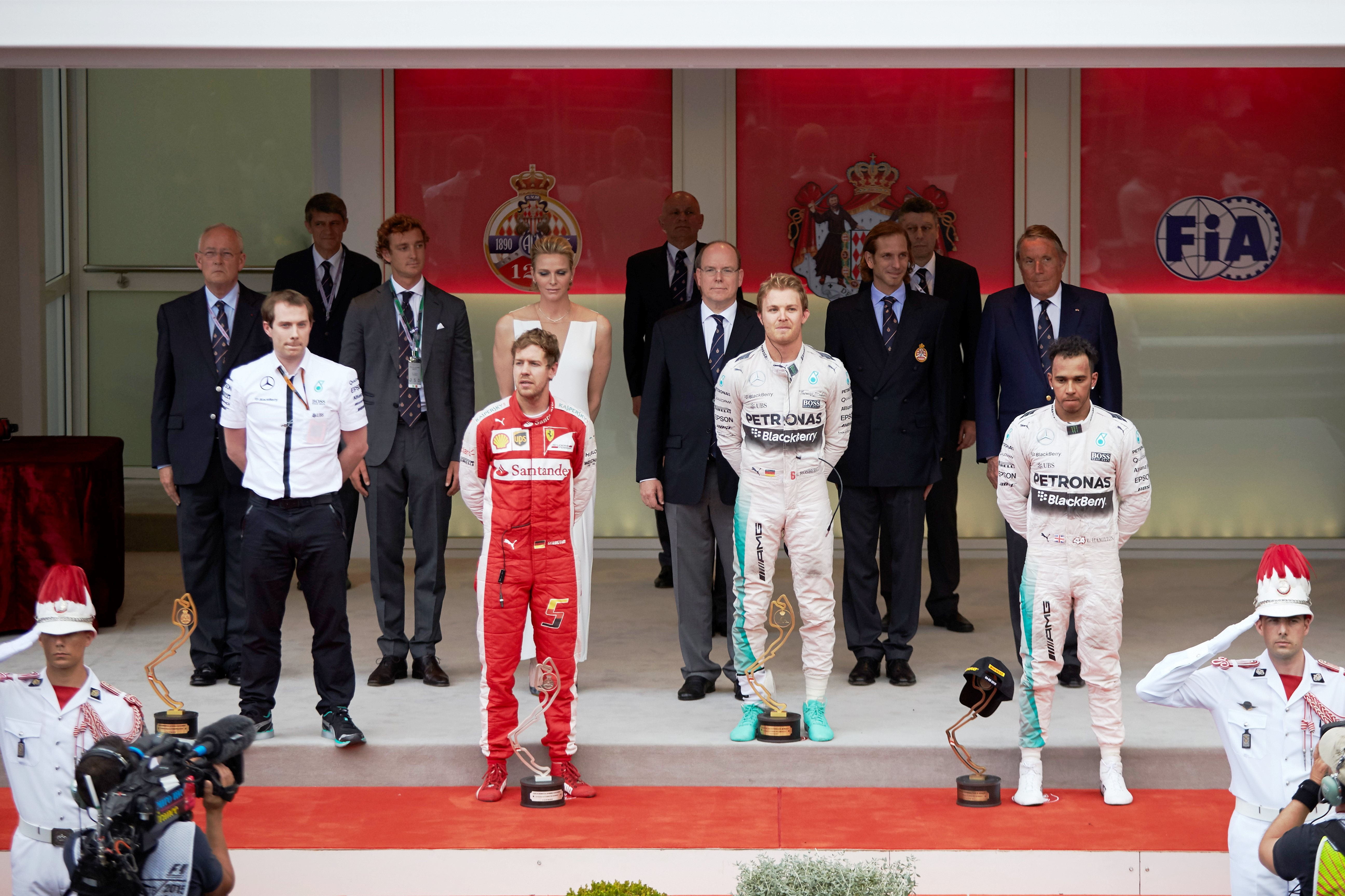
Le podium du Grand Prix.

Sous un temps ensoleillé, dix-neuf pilotes s'alignent sur la grille car Carlos Sainz Jr., exclu des qualifications pour ne pas s'être présenté au pesage, part depuis la voie des stands. Lewis Hamilton s'élance depuis la pole position accompagné en première ligne par Nico Rosberg et devant Sebastian Vettel et Daniel Ricciardo. Les dix pilotes de tête ont chaussé les pneus les plus tendres alors que Fernando Alonso et Valtteri Bottas ont opté pour les gommes plus dures. À l'extinction des feux, Hamilton prend le meilleur envol tandis que Rosberg conserve l'avantage sur Vettel, directement menacé par Ricciardo et Daniil Kvyat. Plus loin, Felipe Massa, victime d'un problème de sa Williams FW36 doit repasser par les stands. Au virage de Mirabeau, Alonso percute Nico Hülkenberg ; l'Allemand doit rentrer faire changer son aileron avant tandis que l'Espagnol poursuit sa route en attendant de purger une pénalité de 5 secondes. Au premier passage sur la ligne de chronométrage, Hamilton devance Rosberg, Vettel, Kvyat, Ricciardo, Kimi Räikkönen, Sergio Pérez, Maldonado, Verstappen, Jenson Button, Alonso, Nasr et Grosjean,,. 
Après cinq tours, Hamilton a creusé un écart supérieur à deux secondes sur Rosberg qui précède d'autant Vettel. Pastor Maldonado, victime de problèmes de freins abandonne dès le sixième tour. Après vingt tours, Hamilton précède toujours Rosberg, Vettel, Kvyat et Ricciardo. Avant même le cap des trente premiers tours, les pilotes de tête sont gênés par le peloton des retardataires et Rosberg perd encore plus de temps sur son coéquipier. Derrière, alors que Kvyat s'arrête au vingt-neuvième tour, la lutte s'intensifie entre Ricciardo et Räikkönen pour le gain de la quatrième place. Verstappen s'arrête très longtemps au tour suivant, imité par Hülkenberg, Alonso qui purge sa pénalité, Button, Vettel (qui ressort en pneus durs), Ricciardo, Pérez, Rosberg, Räikkönen et Hamilton entre les trente-deuxième et trente-neuvième tour. Les mécaniciens Ferrari, plus rapides que leurs homologues de Red Bull Racing permettent à Räikkönen de ressortir devant Ricciardo. Au quarantième tour, après cette vague d'arrêts, Hamilton possède 8 secondes d'avance sur Rosberg, 10 s sur Vettel et 21 s sur Kvyat ; suivent Räikkönen, Ricciardo, Pérez, Button, Alonso et Nasr,,.
Alonso abandonne dans le quarante-troisième tour à cause d'un problème de boite de vitesses. Max Verstappen, s'arrête pour la seconde fois au quarante-septième tour tandis qu'Hamilton porte son avance à plus de dix secondes puis à vingt secondes peu après le soixantième tour. Au soixante-quatrième tour, grâce à ses pneus plus frais, Verstappen talonne Grosjean mais freine trop tard au bout de la ligne droite des stands. Il casse sa suspension avant-gauche sur la Lotus E23 Hybrid du Français et tape violemment le mur de pneus à Sainte Devote (il sera pénalisé d'un recul sur la grille de départ du prochain Grand Prix pour conduite dangereuse). La voiture de sécurité est déployée alors qu'il ne reste plus que douze tours à couvrir. Hamilton se met d'accord par radio avec son stand pour rentrer chausser un nouveau train de pneus. Pendant que le leader de la course s'exécute, le duo Rosberg-Vettel en profite pour passer en tête de la course juste devant lui. Ainsi, derrière la voiture de sécurité, Rosberg devance Vettel, Hamilton, Kvyat, Räikkönen, Ricciardo, Pérez, Button, Nasr et Sainz,,.
L'épreuve est relancée à l'entame du soixante-et-onzième tour. Hamilton, qui comprend que la course est quasiment jouée, se montre très agressif avec ses pneus supertendres ; alors qu'il fait tout son possible pour dépasser Vettel, Rosberg file vers une victoire inespérée (il était en effet à 25 secondes de son coéquipier avant l'intervention de la voiture de sécurité). Daniil Kvyat laisse passer son coéquipier Ricciardo, plus rapide avec ses pneus neufs, afin qu'il tente d'accrocher le podium ; l'Australien n'y parvenant pas lui rend la quatrième place en ralentissant fortement à quelques hectomètres l'arrivée. Nico Rosberg obtient, pour la première fois de sa carrière en Formule 1, un deuxième succès consécutif. Sebastian Vettel termine deuxième devant Lewis Hamilton ; suivent pour les points Kvyat, Ricciardo, Räikkönen, Pérez, Button (qui ouvre le compteur de son écurie Mclaren-Honda), Nasr et Sainz,,. 
Après la fin de l'épreuve, Toto Wolff présente ses excuses à Hamilton et déclare : « Nous avons foutu sa course en l'air » tandis que Niki Lauda parle d'une « erreur inacceptable ».
Lewis Hamilton, toujours en tête du championnat du monde n'a plus que 10 points d'avance sur son coéquipier Rosberg (126 points contre 116) et devance toujours les pilotes Ferrari, Sebastian Vettel (98 points) et Kimi Räikkönen (60 points). Valtteri Bottas (42 points) et son coéquipier Felipe Massa (39 points), qui n'ont pas marqué à Monaco, suivent.  Daniel Ricciardo (35 points) précède désormais son coéquipier Daniil Kvyat (17 points) et Felipe Nasr (16 points) qui ont relégué Romain Grosjean au dixième rang (16 points). Mercedes conserve la tête du championnat, avec 242 points, devant Ferrari (158 points) et Williams (81 points) ; suivent Red Bull Racing (52 points), Sauber (21 points), Force India (17 points), Lotus (16 points), Scuderia Toro Rosso (15 points) et McLaren qui, grâce à Jenson Button, inscrit ses 4 premiers points de la saison. Manor Marussia n'a pas encore inscrit de point.

### Grand Prix du Canada

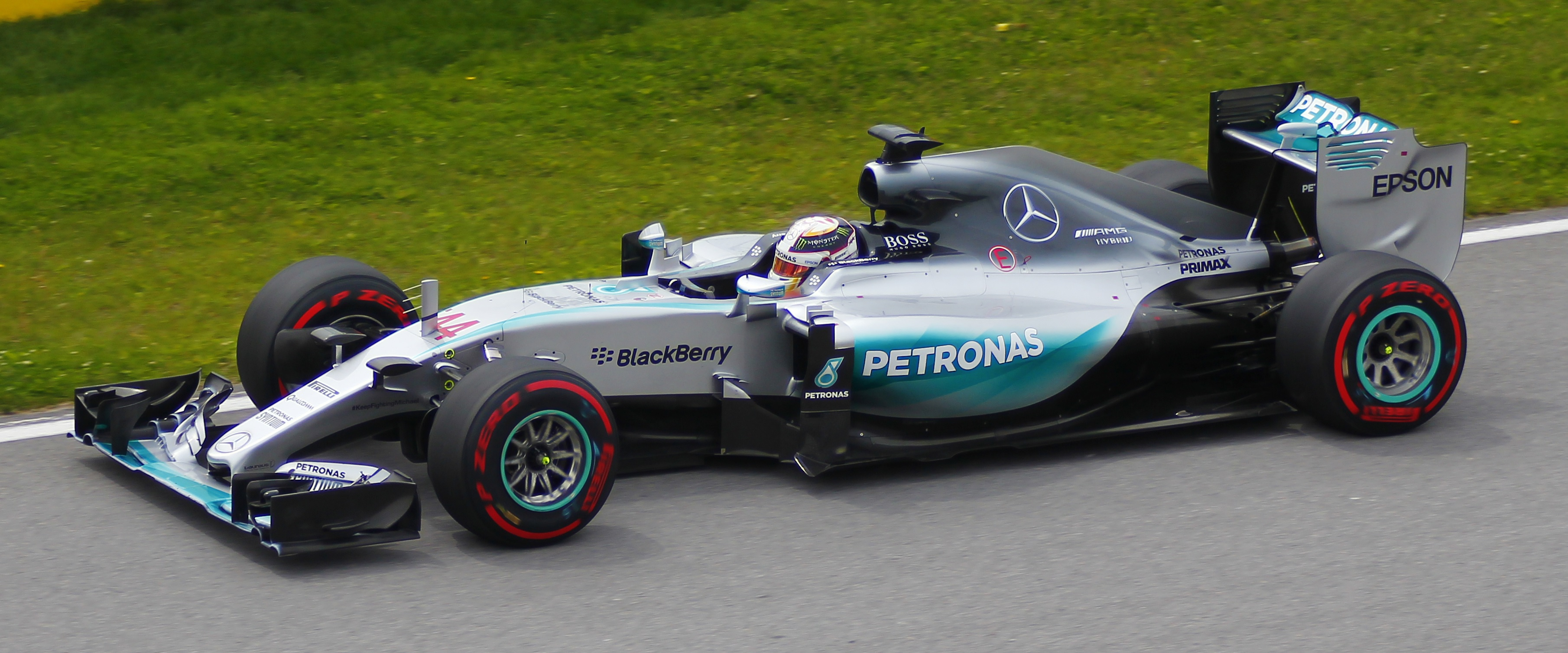
Lewis Hamilton au Grand Prix du Canada 2015.

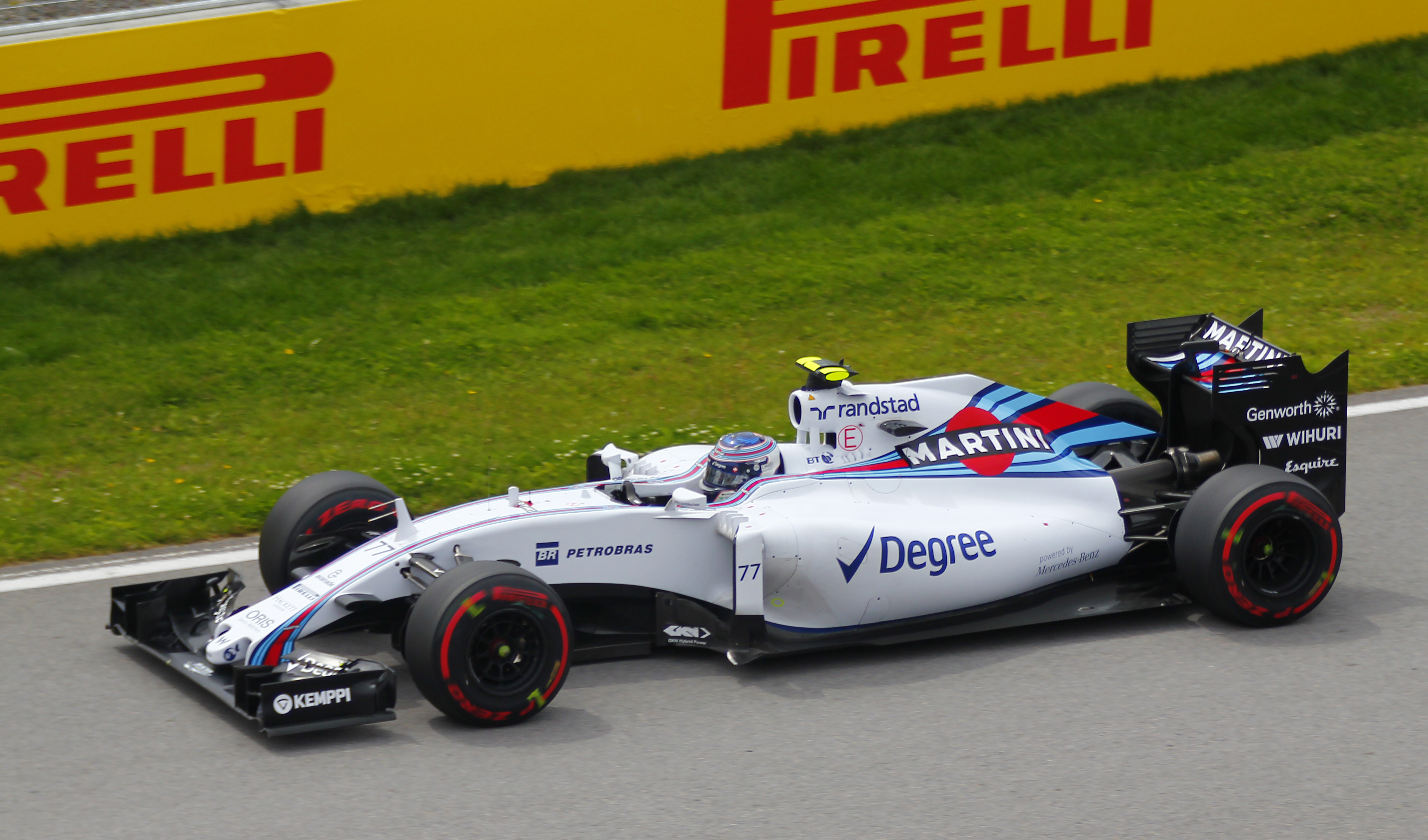
Valtteri Bottas au Grand Prix du Canada 2015.

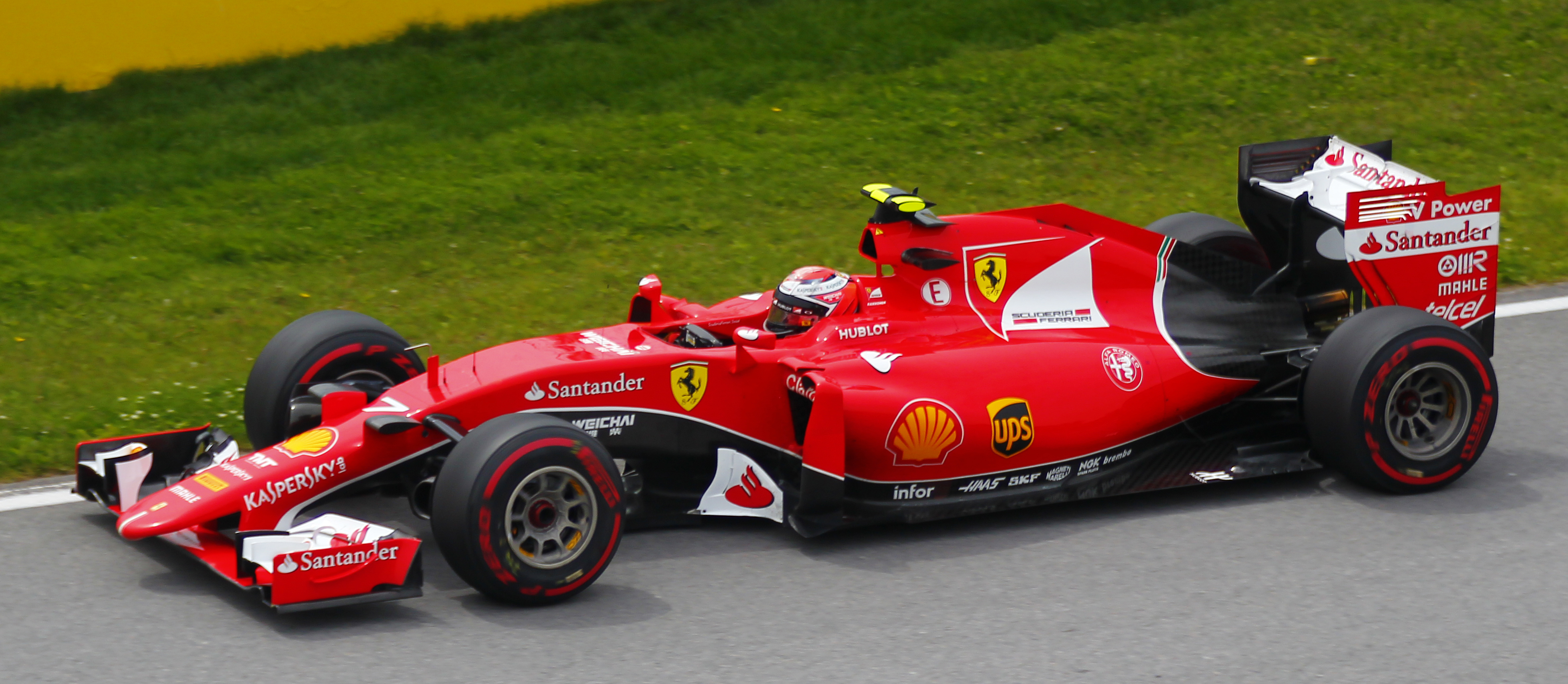
Kimi Räikkönen au Grand Prix du Canada 2015.

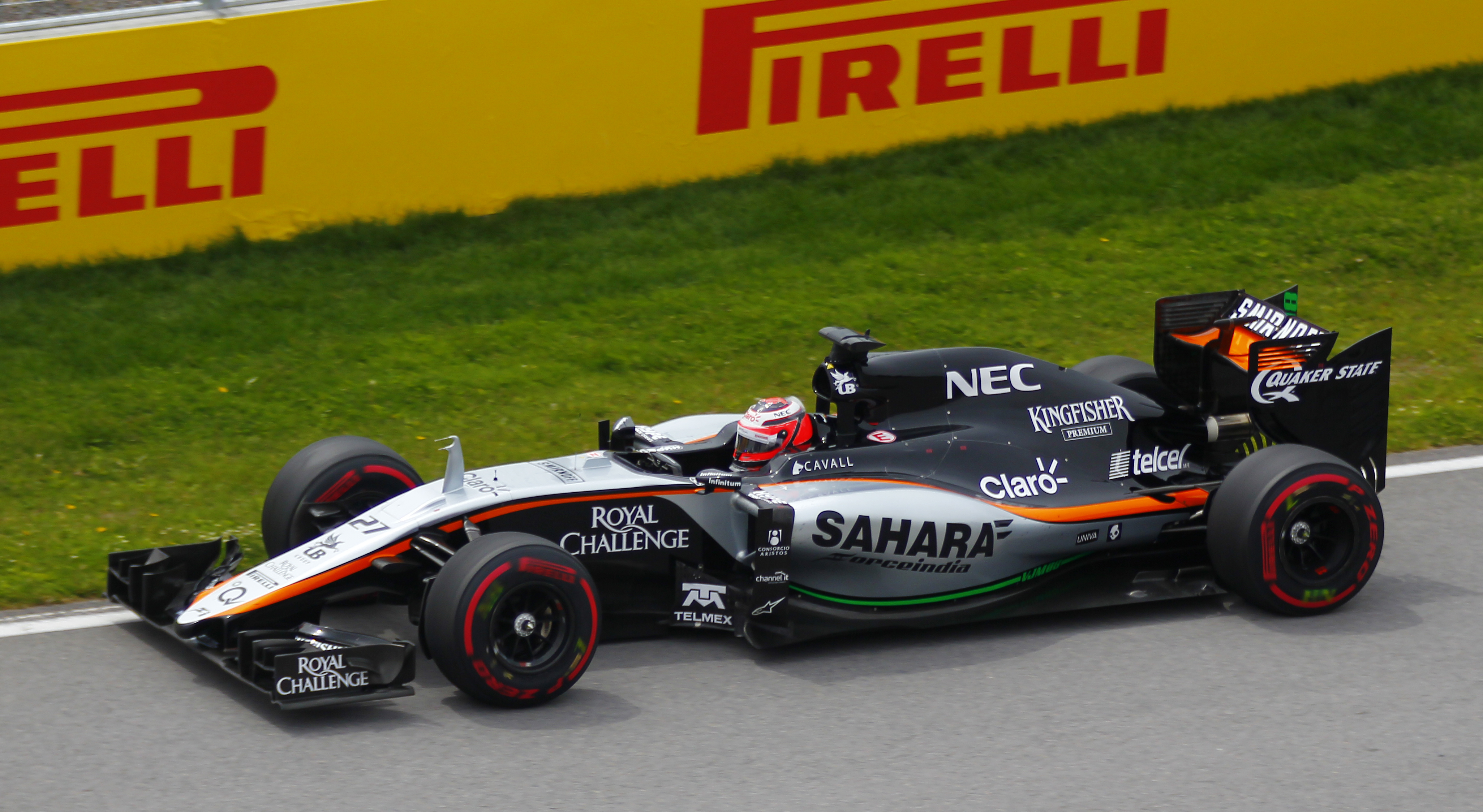
Nico Hülkenberg au Grand Prix du Canada 2015.

Lewis Hamilton est en pole position aux côtés de son coéquipier Nico Rosberg. Kimi Räikkönen et Valtteri Bottas occupent la deuxième ligne devant Romain Grosjean et  Pastor Maldonado. Sebastian Vettel, victime d'un problème technique puis pénalisé d'un recul de cinq places, s'élance depuis la dix-huitième place, devant Max Verstappen et Jenson Button, tous deux condamnés à purger une pénalité en course. Alors que la plupart des pilotes s'élancent en pneus « supertendres », Felipe Massa, Verstappen, Button et les deux pilotes Manor Marussia, ont choisi les pneus les plus durs,,. 
À l'extinction des feux, Hamilton conserve la tête devant Rosberg, Räikkönen, Bottas et Grosjean. Fernando Alonso atteint le onzième rang tandis que Vettel, Verstappen et Button dépassent les Manor. Button effectue sa pénalité dès la fin du premier tour et, au premier passage sur la ligne de chronométrage, Hamilton devance Rosberg, Räikkönen, Bottas, Grosjean, Nico Hülkenberg, Maldonado, Daniil Kvyat, Daniel Ricciardo, Sergio Pérez, Alonso et Marcus Ericsson. Alonso est vite dépassé par Ericsson, Massa et Vettel, remonté au treizième rang. Hamilton creuse un léger écart sur Rosberg, menacé par Räikkönen. Au huitième tour, Vettel, bloqué dans le trafic, choisit de rentrer aux stands pour passer ses pneus tendres et bénéficier d'une piste dégagée mais son arrêt se prolonge de plus de six secondes et il repart dernier ; il dépasse néanmoins assez rapidement les Manor et Jenson Button pour entamer sa remontée au classement,,.
Au quatorzième tour, Hamilton possède 3 secondes d'avance sur Rosberg, 6 secondes sur Räikkönen et 8 secondes sur Bottas, les autres concurrents étant largement distancés. Grâce à ses pneus tendres, Massa remonte au neuvième rang. Vettel attaque Alonso pour le gain de la quinzième place mais l'Espagnol lui résiste tellement que, dans la dernière chicane, Vettel doit monter sur le dos d'âne et lever le pied pour éviter de taper le « mur des champions » ; il doit patienter encore deux tours pour le passer. Ricciardo rentre au stand au vingt-quatrième tour et Räikkönen, le premier pilote de tête à s'arrêter, au vingt-septième tour. Nico Rosberg reçoit la consigne d'attaquer au maximum pour se mettre hors de portée du Finlandais en pneus neufs. Il est finalement aidé par Räikkönen lui-même qui part en tête-à-queue à l'épingle. Grosjean, Kvyat et Carlos Sainz Jr. stoppent au tour suivant ; Bottas, Hülkenberg, Ericsson, Hamilton (qui cède, pour un tour, sa place en tête), Rosberg (éphémère leader qui rate son freinage à l'épingle et ruine ses espoirs de victoire) et Alonso, s'arrêtent avant le trente-troisième tour. Au trente-quatrième tour, après la vague d'arrêts, Hamilton précède Rosberg d'une seconde et Bottas de 19 secondes ; suivent Räikkönen, Massa, Grosjean, Vettel, Maldonado, Hülkenberg, Kvyat, Verstappen et Pérez,,.
Rosberg est informé d'une surchauffe de ses freins, pour autant, il ne ralentit que pendant trois tours avant de repartir à l'assaut de son coéquipier ; il se rapproche à une seconde d'Hamilton, victime du même problème. Vettel, sur une stratégie décalée et huitième après son deuxième arrêt, attaque Hülkenberg à la dernière chicane : le pilote Force India part en tête-à-queue tandis que Vettel coupe le virage. Au quarante-sixième tour, Fernando Alonso abandonne. En prenant un tour à Will Stevens, Romain Grosjean, cinquième, se rabat trop tôt et heurte l'aileron avant de la Marussia MR03 ; comme l'incident s'est produit au niveau de la dernière chicane, les deux pilotes rentrent immédiatement au stand. Le Français, qui fait changer son pneu crevé, reçoit une pénalité de cinq secondes ajoutées à son temps de course,,.
Alors que l'écart entre Hamilton et Rosberg reste aux alentours de la seconde et que Bottas est solidement installé à la troisième place, Vettel poursuit sa remontée et dépasse, au cinquante-sixième tour, Maldonado pour le gain de la cinquième place. Jenson Button abandonne au cinquante-huitième tour, sur problème technique. Ressorti des stands onzième et hors des points, Grosjean s'empare de la dixième place aux dépens de Sergio Pérez et creuse un écart supérieur à cinq secondes pour s'assurer le point de la dixième place malgré sa pénalisation. Hamilton remporte sa quatrième victoire de la saison (sa quatrième également au Canada) tandis que Rosberg permet à Mercedes de réaliser son vingtième doublé. Valtteri Bottas se classe troisième ; suivent pour les points Räikkönen, Vettel, Massa, Maldonado, Hülkenberg, Kvyat et Grosjean,,.
Lewis Hamilton, toujours en tête du championnat du monde, augmente de 7 points son avance sur son coéquipier Rosberg (désormais 151 points contre 134) et devance toujours les pilotes Ferrari, Sebastian Vettel (108 points) et Kimi Räikkönen (72 points). Valtteri Bottas (57 points) et son coéquipier Felipe Massa (47 points), suivent. Daniel Ricciardo (35 points) précède son coéquipier Daniil Kvyat (19 points) et Romain Grosjean (17 points) qui repasse devant Felipe Nasr (16 points). Mercedes conserve la tête du championnat, avec 285 points, devant Ferrari (180 points) et Williams (104 points) ; suivent Red Bull Racing (54 points), Lotus (23 points), Force India (21 points), Sauber (21 points), Scuderia Toro Rosso (15 points) et McLaren (4 points). Manor Marussia n'a pas encore inscrit de point.

### Grand Prix d'Autriche
Sur une piste sèche mais sous un ciel menaçant, les vingt pilotes en lice s'alignent sous la conduite de Lewis Hamilton en pole position, épaulé en première ligne par son coéquipier Nico Rosberg. Pastor Maldonado, Sergio Pérez, Kimi Räikkönen et Daniel Ricciardo ont chaussé les pneus les plus durs, au contraire des autres concurrents. À l'extinction des feux, Rosberg prend un départ parfait et, malgré la résistance d'Hamilton, s'extrait en tête du premier virage. Kimi Räikkönen patine excessivement et perd le contrôle de sa Ferrari SF15-T qui se déporte violemment coinçant la McLaren MP4-30 de Fernando Alonso contre le rail de sécurité ; la monoplace d'Alonso en perdition s'empile alors sur la Ferrari et les deux anciens équipiers abandonnent dès les premiers hectomètres de l'épreuve,,,.  
Immédiatement, la direction de course libère la voiture de sécurité et Jenson Button, qui doit purger une pénalité, saute sur l'occasion pour se ruer dans les stands, imité par Daniil Kvyat qui change d'aileron avant et passe en pneus durs tandis que Will Stevens abandonne. Derrière la voiture de sécurité, Rosberg devance Hamilton, Sebastian Vettel, Felipe Massa, Nico Hülkenberg, Max Verstappen, Valtteri Bottas, Felipe Nasr, Carlos Sainz Jr. et Romain Grosjean. La meute est libérée au début du septième tour et Rosberg se maintient hors de la menace de son équipier. Au dixième tour, l'écart atteint 2 secondes. Entretemps, Button, dont la monoplace n'a effectué qu'un tour à plein régime, abandonne et Grosjean a perdu sa place au bénéfice de Sergio Pérez. Au quinzième tour, Rosberg devance Hamilton de 2 secondes, Vettel de 6 s, Massa de 9 s, Hülkenberg de 11 s, Verstappen et Bottas de 13 s. Marcus Ericsson, qui a volé le départ, effectue un drive-through alors que Verstappen rencontre des soucis de surchauffe de freins, ce dont profite peu après Bottas pour lui ravir la sixième place. Au fil des tours, Rosberg accroît inexorablement son avance qui atteint 4 secondes sur Hamilton, Vettel étant relégué à 12 s au vingt-cinquième passage,,,.
Grosjean rentre au stand changer ses pneus au vingt-quatrième tour, Nasr stoppe au suivant, Hülkenberg et Sainz (qui écope d'une pénalité de cinq secondes pour vitesse excessive dans les stands) au vingt-sixième, Bottas, Verstappen, Rosberg (il laisse le commandement à Hamilton), Massa, Hamilton (il laisse le commandement à Vettel) puis Vettel s'arrêtent entre les vingt-septième et trente-septième tours. Les mécaniciens de Vettel ont beaucoup de difficulté pour refixer sa roue arrière-droite, ce dont profite Felipe Massa pour lui ravir sa troisième place ; Romain Grosjean abandonne durant ces arrêts au stand, de même que Carlos Sainz. En ressortant des stands, Lewis Hamilton franchit la ligne blanche et est pénalisé de cinq secondes : ses chances de victoire sont un peu plus compromises désormais,,,.
Au quarante-troisième tour, Rosberg dispose de 6 secondes d'avance en piste sur Hamilton (soit 11 secondes en comptant la pénalité), 22 s sur Massa, 26 s sur Vettel, 38 s sur Bottas et 40 s sur Hülkenberg ; suivent Verstappen, Ricciardo, Maldonado, Nasr, Kvyat et Pérez. Alors que Daniel Ricciardo, sur une stratégie décalée, change ses pneus au cinquante-deuxième tour en purgeant sa pénalité de cinq secondes pour changement de moteur, Sebastian Vettel revient à moins de 2 secondes de Massa ; dans le même temps, Ricciardo double Nasr et entre dans les points. Vettel revient à moins d'une seconde de Massa et peut dès lors utiliser son DRS,,,. 
Pastor Maldonado rattrape de justesse sa Lotus E23 Hybrid en sortie de virage et évite de peu l'accident : le Vénézuélien est en pleine attaque avec, en ligne de mire, la septième place de Max Verstappen. Alors qu'il ne reste que deux tours, la lutte est intense entre Massa et Vettel pour le gain de la troisième place et entre Verstappen et Maldonado un peu plus loin ; si Massa résiste jusqu'au bout, Maldonado, après une nouvelle manœuvre d'équilibriste, vient à bout de son rival. Rosberg remporte sa troisième victoire de la saison, devant Hamilton et Massa ; suivent pour les points Vettel, Bottas, Hülkenberg, Maldonado, Verstappen, Pérez et Ricciardo,,,.
Lewis Hamilton, toujours en tête du championnat du monde, n'a plus que 10 points d'avance sur son coéquipier Rosberg (désormais 169 points contre 159) et devance toujours les pilotes Ferrari, Sebastian Vettel (120 points) et Kimi Räikkönen (qui reste à 72 points après son abandon). Valtteri Bottas (67 points) et son coéquipier Felipe Massa (62 points), suivent. Daniel Ricciardo (36 points) précède son coéquipier Daniil Kvyat (resté à 19 points) et Nico Hülkenberg (18 points) qui passe devant Romain Grosjean (17 points). Mercedes conserve la tête du championnat, avec 328 points, devant Ferrari (192 points) et Williams (129 points) ; suivent Red Bull Racing (55 points), Force India (31 points), passé devant Lotus (29 points), Sauber (21 points), Scuderia Toro Rosso (19 points) et McLaren (4 points). Manor Marussia n'a pas encore inscrit de point.

### Grand Prix de Grande-Bretagne

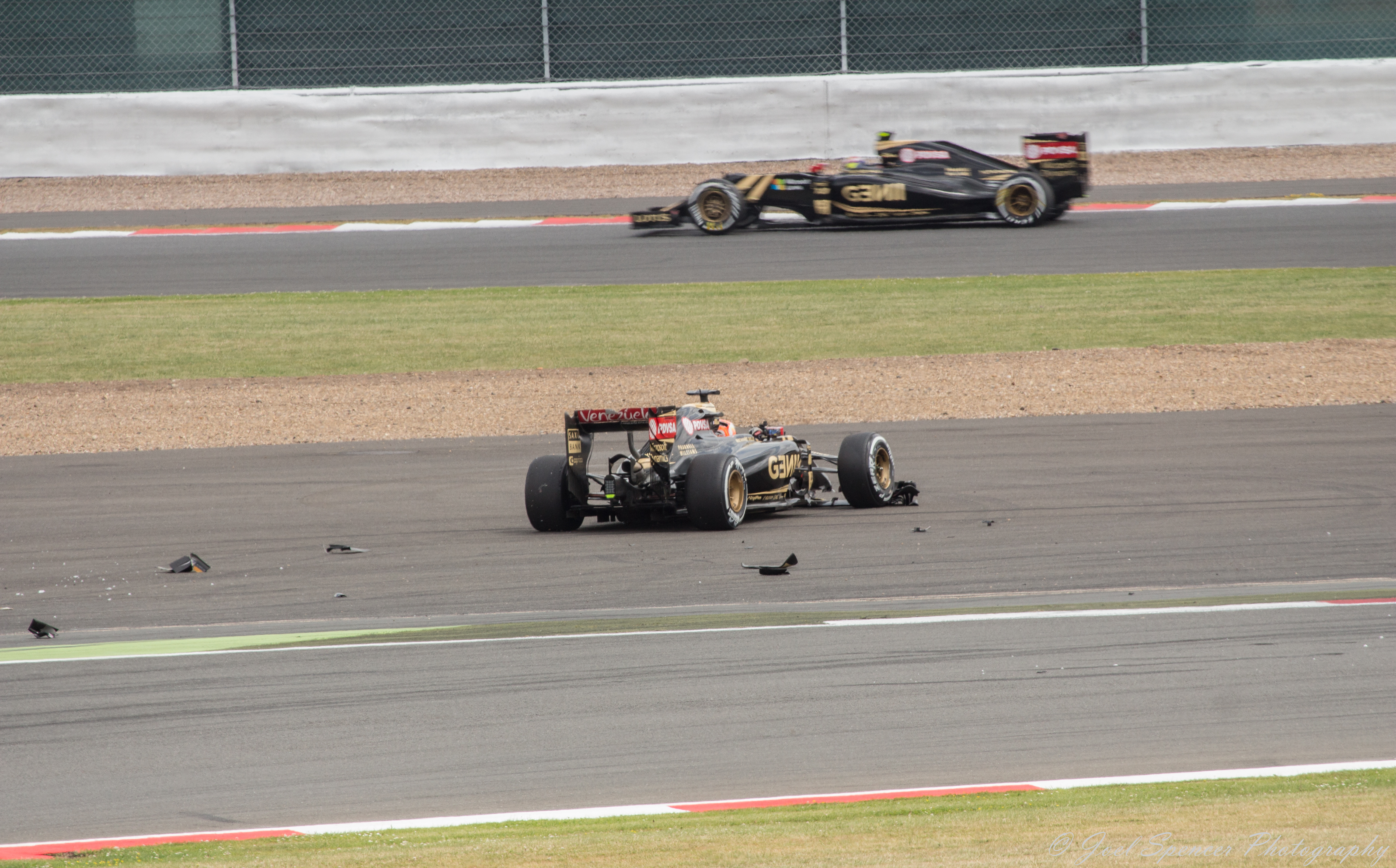
Les Lotus, victimes de l'accident du départ au Grand Prix de Grande-Bretagne 2015.

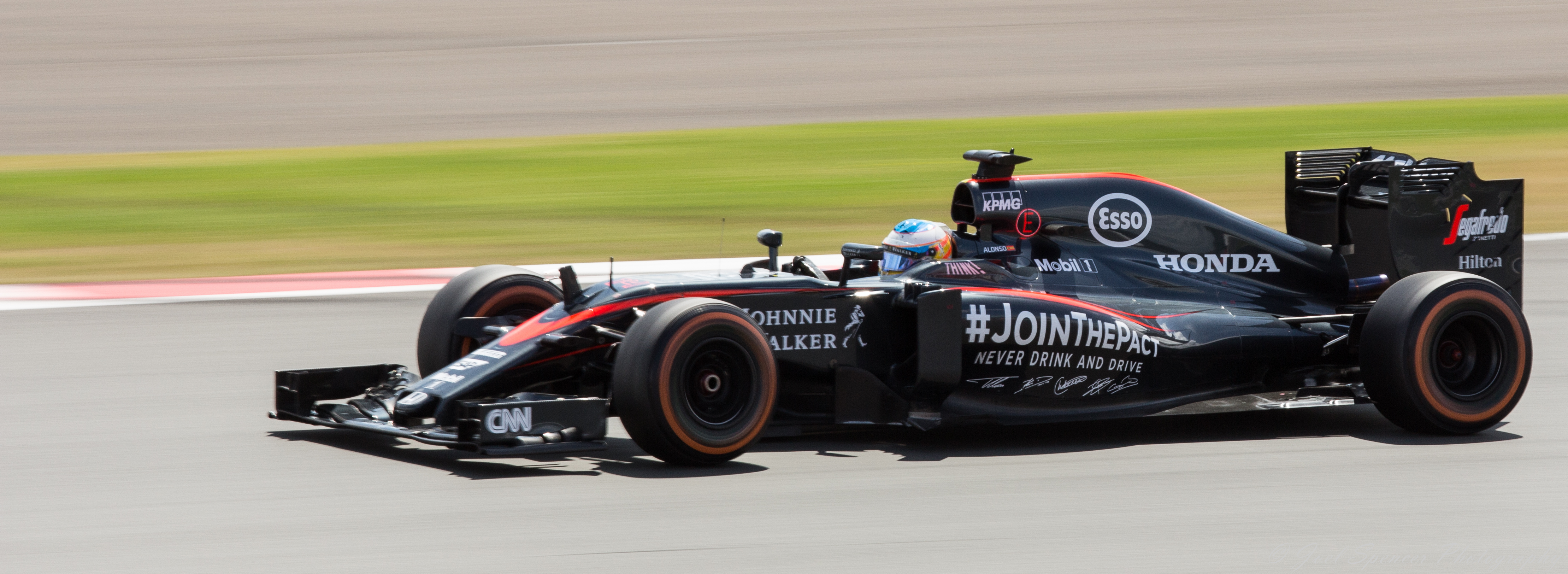
Fernando Alonso inscrit son premier point de la saison au Grand Prix de Grande-Bretagne 2015.

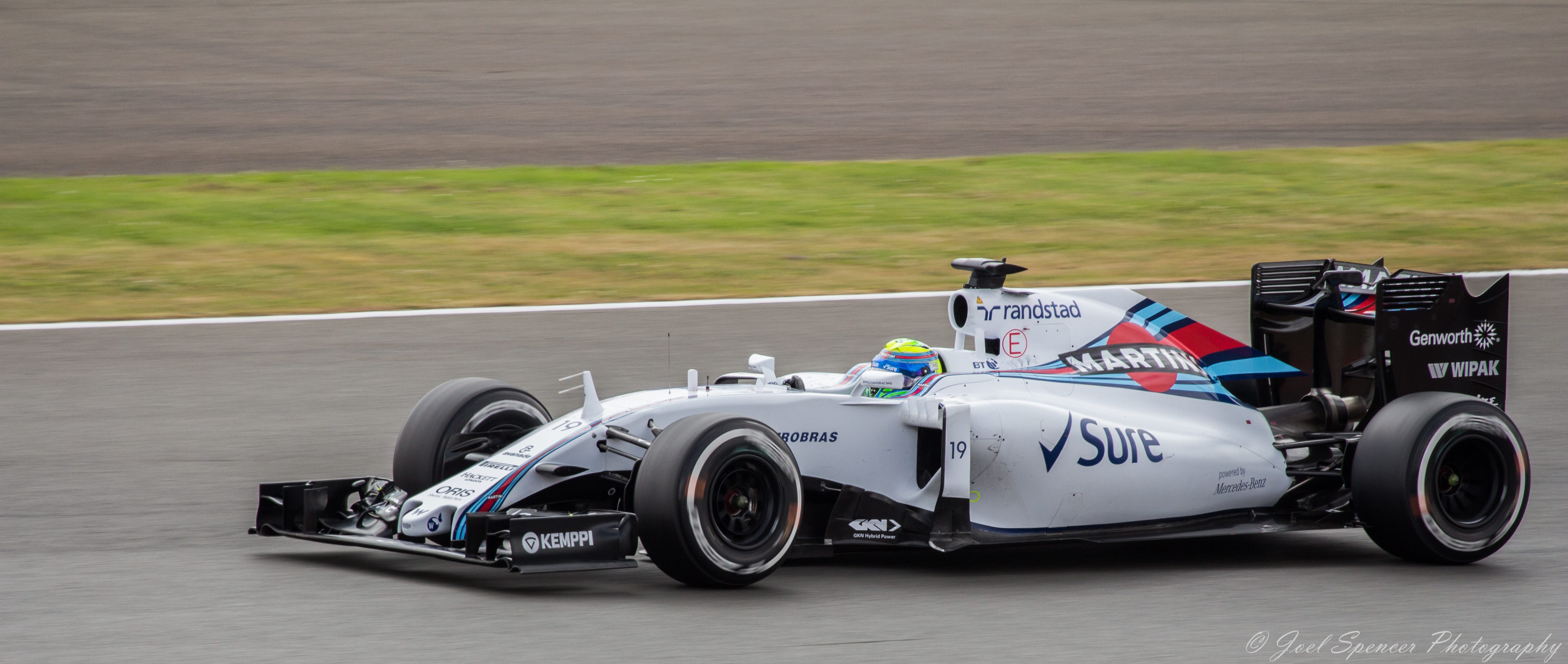
Felipe Massa au Grand Prix de Grande-Bretagne 2015.

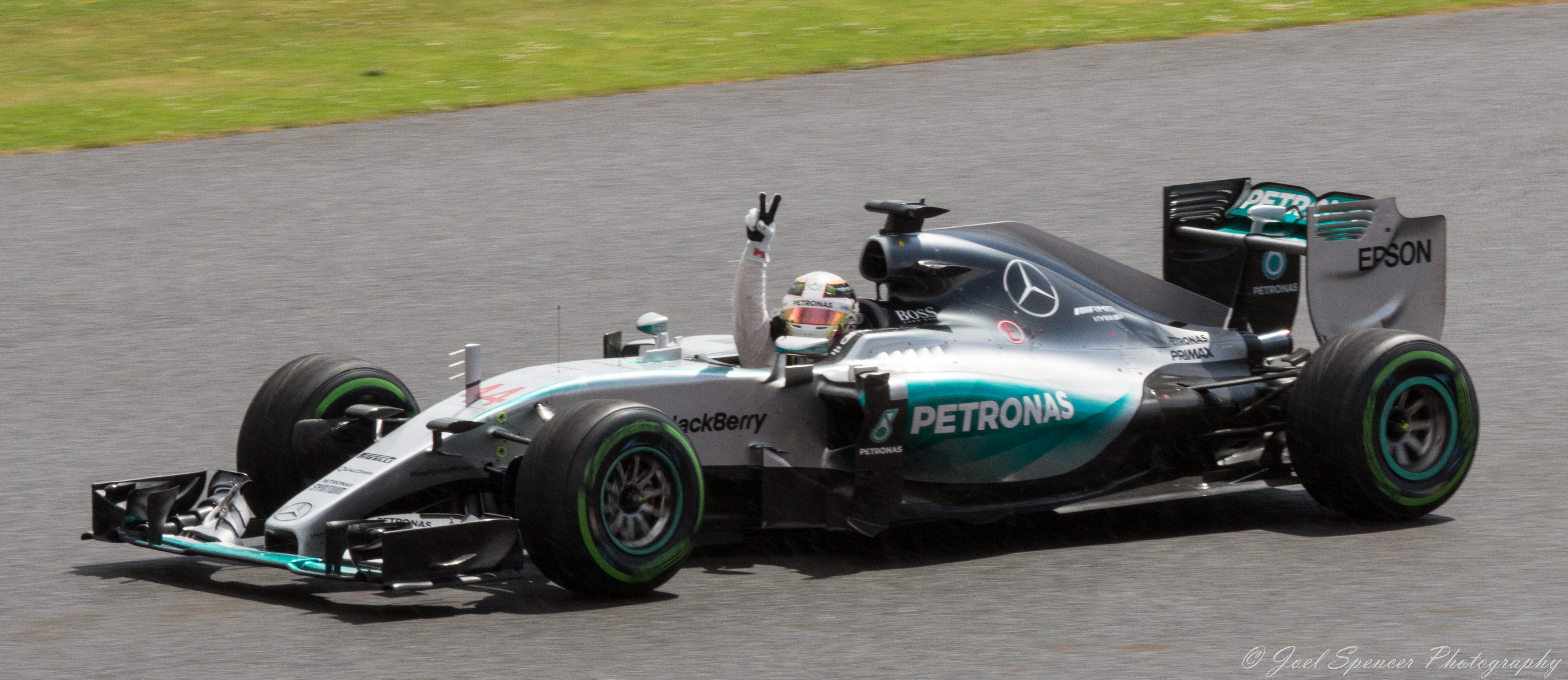
Lewis Hamilton célèbre sa victoire au Grand Prix de Grande-Bretagne 2015.

Dix-neuf pilotes se présentent sur la piste puisque Felipe Nasr est victime d'un problème de transmission de sa Sauber C34 lors de la mise en grille. Tous les pilotes, hormis Max Verstappen, sont chaussés des pneus les plus tendres proposés par Pirelli. À l'extinction des feux, Felipe Massa et Valtteri Bottas créent la surprise en prenant les deux premières places aux dépens des pilotes Mercedes. Lewis Hamilton, auteur de la pole position, réagit et reprend l'avantage sur Bottas tandis que Nico Rosberg reste bloqué derrière le Finlandais. Plus loin dans le classement, Romain Grosjean et Pastor Maldonado se touchent et emmènent avec eux Jenson Button et Fernando Alonso, le seul à ne pas abandonner,,. 
Derrière la voiture de sécurité, au premier passage sur la ligne de chronométrage, Massa devance Hamilton, Bottas, Rosberg, Nico Hülkenberg, Kimi Räikkönen, Daniil Kvyat, Sebastian Vettel, Sergio Pérez et Carlos Sainz Jr. Verstappen part à la faute et termine sa course dans un bac à graviers. Quand la course est relancée, au quatrième tour, Hamilton manque son attaque sur Massa sort de la piste, laissant passer Bottas : les Williams sont à nouveau en tête. Au tour suivant, Hamilton pointe à 2 secondes de Massa et devance d'un souffle Rosberg. Cinquième, Hülkenberg crée un bouchon en tenant tête à Räikkönen et Kvyat tandis que son équipier chez Force India devance Vettel. Bottas attaque Massa malgré les consignes de son équipe et est vertement tancé par son stand qui craint un accrochage entre les deux coéquipiers ; quand les deux Mercedes haussent leur rythme et recollent au duo de tête, Bottas reçoit l'autorisation d'attaquer. Hamilton et Rosberg, revenus à hauteur de leurs rivaux, économisent leurs pneus dans l'espoir d'effectuer quelques tours rapides de plus que les Williams pour prendre la tête à l'issue des arrêts au stand. Bottas, dont les pneus avant souffrent derrière le souffle chaud des échappements de Massa ne parvient plus se porter à sa hauteur,,.
Alors que les quatre premiers roulent désormais roue dans roue, Daniel Ricciardo change ses pneus au douzième tour (il abandonnera avant même la mi-course) ; Sainz l'imite au tour suivant. Räikkönen, bloqué dans le trafic, anticipe son arrêt pour chausser les pneus durs et disposer d'une piste claire. Son coéquipier Vettel fait de même au quinzième tour. Alonso, Kvyat, Hamilton, Massa, Rosberg, Pérez, Ricciardo, Bottas et Ericsson s'arrêtent entre les dix-huitième et vingt-quatrième tours. Hamilton, qui avait 8 dixièmes de seconde de retard sur Massa en entrant dans la voie des stands, réalise un second secteur plus rapide d'une seconde que tous les autres concurrents au moment où Massa et Rosberg entrent aux stands. Massa et Rosberg sortent côte-à-côte mais Massa finit par garder l'avantage ; Hamilton réussit l'undercut et passe devant Massa. Après l'arrêt de Bottas, Hamilton mène devant Massa, Bottas et Rosberg et creuse immédiatement un écart. Les pilotes Ferrari réalisent également une bonne opération dans les stands, en ressortant cinquième et sixième,,.
Au trente-troisième tour, Hamilton possède 6 secondes d'avance sur Massa, 7 s sur Bottas, 8 s sur Rosberg et 21 s sur Räikkönen ; suivent Vettel, Kvyat, Hülkenberg, Pérez et Ericsson puisque Carlos Sainz Jr., qui occupait la dixième place, abandonne à l'entrée de la ligne droite des stands. La direction de course déclenche la voiture de sécurité virtuelle le temps de dégager la Toro Rosso STR10 puis la course est relancée au trente-sixième tour alors que la pluie se met à tomber. Au trente-huitième tour, la pluie tombe plus drue dans certains secteurs. Rosberg sort trop largement de la piste, sans dommage. Hamilton fait à son tour une incursion hors-piste, sans conséquence. Alonso, Ericsson et Stevens passent les pneus intermédiaires. Räikkönen, sixième, fait le même choix alors que la pluie vient de cesser et que Vettel, les pilotes Williams et les pilotes Mercedes restent en piste. Les Williams semblent en difficulté sur la piste légèrement humide puisque Nico Rosberg dépasse, coup sur coup, Valtteri Bottas, dans Maggots, et Felipe Massa, à onze tours du but,,.
Gêné par ses pneus intermédiaires, Räikkönen perd cinq à sept secondes au tour sur les pilotes de tête. Une nouvelle averse rend alors la piste plus glissante. Rosberg poursuit sa remontée et reprend 4 secondes à son coéquipier en deux tours. Hamilton, qui n'a plus que deux secondes d'avance hurle dans sa radio : « Je n'ai aucun grip ! » Alors qu'il choisit de rentrer au stand pour chausser les pneus intermédiaires dans le quarante-troisième tour (de même que Vettel), Rosberg fait le choix inverse et, en restant en piste, prend le commandement de la course. Toutefois, alors que les conditions empirent, il est contraint de s'arrêter au tour suivant. Hamilton reprend donc la tête du Grand Prix avec 9 secondes d'avance. Si les Williams réalisent un bon double arrêt dans le quarante-septième passage, leur stratégie a une nouvelle fois fait défaut puisque les deux monoplaces se sont arrêtées une nouvelle fois arrêtées trop tard : Vettel est entretemps passé en troisième position. Au quarante-septième tour, Hamilton devance Rosberg (+ 9 s), Vettel (+ 25 s), Massa (+ 29 s) et Bottas (+ 47 s). Les pilotes n'ont désormais pour seul objectif que de rejoindre sans incident l'arrivée sur une piste de plus en plus détrempée. Lewis Hamilton remporte la victoire devant Nico Rosberg et Sebastian Vettel ; suivent pour les points Massa, Bottas, Kvyat, Hülkenberg, Räikkönen, Pérez et Alonso qui, rescapé de l'accrochage du premier tour, inscrit son premier point de la saison,,.
Lewis Hamilton augmente son avance en tête du championnat du monde, avec 17 points de plus que Rosberg (désormais 194 points contre 177) et devance Sebastian Vettel (135 points). Valtteri Bottas (77 points) devance désormais son compatriote Kimi Räikkönen (76 points), talonné par Felipe Massa (74 points). Daniel Ricciardo (resté à 36 points) précède son coéquipier Daniil Kvyat (27 points), Nico Hülkenberg (24 points) et Romain Grosjean (17 points). Mercedes conserve la tête du championnat, avec 371 points, devant Ferrari (211 points) et Williams (151 points) ; suivent Red Bull Racing (63 points), Force India (39 points), Lotus (29 points), Sauber (21 points), Scuderia Toro Rosso (19 points) et McLaren (5 points). Manor Marussia n'a pas encore inscrit de point.

### Grand Prix de Hongrie

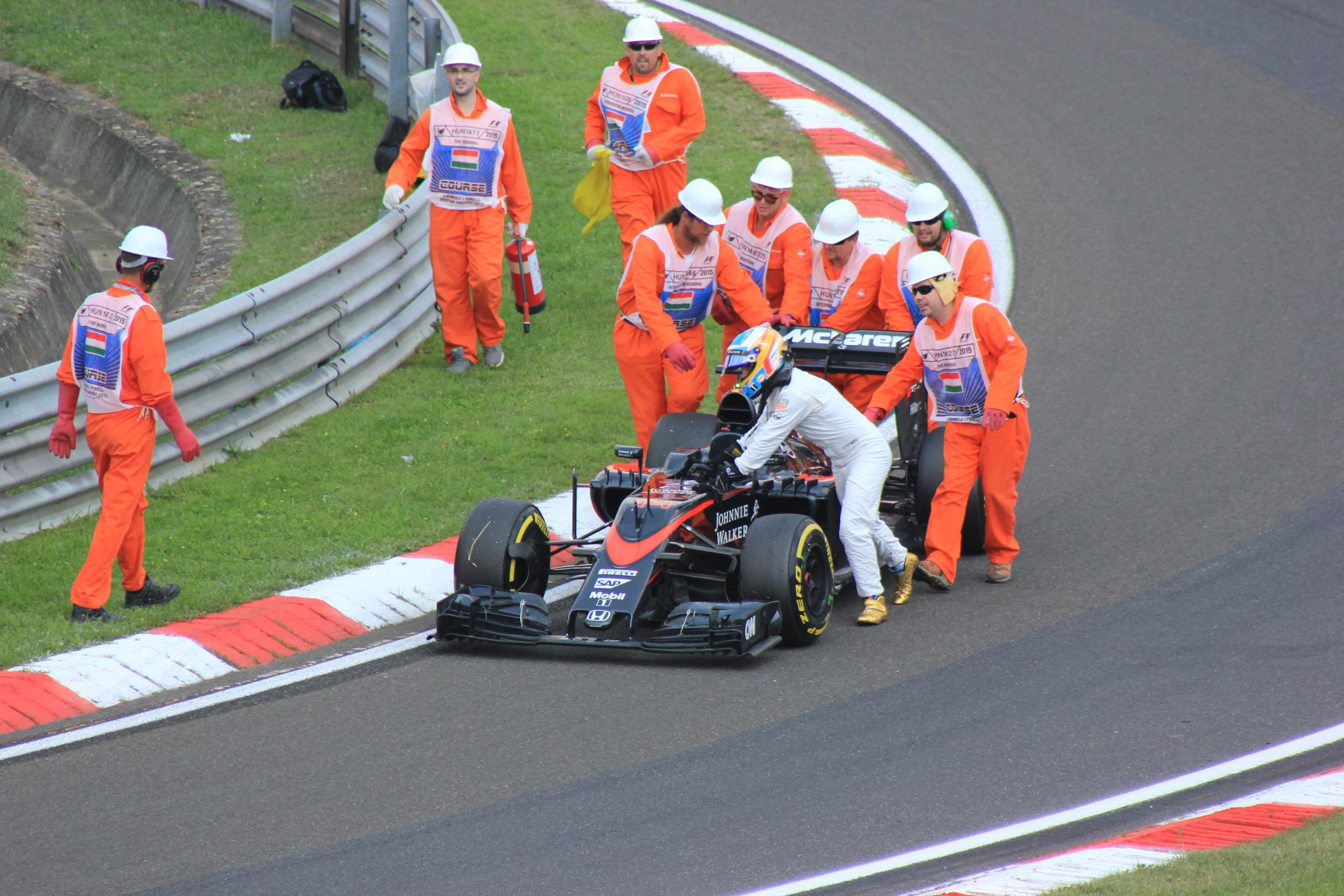
Fernando Alonso en panne.

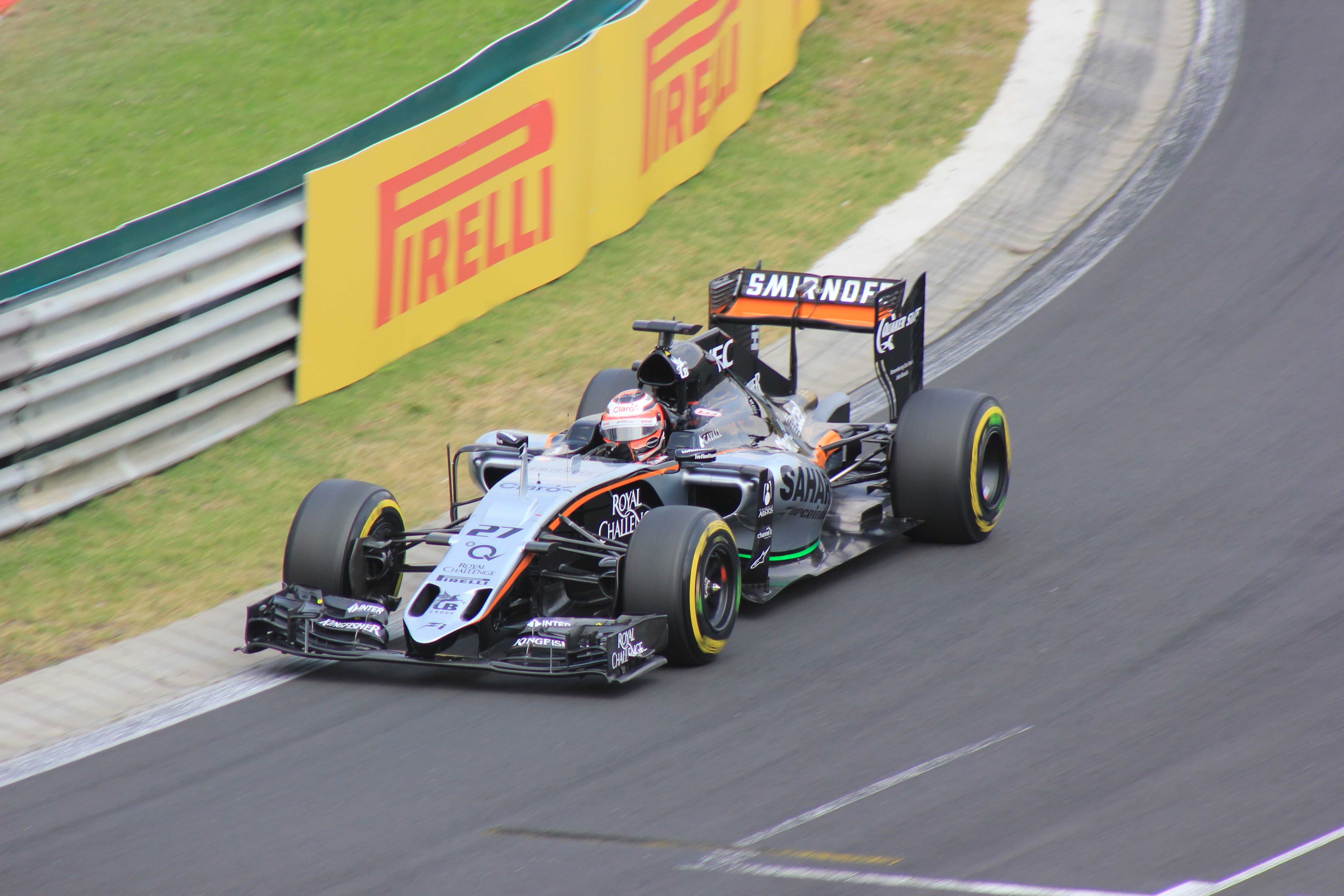
Nico Hülkenberg au Grand Prix de Hongrie 2015.

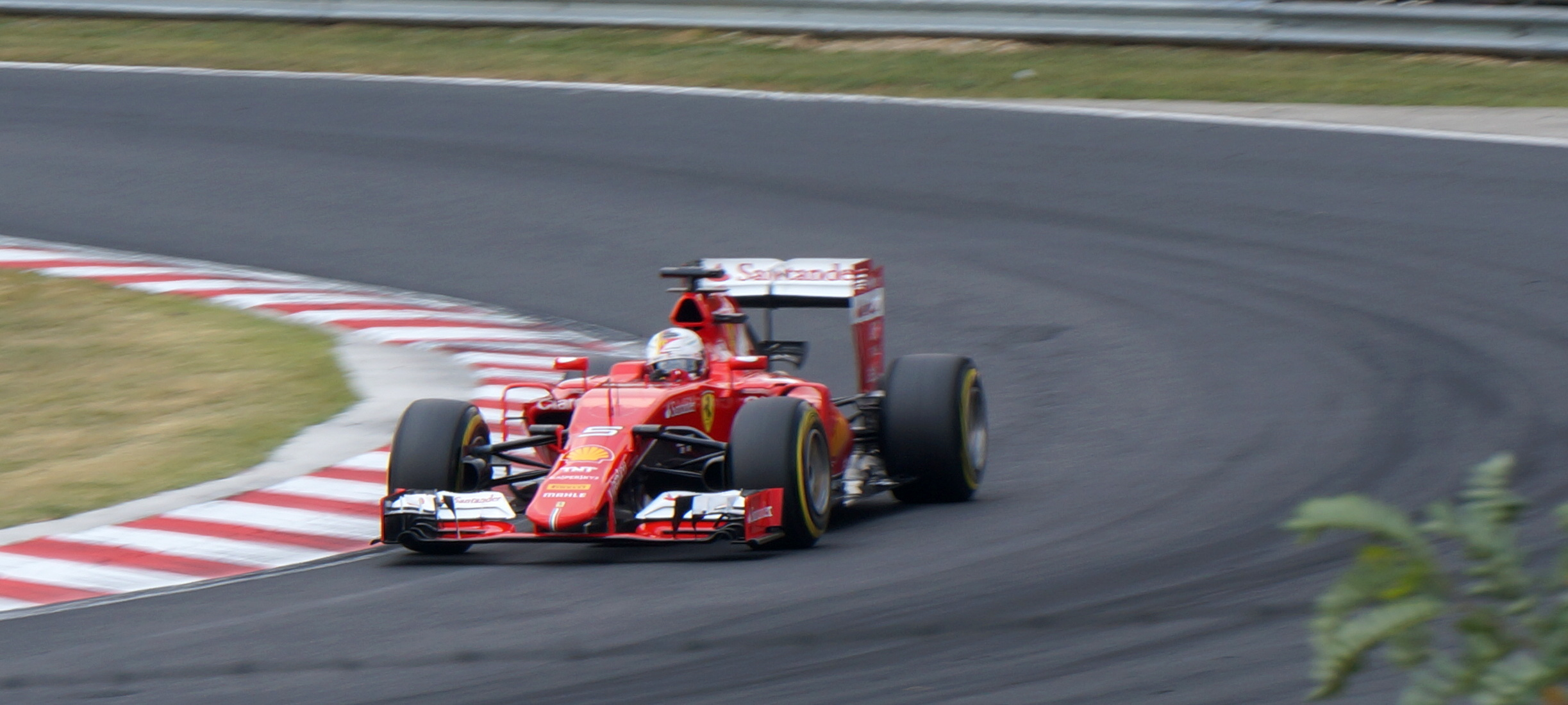
Sebastian Vettel au Grand Prix de Hongrie 2015.

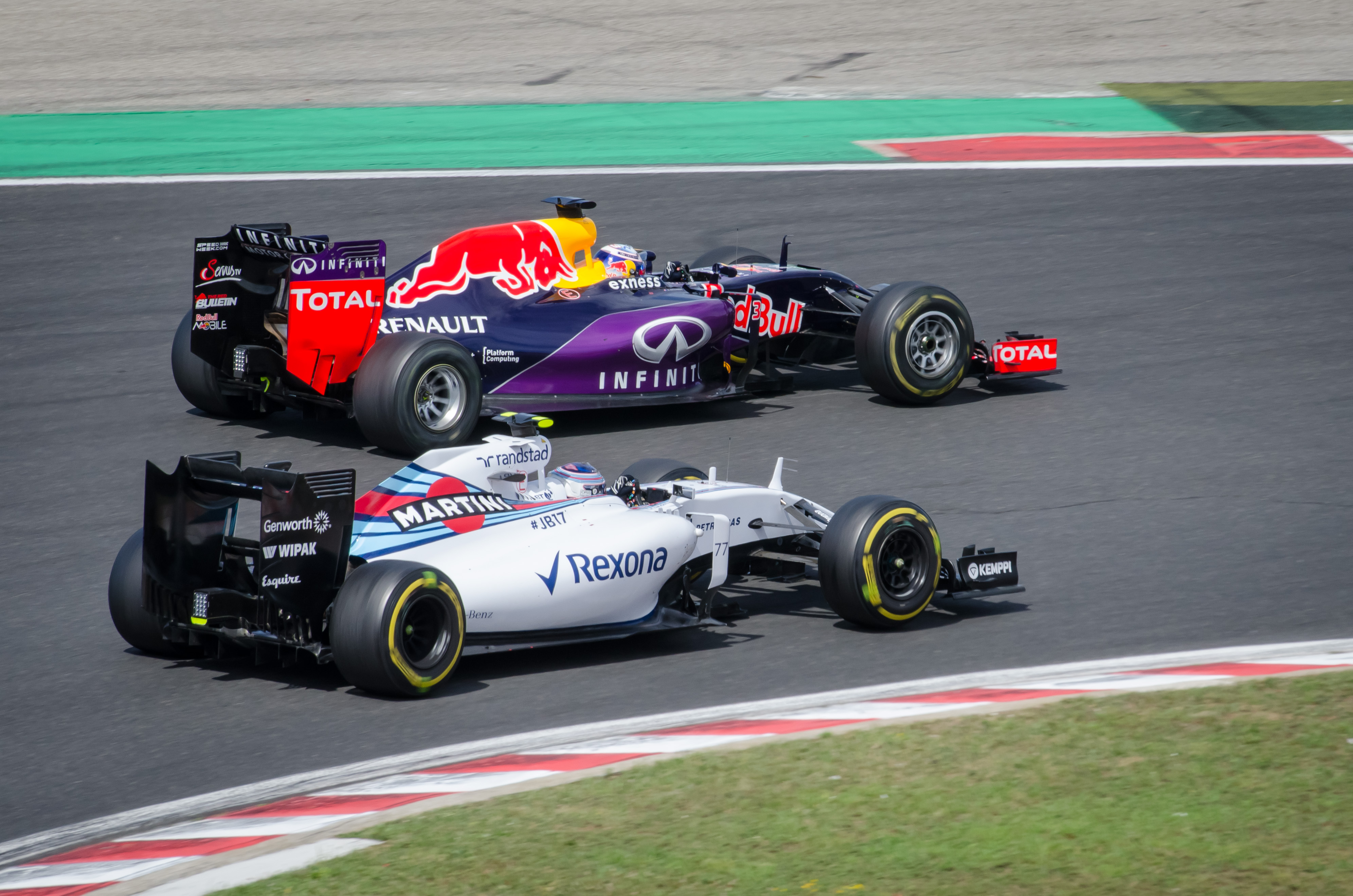
Kvyat et Bottas au Grand Prix de Hongrie 2015.

Durant le weekend, les pilotes rendent hommage à Jules Bianchi, mort le 17 juillet, après neuf mois de coma, des suites de son accident au Grand Prix du Japon 2014. Des messages apparaissent sur leurs casques où en différents endroits sur les carrosseries de leurs voitures. À 13 h 45, une minute de silence est observée à la mémoire de Jules Bianchi dont la famille est invitée par Bernie Ecclestone. Devant la ligne de départ, les vingt pilotes forment un cercle au centre duquel le casque de Bianchi est posé, entouré de ceux des autres pilotes,,,.  
La première ligne est occupée par les deux pilotes Mercedes, Lewis Hamilton ayant réalisé la pole position devant Nico Rosberg. Les Ferrari de Sebastian Vettel et Kimi Räikkönen sont en embuscade aux troisième et cinquième place. Tous les pilotes partent en pneus tendres à l'exception de Pastor Maldonado : si deux arrêts sont prévus par Pirelli pour cette course, le Vénézuélien envisage le pari d'un seul arrêt. Alors que les pilotes s’apprêtent à s'élancer, la procédure départ est annulée car Felipe Massa est mal positionné sur la grille. Les pilotes doivent ainsi faire un nouveau tour de formation, la course est amputée d'une boucle et le Brésilien reçoit une pénalité de 5 secondes,,,.
Lors du « deuxième » départ, Lewis Hamilton et Nico Rosberg manquent complètement leur envol ; Vettel et Räikkönen se retrouvent en tête après quelques virages, devant Rosberg et Hamilton qui  perd de nombreuses positions après être passé par le bac à gravier afin d'éviter un contact avec son équipier et n'est plus que dixième à l'issue du premier tour. Après trois tours, Vettel devance Räikkönen, Rosberg, Valtteri Bottas, Nico Hülkenberg, Daniil Kvyat, Daniel Ricciardo, Sergio Pérez, Massa et Hamilton. Les Ferrari SF15-T, très à l'aise sur le « tourniquet hongrois » (Vettel bat le record du tour à chaque boucle en tête de course), prennent plusieurs secondes d'avance sur Rosberg. Ricciardo passe Kvyat au huitième tour, une consigne d'équipe intimant au Russe de ne pas bloquer son coéquipier. Hamilton doit attendre le dixième tour pour ravir la neuvième position à Massa, Ricciardo faisant de même sur Hülkenberg. Après dix tours, Vettel précède Räikkönen, Rosberg, Bottas, Ricciardo, Hülkenberg, Kvyat, Pérez, Hamilton et Massa,,.
Les Ferrari possèdent une marge de plus de 7 secondes sur Rosberg après treize tours. Hamilton dépasse Pérez pour le gain de la huitième position tandis que Ricciardo double Bottas pour s'emparer de la quatrième. Le Finlandais, le premier des hommes de tête à s'arrêter pour changer de pneus, repart en tendres ; Kvyat, qui s'arrête en même temps, chausse les gommes les plus dures. Massa, qui s'arrête au tour suivant, en profite pour purger sa pénalité. Maldonado envoie la Force India VJM08B de Sergio Pérez en tête-à-queue : le Mexicain perd de nombreuses places tandis que Maldonado écope d'une pénalité. Hamilton rentre au stand et ressort juste devant Bottas. Quand Rosberg s'arrête, un tour plus tard, Ricciardo prend la troisième place. Vettel s'arrête au vingt-deuxième tour, laissant le commandement à Räikkönen, qui fait de même un tour après, et récupère la deuxième position derrière son coéquipier. Après vingt-trois tours, Vettel devance Räikkönen, Rosberg, Ricciardo, Hamilton, Bottas, Hülkenberg, Kvyat, Max Verstappen et Fernando Alonso,,.
Romain Grosjean écope d'une pénalité de 5 secondes après que son écurie l'a relâché de manière jugée dangereuse. Rosberg peine à tenir le rythme des Ferrari portent leur avance à 17 secondes. Hamilton double Ricciardo au vingt-neuvième tour et prend la quatrième place, à 16 secondes de son coéquipier. À la mi-course, Vettel possède 7 secondes d'avance sur Räikkönen, 21 s sur Rosberg, 30 s sur Hamilton, 39 s sur Ricciardo, 52 s sur Bottas et 55 s sur Hülkenberg ; Verstappen, Alonso et Carlos Sainz Jr. suivent au-delà de la minute. Hamilton réalise le meilleur tour en course et réduit l'écart sur Rosberg à 5 secondes à l'issue de la quarantième boucle, où Kimi Räikkönen se plaint d'une perte de puissance  causée par une défaillance du MGU-K,,. 
Au quarante-troisième tour, la Force India VJM08B de Nico Hülkenberg est victime d'une casse de l'aileron avant : l'Allemand, alors septième, tire droit dans le mur de pneus et parsème la piste de débris, entraînant la sortie de la voiture de sécurité. Afin de permettre le nettoyage de la ligne droite, la voiture de sécurité et les monoplaces passent par la voie des stands à chaque tour. Force India décide de changer l'aileron avant de Sergio Pérez par précaution. Les pilotes profitent de la neutralisation pour changer de pneumatiques et Daniel Ricciardo est le seul, parmi les six premiers, à chausser des gommes tendres. Derrière la voiture de sécurité, Vettel précède Räikkönen (toujours en difficulté et perdant de plus en plus de terrain), Rosberg, Hamilton, Ricciardo, Bottas, Kvyat, Verstappen, Sainz et Button,,.
À la relance, pour vingt tours, Räikkönen est immédiatement dépassé par Rosberg. Derrière, Hamilton, en défendant sa quatrième place face à Ricciardo, bloque ses roues avant au premier virage, heurte son rival et casse son aileron ; il écope d'un drive-through qui le relègue à la treizième place. Après cinquante-et-un tours, Vettel devance Rosberg, Ricciardo (qui a dépassé Räikkönen), Kvyat, Verstappen, Sainz, Alonso, Button et Massa. Bottas est victime d'une crevaison après un contact avec Verstappen puis Räikkönen, en perdition, abandonne au cinquante-septième tour. Verstappen et Maldonado écopent d'un drive-through pour avoir dépassé la vitesse autorisée dans la voie des stands quand Alonso dépasse Sainz et prend la sixième place,,.
Ricciardo est désormais très proche de Rosberg, ce dont profite Vettel pour accroître son avance en tête. Hamilton dépasse Marcus Ericsson et remonte dans les points alors que Sainz abandonne à son tour. Daniel Ricciardo attaque Rosberg mais manque son freinage et touche l'Allemand qui crève : les deux rentrent au stand faire réparer leur monoplace. Kvyat, qui vient de purger une pénalité de 10 secondes pour avoir franchi les limites de la piste, est désormais en passe de monter sur son premier podium en Formule 1. Hamilton dépasse Grosjean pour le gain de la sixième place. Sebastian Vettel s'impose finalement pour la deuxième fois de la saison et égale Ayrton Senna avec 41 victoires. Daniil Kvyat, deuxième, obtient le premier podium de sa carrière, devant son coéquipier Ricciardo. Verstappen termine quatrième devant Alonso ; suivent pour les points Hamilton, Grosjean, Rosberg, Jenson Button et Ericsson. En français, Vettel rend un dernier hommage à Jules Bianchi lors de son tour d'honneur : « Nous savons qu'un jour ou l'autre, tu aurais été dans cette équipe, Jules, cette victoire est pour toi »,,.
Lewis Hamilton marque quatre points de plus que Nico Rosberg et porte son avance en tête du championnat du monde à 21 points (désormais 202 points contre 181). Sebastian Vettel (160 points) se rapproche à 21 points de Rosberg et se détache à la troisième place devant Valtteri Bottas (77 points), Kimi Räikkönen (76 points) et Felipe Massa (74 points) qui n'ont pas marqué. Daniel Ricciardo progresse (51 points), tout comme son coéquipier Daniil Kvyat (45 points). Max Verstappen (onzième avec 22 points) et Fernando Alonso (quinzième avec 11 points) font un bond au classement. Mercedes conserve la tête du championnat avec 383 points, devant Ferrari (236 points) et Williams (151 points) ; suivent Red Bull Racing (96 points), Force India (39 points), Lotus (35 points), Scuderia Toro Rosso (31 points), Sauber (22 points), et McLaren (17 points). Manor Marussia n'a pas encore inscrit de point.

### Grand Prix de Belgique

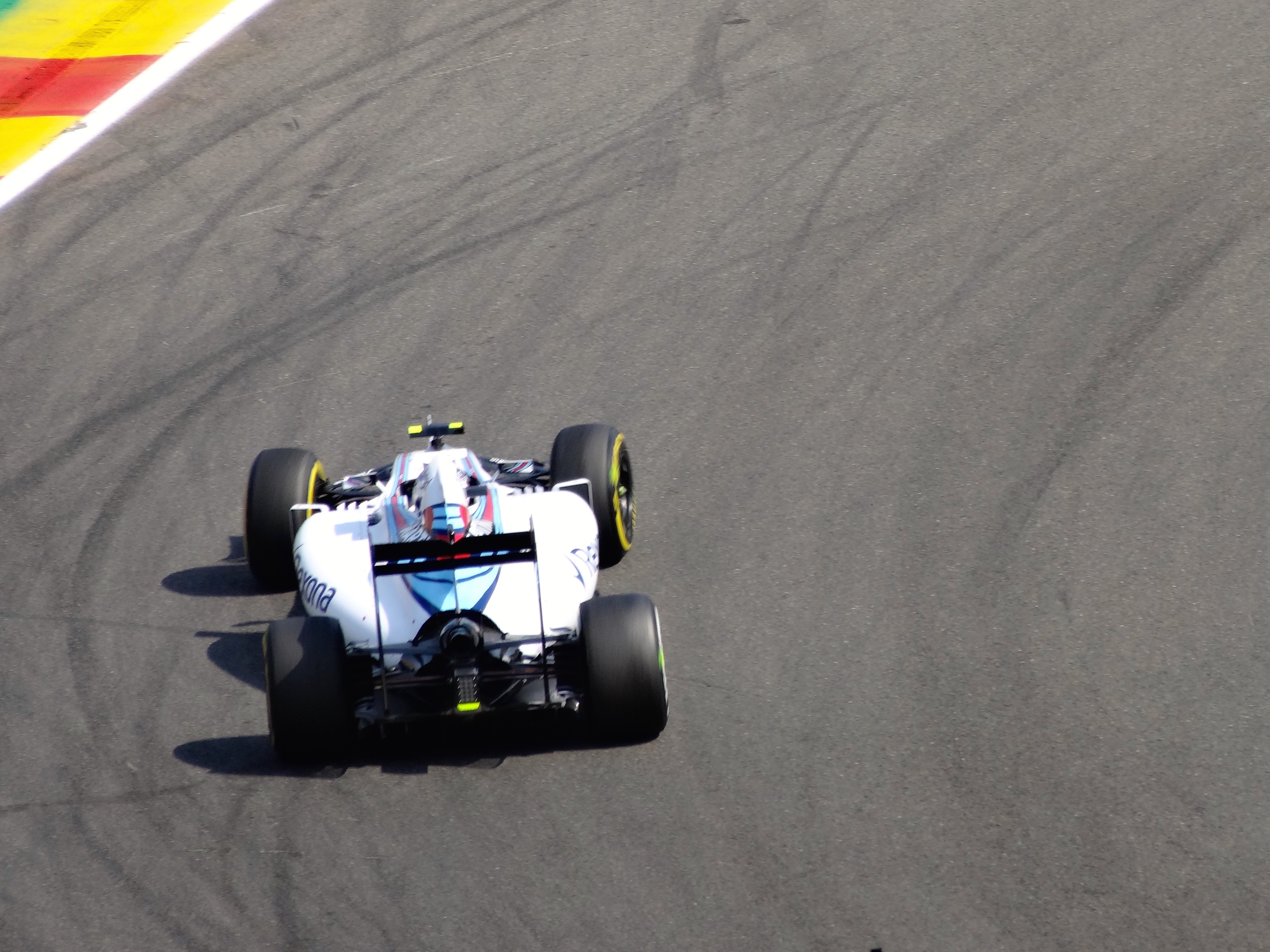
Valtteri Bottas écope d'une pénalité car sa Williams est chaussée de deux types différents de pneumatiques.

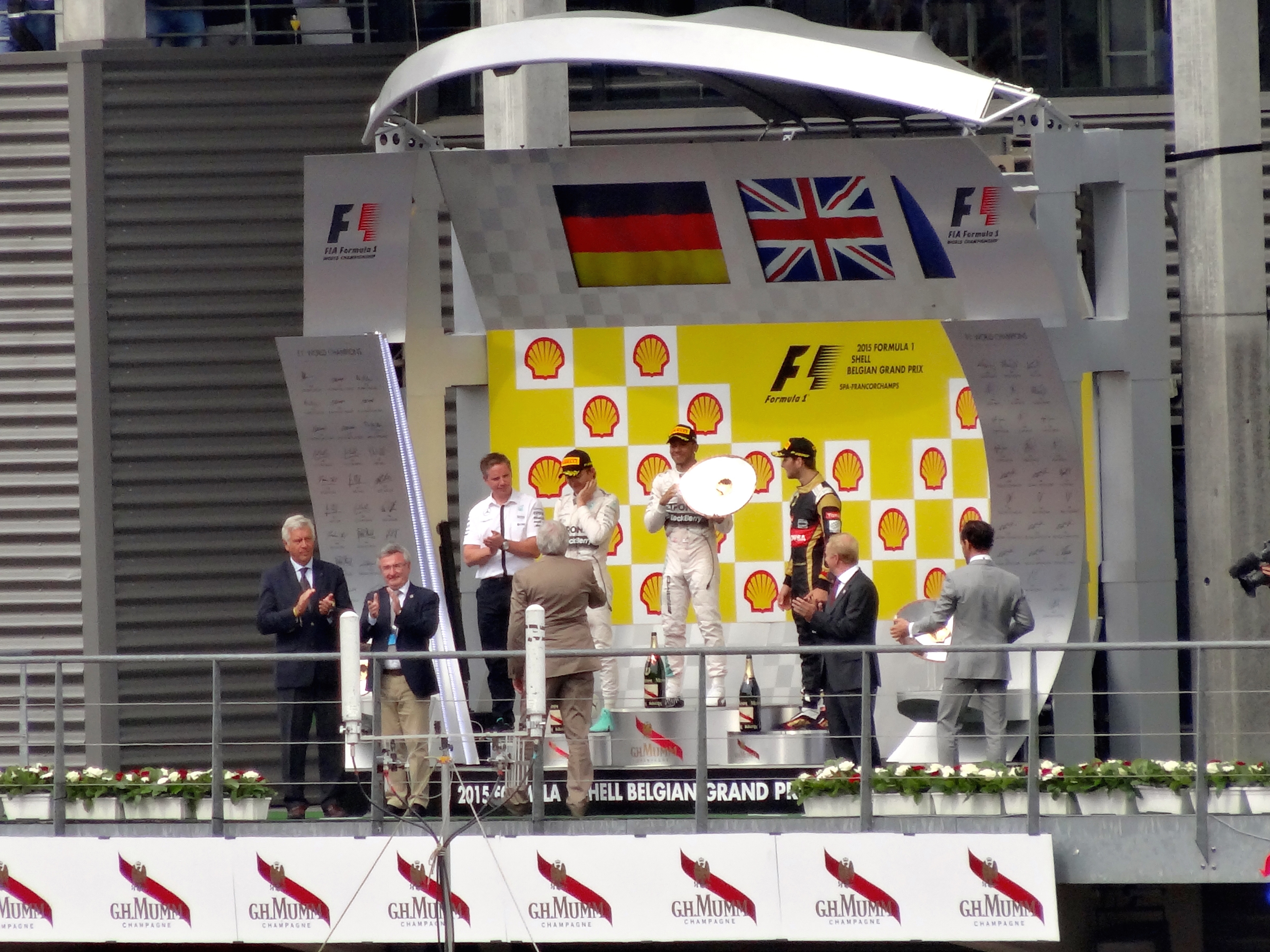
Le podium du Grand Prix.

À compter de cette course, les pilotes doivent prendre manuellement leur envol sans aide des ingénieurs. Bien que Nico Hülkenberg ait été victime d'un problème d'ERS une demi-heure avant le départ, son écurie insiste pour qu'il se place sur la grille mais, lors du tour de formation, il ne parvient pas à élancer sa Force India VJM08B, ce qui impose à tous les pilotes un nouveau tour de formation pour permettre l'évacuation de la monoplace ; la course est concomitamment réduite d'un tour. Carlos Sainz Jr., qui rencontre lui aussi un problème avec sa Toro Rosso STR10, rentre au stand ; il prend finalement le départ depuis la pitlane avec deux tours de retard. À l'extinction des feux, Lewis Hamilton s'élance parfaitement au contraire de son coéquipier Nico Rosberg qui perd plusieurs positions. Sergio Pérez, qui a réussi la meilleure qualification de sa carrière en partant de la quatrième place, prend la deuxième place, suivi par Daniel Ricciardo. Dans la longue ligne droite après le Raidillon de l'Eau Rouge, Pérez se porte à la hauteur de Hamilton qui conserve sa position. À l'issue du premier tour, Hamilton devance Pérez, Ricciardo, Rosberg, Valtteri Bottas, Sebastian Vettel, Pastor Maldonado, Romain Grosjean, Felipe Massa et Marcus Ericsson,,.  
Dès l'entame du second tour, Vettel passe Bottas tandis que Maldonado abandonne à cause d'un problème de transmission. Alors qu'Hamilton compte deux secondes d'avance sur Perez, Kimi Räikkönen entame sa remontée et occupe le douzième rang. Max Verstappen et Räikkönen remontent aux dixième et onzième place dans le quatrième tour ; au même moment, Grosjean attaque Bottas pour le gain de la sixième place. Daniil Kvyat double Massa deux tours plus tard et pointe à la huitième position. Après sept tours, Hamilton possède 5 secondes d'avance sur Pérez, 6 s sur Ricciardo, 7 s sur Rosberg, 9 s sur Vettel, 13 s sur Bottas et Grosjean, 15 s sur Kvyat, 17 s sur Massa et 18 s sur Verstappen,,.
Ricciardo et Rosberg sont désormais tous deux à l'attaque de Pérez ; faute d'ouverture, l'Australien choisit de s'arrêter parmi les premiers pour chausser les pneus durs. Grosjean passe Bottas au tour suivant et le Finlandais est désormais sous la menace directe de Kvyat. Quand Pérez rentre au stand, Rosberg accède à la deuxième place ; Ricciardo réussit l'undercut en pointant devant Pérez à l'issue de leurs passages par les stands. Kvyat, Massa et Verstappen s'arrêtent à leur tour après la dixième boucle. Un énorme cafouillage se produit lors de l'arrêt de Bottas puisque ses mécaniciens le libèrent avec trois pneus tendres et un dur et Bottas écope d'un drive-through. Pérez, désormais en pneus tendres, réussit à reprendre l'avantage sur Ricciardo dans la ligne droite ; comme Rosberg ressort des stands juste devant eux, le Mexicain profite de son aspiration après le Raidillon mais l'Allemand conserve sa position. Hamilton s'arrête à son tour et laisse provisoirement le commandement à Vettel. Un tour plus tard, l'Allemand, en perdition avec ses pneus totalement usés, rentre à son tour changer de gommes et ressort sixième. Après quinze tours, Hamilton devance Rosberg, Perez, Ricciardo, Grosjean, Vettel, Bottas, Kvyat, Massa et Räikkönen,,. 
En tête de course, Rosberg a réduit son retard à 3 s d'Hamilton lorsque Bottas purge sa pénalité et rejoint la piste toujours chaussé de pneus de différente composition. Grosjean double  Ricciardo dans la ligne droite au dix-huitième tour pour pointer à la quatrième place, dans les échappements de Pérez. Räikkönen, neuvième, se montre très pressant sur Massa, lui-même très proche de Kvyat. À l'aspiration après le Raidillon, Grosjean dépasse Pérez à l’extérieur et accède à la troisième place. Au vingt-et-unième tour, Ricciardo stoppe sa Red Bull RB11 en panne à la sortie de la dernière chicane ; comme la monoplace est très mal placée, la voiture de sécurité virtuelle est déployée. Grosjean profite de cette neutralisation de course pour rentrer au stand chausser des pneus durs afin d'aller au bout de la course (il reste vingt-deux tours à boucler) ; Massa et Raikkönen tentent le même pari. Alors que le Finlandais tente, sans succès, de passer le Brésilien, Hamilton se plaint que Rosberg a profité de la voiture de sécurité virtuelle pour se rapprocher à moins de 2 secondes de lui. Après vingt-six tours, Hamilton précède Rosberg, Vettel, Grosjean, Kvyat, Pérez, Massa, Räikkönen, Verstappen et Bottas,,.
Pérez remonte nettement sur Kvyat qui choisit de plonger dans les stands pour chausser les gommes tendres pour les quinze derniers tours. Lewis Hamilton, qui compte cinq secondes d'avance sur Rosberg, effectue un nouvel arrêt au trentième tour ;  l'Allemand imite son coéquipier en s'arrêtant au tour suivant. Vettel, troisième, fait le pari de rallier l'arrivée sans changer de pneus. Il possède 4 secondes d'avance sur Grosjean, dont les pneus sont moins usés ; le Français reprend presque une seconde par tour à Vettel. Les ingénieurs de la Scuderia Toro Rosso décident de limiter l'usure du moteur de la monoplace de Carlos Sainz (qui évolue à deux tours des autres depuis son départ différé) et lui demandent de rentrer dans le trente-cinquième tour. Kvyat dépasse Räikkönen pour le gain de la septième place et revient sur Massa et Pérez. alors qu'il ne reste plus que quatre tours, Grosjean n'a plus qu'une seconde de retard sur Vettel. Kvyat passe Massa de manière agressive et se retrouve sixième ; au tour suivant, il ravit la cinquième place à Pérez. Dans l'avant-dernier tour, Grosjean est sur le point de tenter un dépassement sur Vettel lorsque le pneu arrière-droit de l'Allemand explose dans la ligne droite de Kemmel. Lewis Hamilton s'impose finalement devant son coéquipier Nico Rosberg tandis que Romain Grosjean obtient son premier podium de la saison. Kvyat termine quatrième, devant Perez, Massa, Räikkönen, Verstappen, Bottas et Ericsson ; Vettel, douzième, termine hors des points,,.
Lewis Hamilton augmente son avance en tête du championnat du monde, avec 28 points de plus que Rosberg (227 points contre 199) et devance Sebastian Vettel, resté à 160 points ; ils distancent désormais Kimi Räikkönen et Felipe Massa qui ont chacun 82 points. Valtteri Bottas, avec 79 points, perd deux places. Daniil Kvyat (57 points) prend l'avantage sur son coéquipier Daniel Ricciardo resté à 51 points. Romain Grosjean, avec 38 points, devance désormais Max Verstappen (26 points). Mercedes, avec 426 points, conserve la tête du championnat devant Ferrari (242 points) et Williams (161 points) ; suivent Red Bull Racing (108 points), Lotus (50 points), Force India (49 points), Scuderia Toro Rosso (35 points), Sauber (23 points) et McLaren (17 points). Manor Marussia n'a pas encore inscrit de point.

### Grand Prix d'Italie

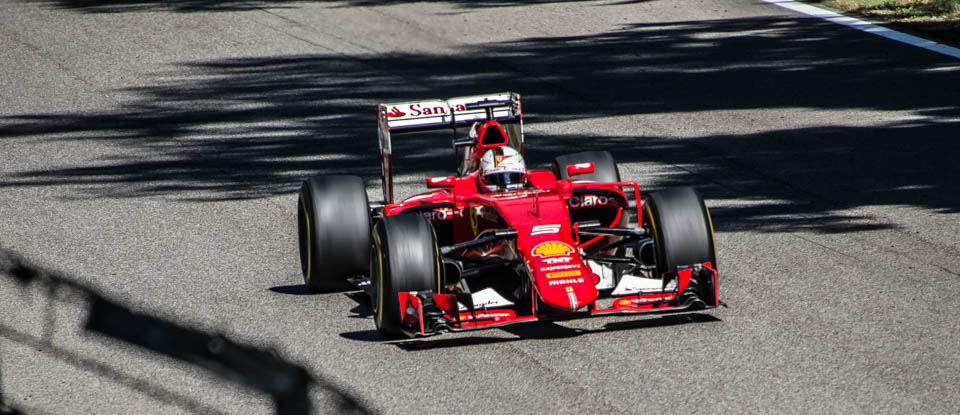
Sebastian Vettel à Monza en 2015.

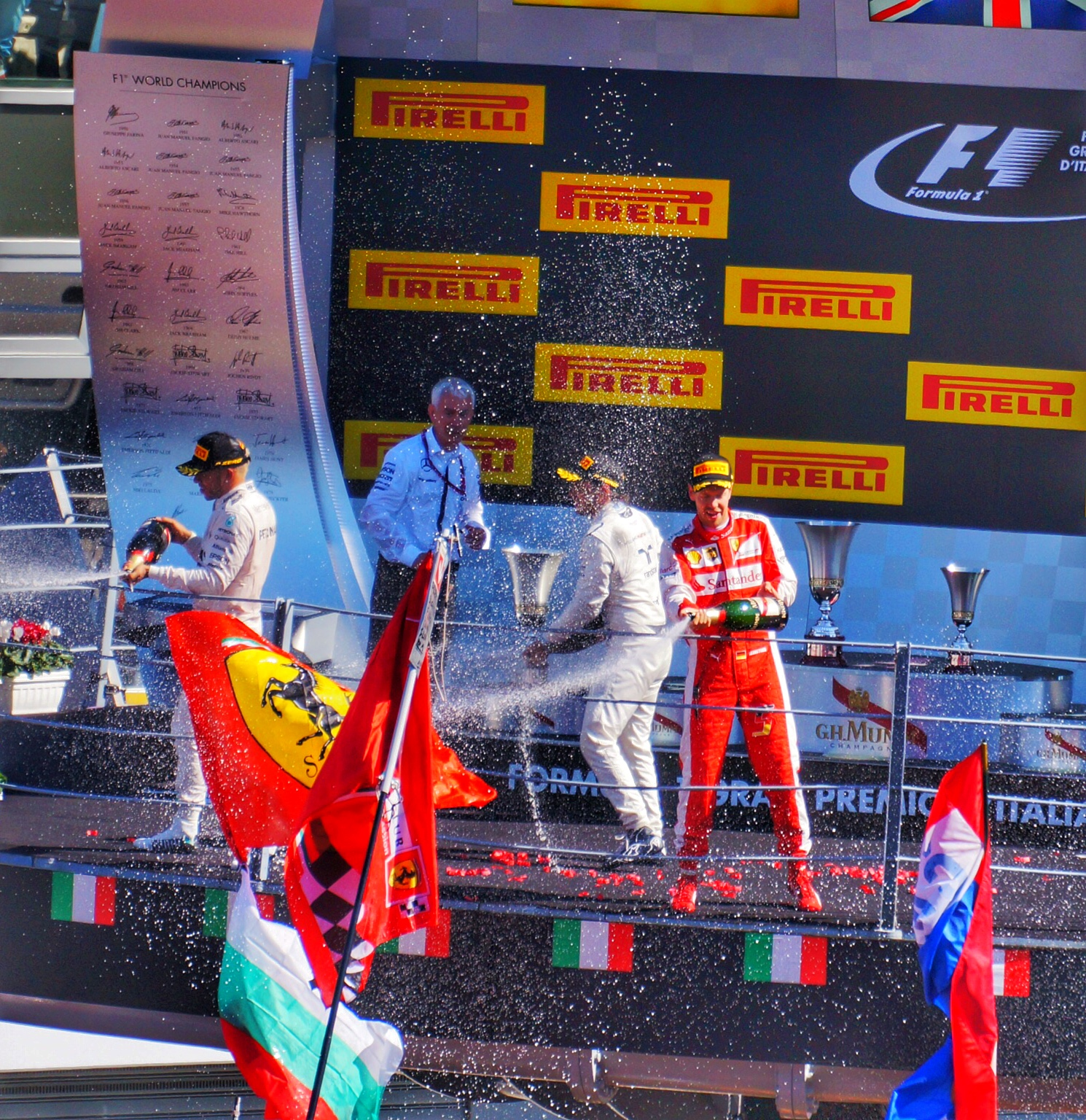
Le podium du Grand Prix d'Italie 2015.

Pour la onzième fois cette saison, la quatrième fois à Monza et la quarante-neuvième fois de sa carrière, Lewis Hamilton est en pole position. Son équipier Nico Rosberg est sur le quatrième emplacement de la grille, derrière les Ferrari SF15-T de Kimi Räikkönen et Sebastian Vettel. Seuls Carlos Sainz Jr., Fernando Alonso, Daniil Kvyat et Daniel Ricciardo, en fond de grille, s'élancent en pneus durs. À l'extinction des feux, alors qu'Hamilton prend un bon départ, Räikkönen reste immobilisé sur son emplacement et est dépassé par l'ensemble du peloton qui parvient à l'éviter. Dans le même temps, piégé derrière le Finlandais, Rosberg chute à la sixième place et attaque Sergio Pérez pour entamer sa remontée. Dans la  première chicane, Felipe Nasr accroche Romain Grosjean qui abandonne ; Lotus F1 Team est particulièrement touché par la malchanche puisque Pastor Maldonado doit abandonner à son tour après avoir cassé son fond plat. Au premier passage sur la ligne de chronométrage, Hamilton devance Vettel, Felipe Massa, Valtteri Bottas, Pérez, Rosberg, Hülkenberg, Marcus Ericsson, Jenson Button, Sainz, Fernando Alonso, Daniel Ricciardo et Räikkönen,,.  
En tête de la course, Hamilton porte son avance à 2 secondes sur Vettel qui a creusé un écart comparable sur Massa. Usant de son aileron arrière mobile, Räikkönen poursuit sa remontée et se retrouve onzième au quatrième tour ; il est dixième deux boucles plus tard et atteint la neuvième place au septième tour. Button, après son bon départ, tente de résister à ses rivaux pour conserver sa position mais ne peut pas lutter longtemps faute de vitesse de pointe. Sainz est pénalisé de 5 secondes pour avoir court-circuité une chicane ; il est ainsi le premier à s'arrêter, dès le onzième tour. Pendant ce temps, Hamilton augmente son avance en tête : il possède 8 secondes de marge sur Vettel qui a repoussé Massa à 7 secondes. Toujours en délicatesse avec ses freins, Rosberg ne parvient pas à prendre le meilleur sur Bottas et, au quinzième tour, compte désormais 19 secondes de retard sur Hamilton. Mercedes décide donc de stopper Rosberg dès le dix-neuvième tour pour tenter de passer les deux pilotes Williams via les stands ; l'undercut est réussi puisque Massa, qui s'arrête au tour suivant, repart derrière le pilote Mercedes et que Bottas, un peu plus tard, est lui aussi dépassé après son arrêt,,.
Au trente-et-unième tour, après la première vague d'arrêts aux stands, Hamilton précède Vettel de 20 secondes, Rosberg de 24 s, Massa de 27 s et Bottas de 33 s ; suivent Pérez, Ricciardo, Hülkenberg, Ericsson, Räikkönen, Sainz et Kvyat. Tandis qu'Hamilton enchaîne les meilleurs tours en course, Vettel est désormais sous la menace directe de Rosberg. Kimi Räikkönen poursuit sa remontée et accède à la septième place au trente-quatrième tour. S'il s'apprête à attaquer la Force India VJM08B de Sergio Pérez, les Williams FW37 de Bottas et Massa sont désormais hors de sa portée. Alors que Lewis Hamilton poursuit sa chevauchée solitaire et se dirige vers sa septième victoire de la saison, il se voit intimer l'ordre d'accélérer lors des derniers tours de la course afin de creuser le plus gros écart possible sur Vettel qui est déjà de 23 secondes à quatre tours de l’arrivée : les ingénieurs Mercedes redoutent en effet qu'une pénalité de vingt secondes lui soit infligée car un de ses pneumatiques a été contrôlé avec une pression inférieure aux préconisations réglementaires fixées par Pirelli et la FIA,,. 
À deux tours du drapeau à damier, le moteur V6 Mercedes de la monoplace de Rosberg casse ; ce premier abandon de la saison coûte cher à l'Allemand qui était en passe de terminer troisième de la course. Lewis Hamilton (qui n'est finalement pas sanctionné sur tapis vert) remporte sa septième victoire de la saison devant Sebastian Vettel et Felipe Massa qui a dû résister jusqu'au bout aux assauts répétés de son coéquipier Bottas ; suivent pour les points, Pérez, Räikkönen, Hülkenberg, Ricciardo, Ericsson et Kvyat,,.
Lewis Hamilton augmente encore son avance en tête du championnat du monde, avec 53 points de plus que Rosberg (252 points contre 199). Sebastian Vettel (178 points) revient à 21 points de Rosberg tandis que Felipe Massa (97 points) subtilise la quatrième place à Kimi Räikkönen (92 points), talonné par son compatriote Valtteri Bottas (91 points). Daniil Kvyat (58 points) devance toujours son coéquipier Daniel Ricciardo (55 points). Malgré son abandon, Romain Grosjean (38 points) conserve sa place et devance désormais Sergio Pérez (33 points). Mercedes, avec 451 points, conserve la tête du championnat devant Ferrari (270 points) et Williams (188 points) ; suivent Red Bull Racing (113 points) et Force India (63 points) qui repasse Lotus resté à 50 points après un double abandon. La Scuderia Toro Rosso restée à 35 points précède ensuite Sauber (25 points) et McLaren (17 points). Manor Marussia n'a pas encore inscrit de point.

### Grand Prix de Singapour

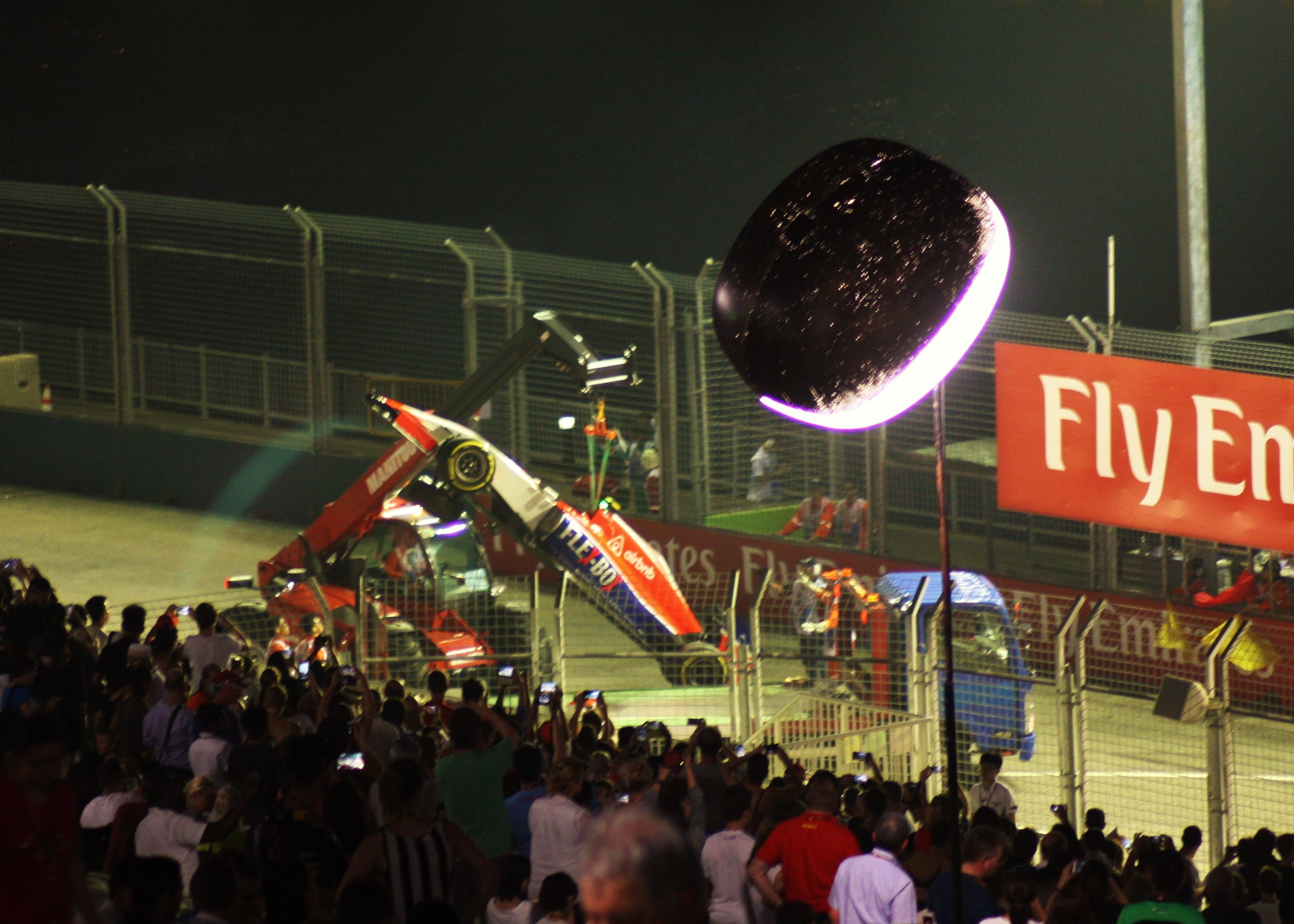
L'évacuation de la monoplace d'Alexander Rossi après son crash lors des essais libres.

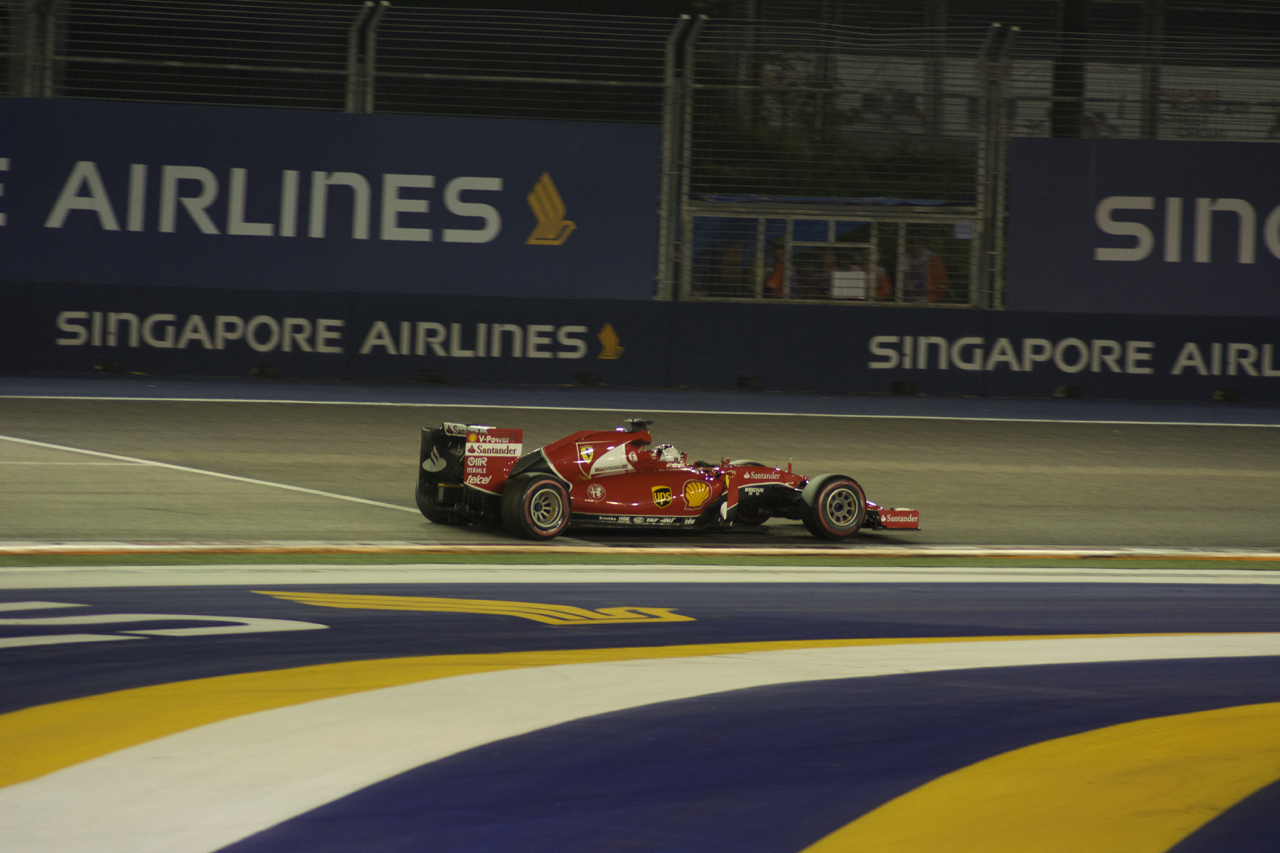
Sebastian Vettel à Singapour en 2015.

Pour la première fois depuis le Grand Prix d'Allemagne 2012, une Ferrari occupe la pole position puisque Sebastian Vettel a réalisé le meilleur temps des qualifications. À l'extinction des feux, l'Allemand s'élance parfaitement et négocie le premier virage devant Ricciardo et Kimi Räikkönen qui a pris le meilleur sur Daniil Kvyat. Max Verstappen ne parvient pas à s'élancer et prend le départ avec un tour de retard. Au premier passage, Vettel possède trois secondes d'avance sur Ricciardo ; suivent Räikkönen, Kvyat, Lewis Hamilton, Nico Rosberg, Valtteri Bottas, Felipe Massa, Nico Hülkenberg et son coéquipier Sergio Pérez qui ont manqué de se percuter,,. 
Vettel accroît son avance sur Ricciardo a près de 5 secondes au troisième tour. Lewis Hamilton en cinquième position n’arrive pas à suivre le rythme de Kvyat qui le précède. Fernando Alonso, au volant de sa McLaren MP4-30 résiste, en onzième position, à Carlos Sainz Jr. et Romain Grosjean. Grosjean, toujours bloqué derrière Alonso, rentre le premier au stand, dans le dixième tour, dans le but de réaliser l'undercut. Alonso s'arrête un tour plus tard (avec Sainz, Marcus Ericsson et Pastor Maldonado) et ressort devant la Lotus malgré un mauvais arrêt à cause d'un problème sur le train arrière. Toutefois Grosjean, grâce à ses pneus à température idéale et à l'aileron arrière mobile, réalise une habile manœuvre de dépassement peu après. Hülkenberg stoppe au douzième tour, Kvyat et Massa au treizième. Quelques instants plus tard, à la sortie de la voie des stands, Hülkenberg accroche Felipe Massa à la corde du premier virage. Tandis que le pilote Williams poursuit sa route, l'Allemand abandonne et est pénalisé d'un recul de trois places sur la grille du prochain Grand Prix. La direction de course déclenche la voiture de sécurité virtuelle et tous les pilotes qui n'avaient pas encore changé de pneus rentrent ; Jenson Button perd près d'une minute à cause d'un problème d'écrou de roue. Sous le régime de la voiture de sécurité virtuelle, Vettel devance Ricciardo, Räikkönen, Hamilton, Rosberg, Bottas, Pérez, Felipe Nasr, Grosjean, Alonso et Sainz. Après deux nouveaux arrêts au stand (pour faire contrôler sa voiture puis à cause d'une crevaison lente), Massa remonte en piste en quatorzième position. Verstappen refait peu à peu une partie de son tour de retard et rejoint les Manor Marussia, à 40 secondes de la tête de course,,.  

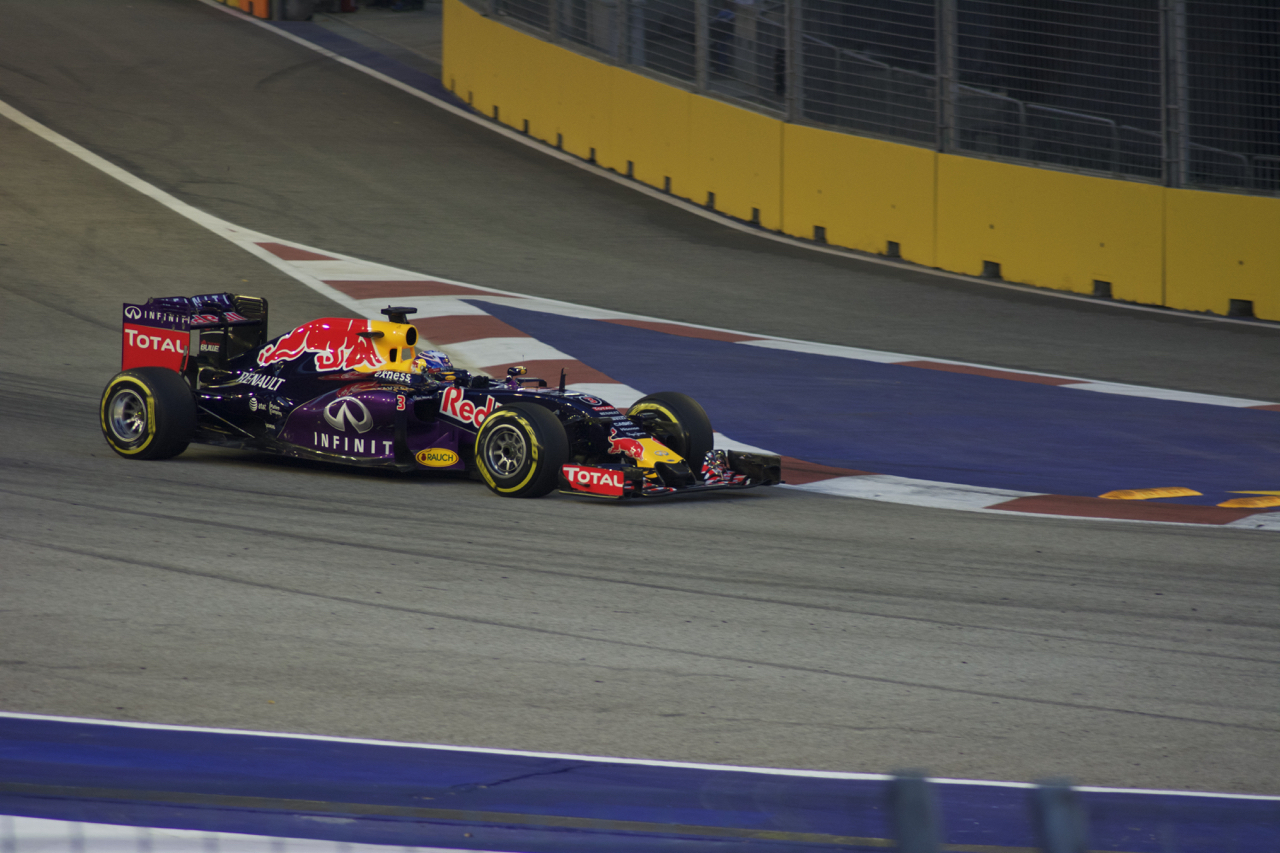
Daniel Ricciardo à Singapour en 2015.

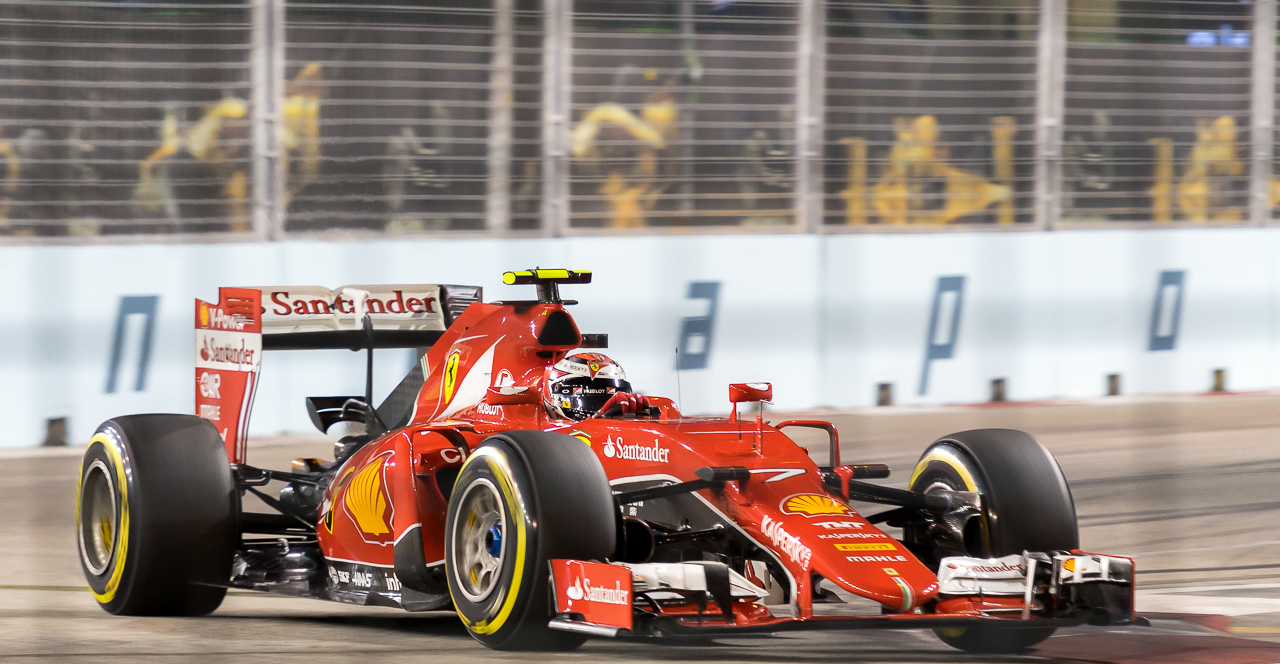
Kimi Räikkönen à Singapour en 2015.

La course n'est relancée qu'à l'entame du dix-neuvième tour. Sainz rencontre un problème et chute à la dix-septième position. Vettel a du mal à se détacher de Ricciardo, lui-même talonné par Räikkönen ; comme depuis le début de l'épreuve, les Mercedes d'Hamilton et Rosberg (en pneus durs) ne peuvent pas suivre le rythme du trio de tête (en pneus tendres). Au vingt-septième tour, Hamilton perd de la puissance : il lui manque 40 km/h en bout de ligne droite et Rosberg, Kvyat, Bottas et Pérez le dépassent sans tarder. Maldonado rentre pour changer de pneus au vingt-huitième tour alors que Sebastian Vettel creuse un écart de 3 s 5 sur Ricciardo en seulement deux boucles. Ericsson et Sainz rentrent au tour suivant, tandis que Massa, Hamilton et Alonso abandonnent. Kvyat, Pérez, Nasr et Verstappen stoppent au moment où un homme qui se promène sur le bord de la piste provoque une nouvelle sortie de la voiture de sécurité, au trente-septième tour. Tous les pilotes qui ne l'avait pas fait profitent de l'incident pour changer leurs pneumatiques et, au trente-neuvième tour, derrière la voiture de sécurité, Vettel devance Ricciardo, Räikkönen, Rosberg, Bottas, Kvyat, Pérez, Grosjean, Maldonado, Button, Nasr et Verstappen,,. 
À la relance, à l'entame du quarante-et-unième tour, sur une tentative de freinage tardif, Button percute Maldonado et des débris de l'aileron avant de la McLaren jonchent la piste. Button rentre pour changer le museau de sa monoplace puis abandonne un peu plus tard à cause d'une panne de transmission. Au quarante-cinquième tour, Vettel précède Ricciardo de 3 secondes, Räikkönen de 5 s, Rosberg de 6 s et Bottas de 8 s ; suivent Kvyat, Pérez, Grosjean, Verstappen, Sainz, Maldonado et Nasr. Sainz et son équipier Verstappen pointent tous deux dans les points et luttent âprement avec Romain Grosjean dont les pneus sont à l'agonie. Les Toro Rosso STR10 prennent alors l'avantage et Toro Rosso intime, par deux fois et sans succès, à Verstappen de laisser passer Sainz jugé le plus à même de menacer Pérez. Vettel franchit la ligne d'arrivée en vainqueur devant Daniel Ricciardo et Kimi Räikkönen , suivent pour les points Rosberg, Bottas, Kvyat, Pérez, Verstappen, Sainz et Nasr,,.
Lewis Hamilton, malgré son abandon, conserve la tête du championnat du monde, avec 41 points de plus que Rosberg (252 points contre 211). Sebastian Vettel (203 points) se rapproche à huit points de Rosberg tandis que Kimi Räikkönen (107 points) et Valtteri Bottas (101 points) passent devant Felipe Massa qui reste à 97 points après son abandon. Daniel Ricciardo (73 points) passe devant son coéquipier Daniil Kvyat (66 points) et Sergio Pérez (39 points) devance désormais Romain Grosjean (38 points). Mercedes, avec 463 points, conserve la tête du championnat devant Ferrari (310 points) et Williams (198 points) ; suivent Red Bull Racing (139 points), Force India (69 points) et Lotus resté à 50 points. La Scuderia Toro Rosso, avec  41 points précède Sauber (26 points) et McLaren (17 points). Manor Marussia n'a pas encore inscrit de point.

### Grand Prix du Japon

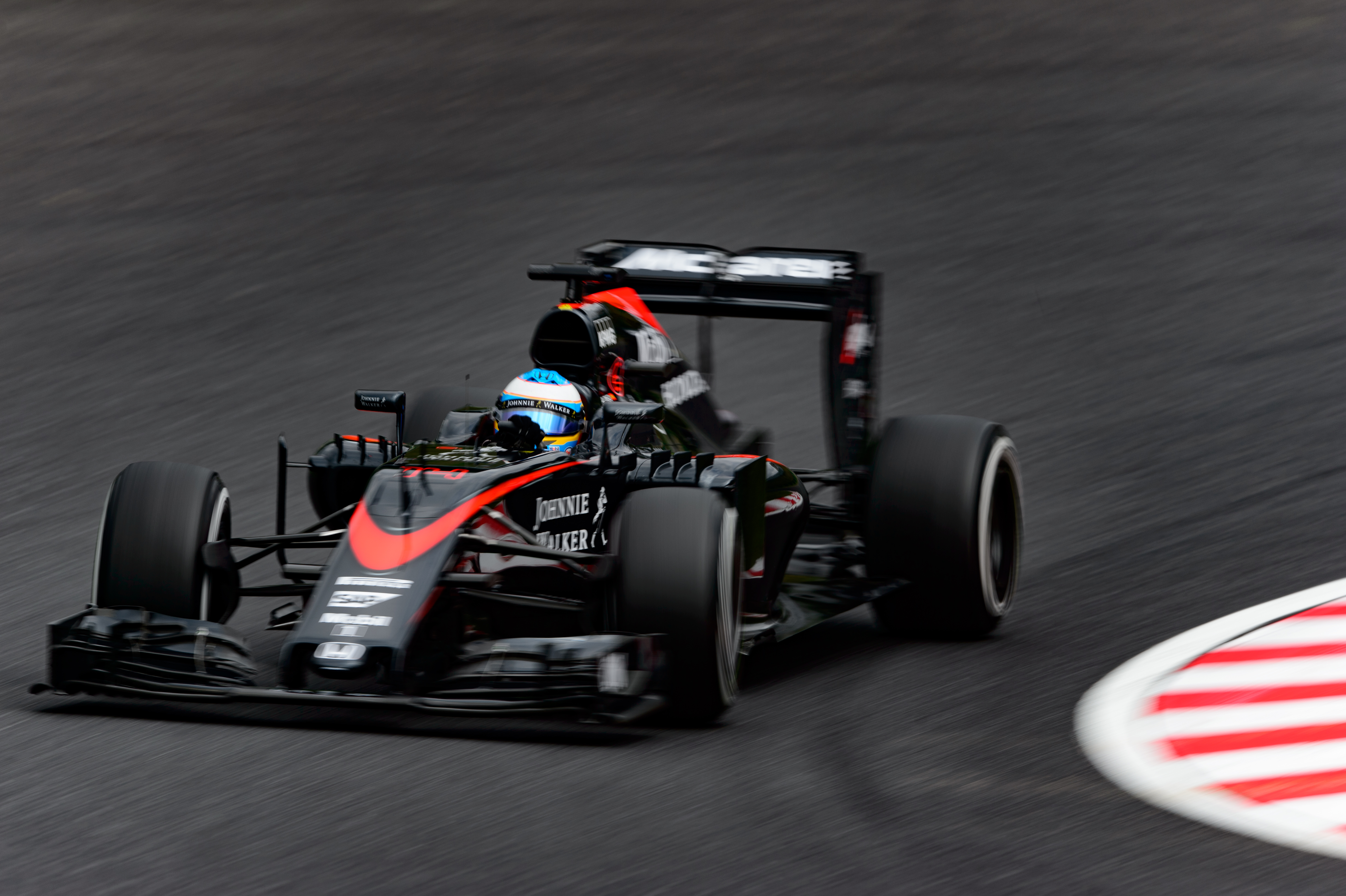
Fernando Alonso au Grand Prix du Japon 2015.

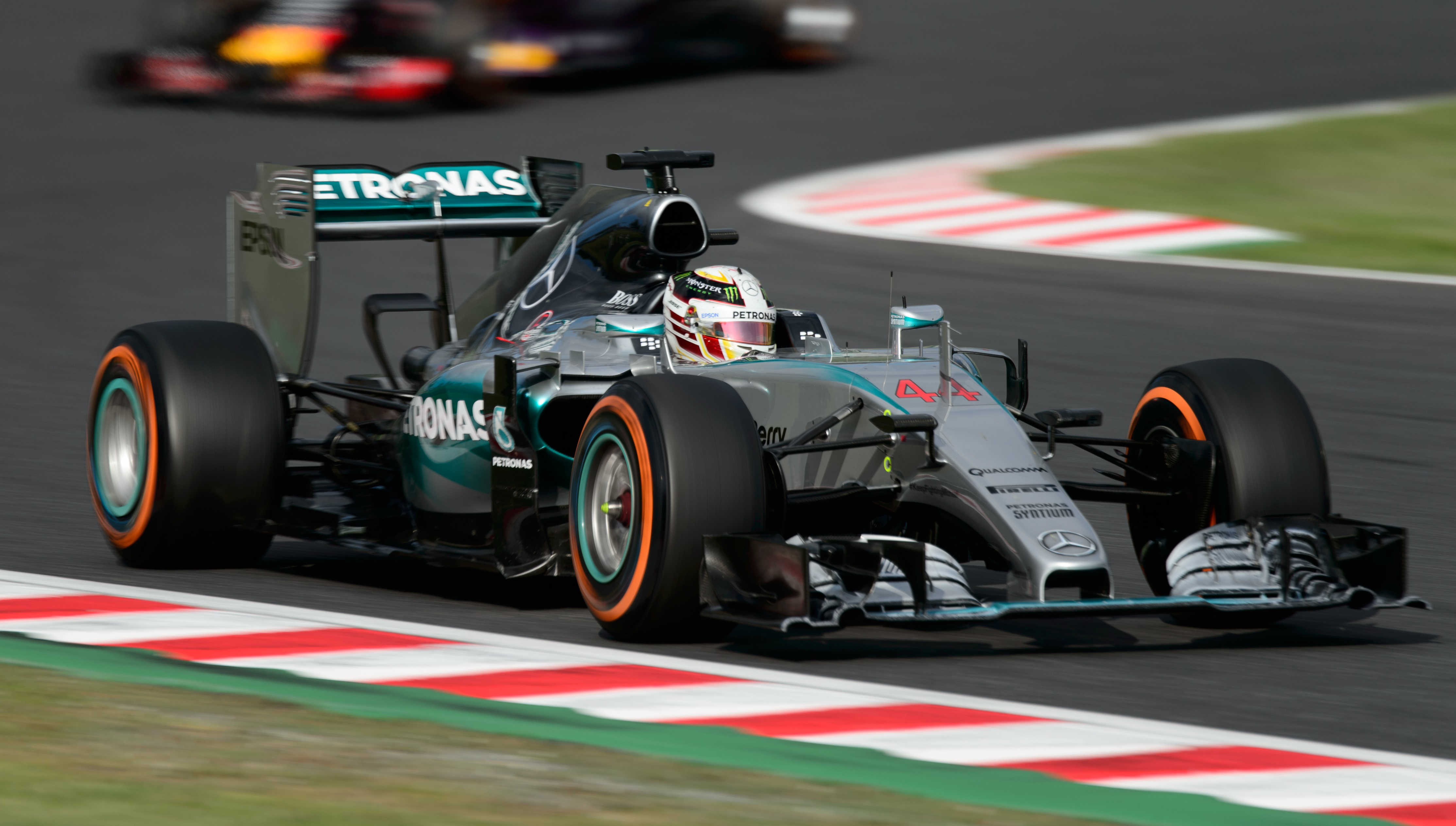
Lewis Hamilton au Grand Prix du Japon 2015.

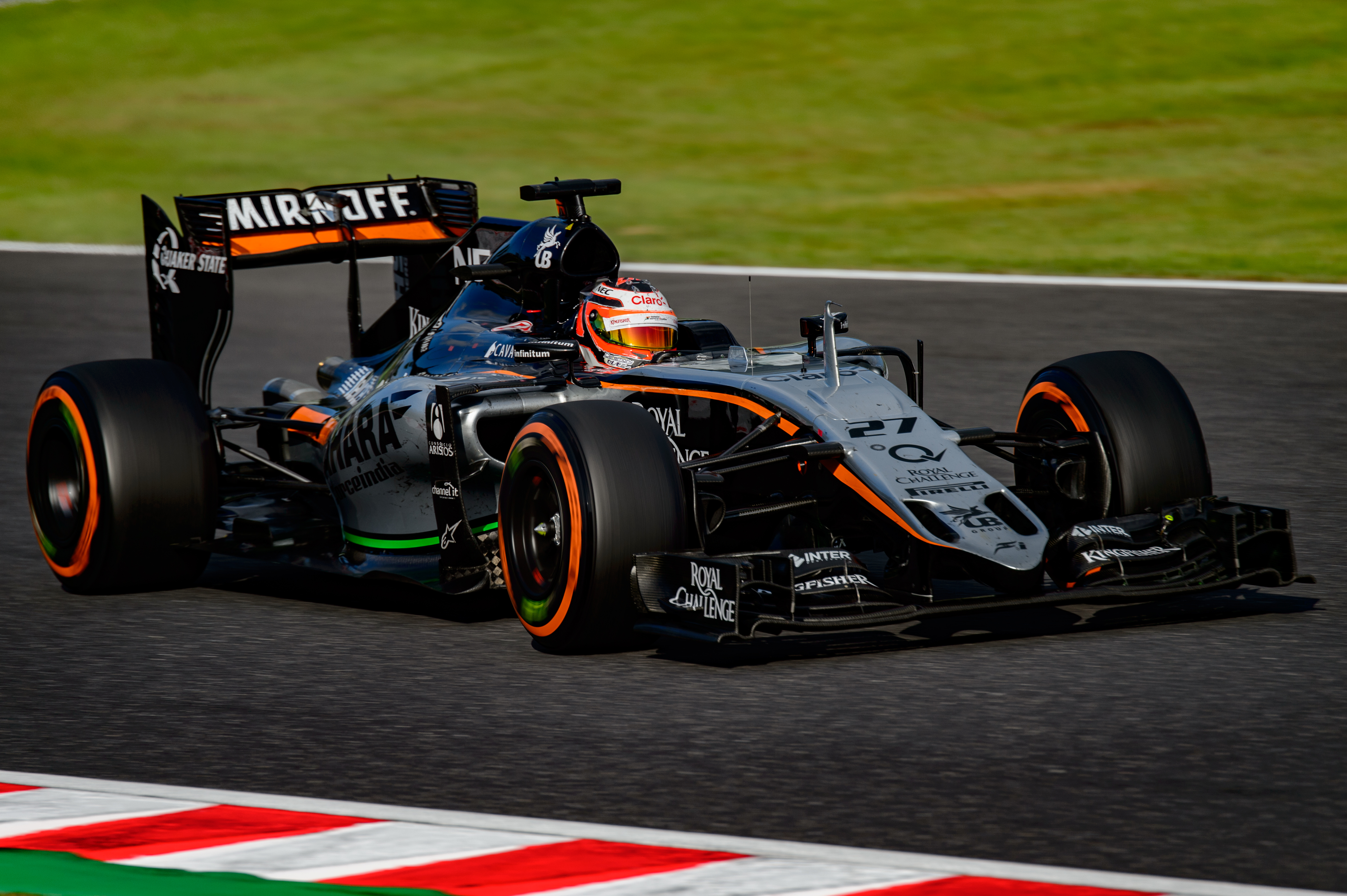
Nico Hülkenberg au Grand Prix du Japon 2015.

Le départ du Grand Prix du Japon est donné sur une piste parfaitement sèche sur laquelle dix-neuf pilotes se présentent puisque Daniil Kvyat doit s'élancer depuis la voie des stands au volant d'une Red Bull RB11 totalement reconstruite et mue par un nouveau moteur Renault. Jenson Button est le seul pilote en pneumatiques durs. À l'extinction des feux, Lewis Hamilton, en première ligne, plonge à l'intérieur du premier virage en tassant son coéquipier Nico Rosberg, parti de la pole position. Rosberg, deux roues dans l'herbe, relâche l'accélérateur pour éviter l'accrochage, ce dont profitent Sebastien Vettel et Valtteri Bottas pour le doubler. Derrière, Felipe Massa, « englué » sur la grille et heurté par Daniel Ricciardo doit ramener sa Williams FW37 (roue avant-droite endommagée), jusqu'aux stands tandis que Ricciardo rentre sans pneu arrière-gauche. Sergio Pérez, qui a accroché Carlos Sainz Jr. repasse aussi par les stands. Au premier passage sur la ligne de chronométrage, Hamilton devance Vettel, Bottas, Rosberg, Kimi Räikkönen, Romain Grosjean, Pastor Maldonado, Nico Hülkenberg, Fernando Alonso, Sainz, Marcus Ericsson, Button, Felipe Nasr et Max Verstappen qui a déjà remonté cinq places,,. 
En tête de la course, Hamilton porte son avance sur Vettel à 3 secondes au cinquième tour alors que Bottas retient Rosberg, repoussé à 7 secondes. Alonso perd la dixième place au profit de la Sauber C34 d'Ericsson et se retrouve directement sous la menace de Nasr au volant de la seconde Sauber. Au neuvième passage, Hamilton possède 5 secondes d'avance sur Vettel, 9 s sur Bottas et 11 s sur Rosberg ; suivent Räikkönen, Grosjean, Maldonado, Hülkenberg, Sainz et Ericsson. Alonso et Verstappen s'arrêtent au dixième tour, Hülkenberg, Nasr et Button au suivant. Lorsque Grosjean et Bottas stoppent au douzième tour, Rosberg a la possibilité de réaliser l'undercut en restant en piste jusqu'au quinzième passage où il chausse les gommes dures, comme Vettel au tour précédent. S'il manque quelques dixièmes de seconde à l'Allemand pour ressortir devant le Finlandais, celui-ci détruit si rapidement son train de pneus « medium » que Rosberg n'a qu'à attendre le dix-septième tour pour s'emparer de la troisième position grâce à une attaque, sans aileron arrière mobile, à l'abord de la chicane. Au dix-neuvième tour, après la première vague d'arrêts, Hamilton devance Vettel de 8 secondes, Rosberg de 12 s, Bottas de 14 s et Räikkönen de 16 s ; suivent Hülkenberg, Grosjean, Maldonado, Sainz et Alonso,,. 
Hamilton, en pneus tendres, enchaine les meilleurs tours en course et son avance sur Vettel, en pneus durs, atteint les 10 secondes au vingtième passage. Vettel n'a plus que 2 secondes d'avance sur Rosberg. Max Verstappen est en lutte avec Fernando Alonso pour le gain de la dixième place tandis que, juste devant, Sainz maintient le contact avec les Lotus E23 Hybrid de Grosjean et Maldonado. Au vingt-sixième passage, Verstappen passe Alonso dans le premier virage ; l'Espagnol ne peut que s'écrier : « Moteur de GP2, GP2 ». Sainz, en s'arrêtant au vingt-huitième tour, touche une quille de balisage à l'entrée de la voie des stands et doit donc faire remplacer le museau de sa monoplace. Räikkonen et Alonso stoppent au tour suivant, Rosberg et Bottas au trentième. À l'issue de cette vague d'arrêt, Rosberg gagne une place en ressortant devant Vettel tandis que Bottas en perd une au profit de Räikkönen. Au quarantième tour, Hamilton possède 10 secondes d'avance sur Rosberg, 12 s sur Vettel, 25 s sur Räikkönen et 30 s sur Bottas ; suivent Hülkenberg, Grosjean, Maldonado, Sainz et Verstappen,,. 
Hamilton n'a plus qu'à gérer un dernier tiers de l'épreuve fluide pour remporter sa quarante-et-unième victoire en Formule 1 (sa huitième cette saison) et rejoindre Ayrton Senna au palmarès des vainqueurs de Grands Prix. Deuxième, Rosberg limite les dégâts au championnat du monde en ne concédant que 7 points. Vettel prend la troisième place et Kimi Räikkönen termine quatrième devant Bottas (les cinq pilotes en tête de la course sont également en tête du championnat). Hülkenberg se classe sixième devant Grosjean, Maldonado, Verstappen, autorisé par ses ingénieurs à dépasser son équipier Sainz dans les derniers tours,,.
Lewis Hamilton conforte son avance en tête du championnat du monde, avec 48 points de plus que Rosberg (277 points contre 229). Sebastian Vettel (218 points) reste troisième devant Kimi Räikkönen (119 points), Valtteri Bottas (111 points) et Felipe Massa toujours à 97 points. Daniel Ricciardo (73 points) reste devant son coéquipier Daniil Kvyat (66 points) et Romain Grosjean (44 points) repasse devant Sergio Pérez (39 points). Mercedes, avec 506 points, conserve la tête du championnat devant Ferrari (337 points) et Williams (208 points) ; suivent Red Bull Racing (139 points), Force India (77 points) et Lotus (60 points). La Scuderia Toro Rosso, avec  44 points précède Sauber (26 points) et McLaren (17 points). Manor Marussia n'a pas encore inscrit de point.

### Grand Prix de Russie

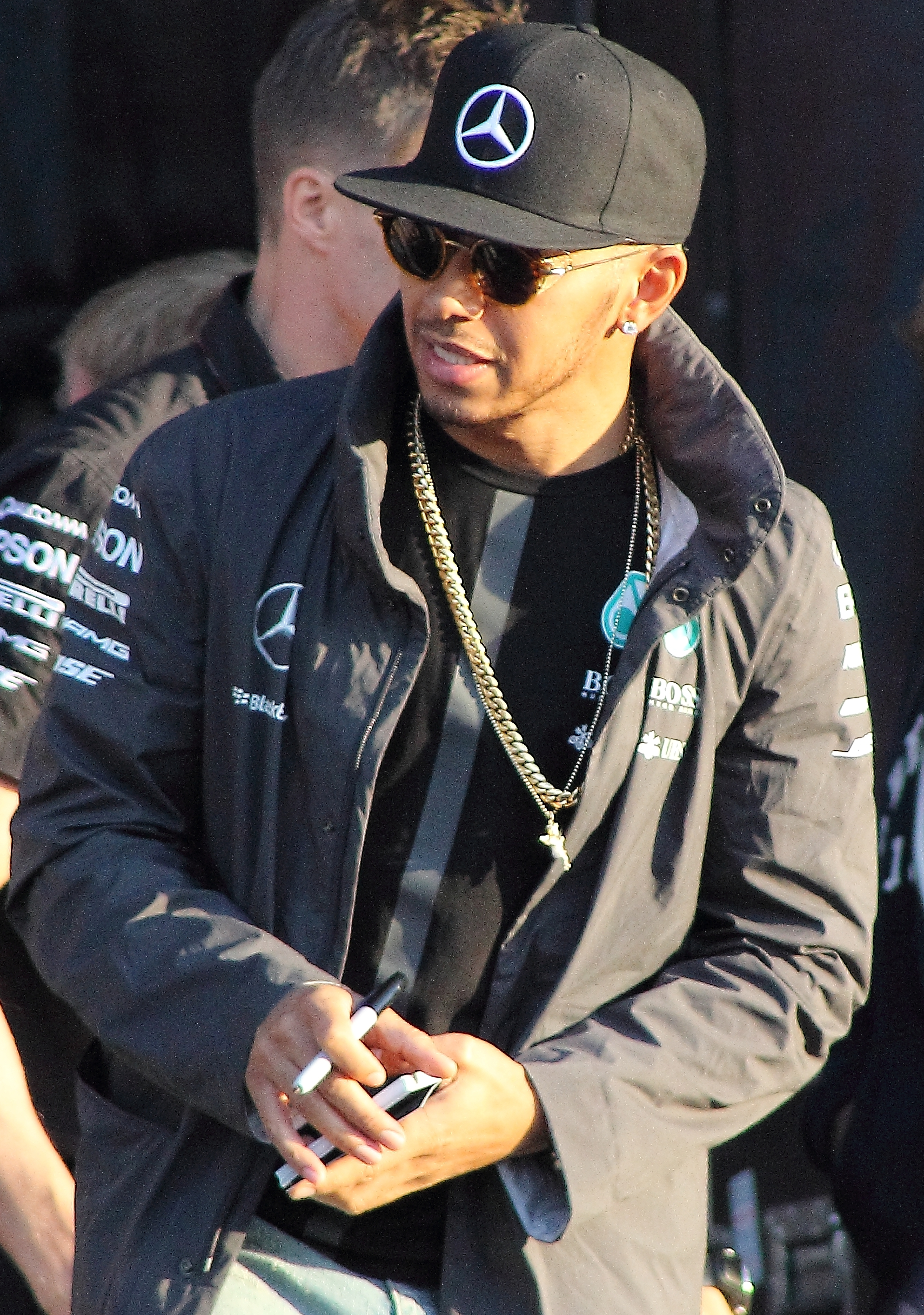
Lewis Hamilton au Grand Prix de Russie 2015.

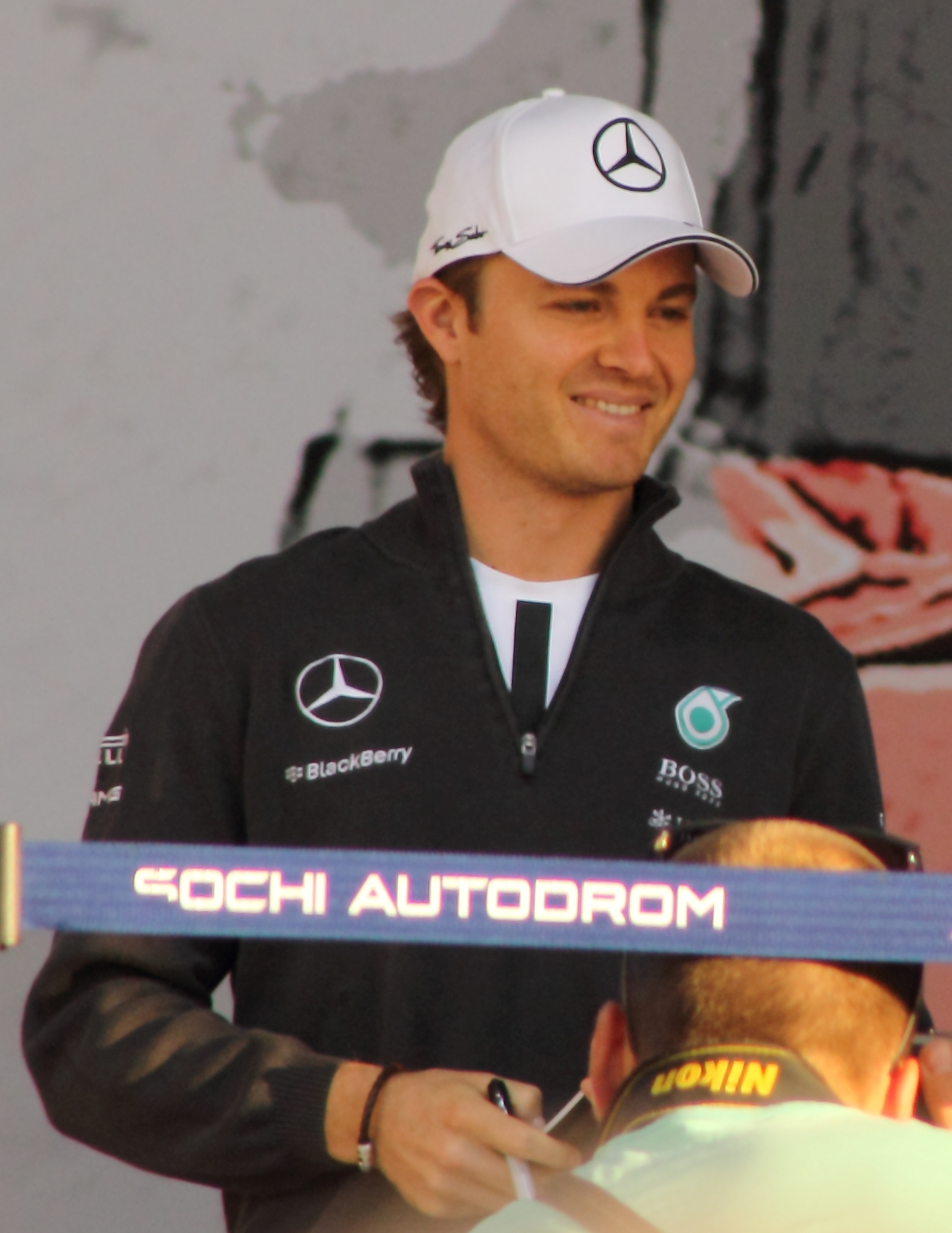
Nico Rosberg au Grand Prix de Russie 2015.

Si le ciel est nuageux, il ne pleut toutefois pas au départ du Grand Prix de Russie. Carlos Sainz Jr., victime d'un spectaculaire accident lors des essais libres, a été déclaré apte à participer par les médecins et s'élance depuis la dernière place de la grille, juste derrière Roberto Merhi et Fernando Alonso ; les trois pilotes espagnols partent ainsi des trois dernières places. Nico Rosberg occupe la pole position devant son coéquipier Lewis Hamilton et Valtteri Bottas, troisième sur sa Williams FW37, précède les deux pilotes de la Scuderia Ferrari, Sebastian Vettel et Kimi Räikkönen. Tous les pilotes, hormis Pastor Maldonado, Felipe Massa, Marcus Ericsson et Alonso, sont chaussés des pneus les plus tendres proposés par Pirelli. À l'extinction des feux, Rosberg garde son avantage et Räikkönen, grâce à une manœuvre agressive, prend la troisième place au détriment de Bottas et Vettel dans le premier secteur juste avant la neutralisation de course ; en effet, dans le virage no 1, Nico Hülkenberg, part en tête-à-queue après avoir roulé sur le gazon artificiel : il entraîne Max Verstappen qui heurte le mur et, malgré quelques dégâts matériels et une crevaison, peut repartir mais provoque l'abandon d'Ericsson dont la Sauber C34 s'est retrouvée imbriquée dans la Force India VJM08B,,. 
Alors que la voiture de sécurité est immédiatement envoyée en piste, Verstappen et Romain Grosjean changent de pneus après une crevaison. Après un premier tour mouvementé, Rosberg précède Hamilton, Räikkönen, Bottas, Sergio Pérez, Daniil Kvyat, Daniel Ricciardo, Jenson Button et Felipe Nasr. La course est relancée à la fin du troisième tour ; Rosberg conserve la tête alors que Bottas récupère la troisième place au détriment de Räikkönen. Rosberg se plaint que sa pédale d'accélérateur est cassée. Si la lutte fait rage entre Vettel et son coéquipier Räikkönen pour le gain de la quatrième place, elle est aussi rude entre les équipiers Red Bull Racing pour le gain de la septième. Dans le septième tour, Hamilton dépasse facilement Rosberg qui a manqué son freinage au virage no 1 ; Bottas le passe aisément, ainsi que le reste du peloton : Rosberg rentre au ralenti dans la voie des stands pour abandonner. Après dix tours, Hamilton roule en tête devant Bottas, Räikkönen, Vettel, Pérez, Kvyat, Ricciardo, Nasr, Massa et Maldonado,,. 
Hamilton compte plus de trois secondes d'avance sur Bottas au moment où, dans le peloton, Button est dépassé par Maldonado et Carlos Sainz. Dans le douzième tour, Romain Grosjean perd toute adhérence du train arrière dans le virage no 3, heurte très violemment les barrières de « Tech-Pro » et provoque une seconde sortie de la voiture de sécurité. Plusieurs pilotes, dont Pérez et Ricciardo, en profitent pour changer de pneumatiques. Alors que les commissaires de piste réparent les barrières, Hamilton se plaint de la lenteur de la voiture de sécurité qui provoque une baisse excessive de la température de ses pneus. Après quinze tours, Hamilton devance Bottas, Räikkönen, Vettel, Kvyat, Nasr, Massa, Maldonado, Pérez et Button. La course est relancée au dix-septième tour et Hamilton conserve la tête devant Bottas en réalisant le meilleur tour en course avec ses pneus froids alors que Vettel dépasse Räikkönen. À l'issue des arrêts aux stands, Vettel réussit l'undercut et pointe devant Bottas tandis que Räikkönen a effectué la jonction avec son compatriote. Alors qu'Hamilton effectue son unique arrêt et repart sereinement en tête, Vettel passe Pérez. Après 38 tours, Hamilton devance Vettel, Pérez, Ricciardo, Bottas, Räikkönen, Sainz, Kvyat, Massa et  Button,,. 
Au tour suivant, Nasr passe Button et entre dans les points ; la lutte fait rage entre Kvyat qui résiste aux attaques de Massa. En tête de course, Pérez, Ricciardo, Bottas et Räikkönen, en lutte pour le podium, se tiennent dans un mouchoir. Vettel réalise le meilleur tour en course mais pointe encore à 12 secondes d'Hamilton. Massa passe Kvyat et s'empare de la huitième place puis son coéquipier Bottas dépasse Ricciardo et peut se lancer à l'attaque de Pérez qui souffre avec des pneus très usés. Räikkönen tente de passer Ricciardo par l'extérieur mais part au large et lui rend sa position. Au quarante-septième tour, Carlos Sainz part en tête-à-queue à cause d'un disque de freins cassé et termine sa course dans les barrières de protection après avoir perdu un morceau d'aileron en piste. Au tour suivant, Raïkkönen prend la cinquième place en dépassant Ricciardo qui abandonne quelques hectomètres plus tard sur problème de suspension. Dans le cinquante-et-unième tour, grâce à sa bonne vitesse de pointe, Pérez résiste pour la dernière fois à Bottas : dès la boucle suivante, dans le virage no 13, il est passé par Bottas et Räikkönen. Les deux Finlandais, désormais au coude à coude pour le gain de la troisième place, s'accrochent peu après : Bottas abandonne tandis que Räikkönen continue malgré son aileron cassé en s'attendant à une pénalisation en temps. Pérez récupère dès lors la troisième place,,. 
Hamilton remporte sa quarante-deuxième victoire en Formule 1 et rejoint ainsi son dauphin du jour, Sebastian Vettel. Sergio Pérez complète le podium devant Massa qui a dépassé Räikkönen au ralenti. Kvyat obtient la sixième place devant son public, suivi par Nasr, Maldonado, Button et Alonso. Peu après l'arrivée, Räikkönen est pénalisé de 30 secondes pour son accrochage avec Bottas et Alonso prend 5 secondes de pénalité pour avoir dépassé les limites de la piste à plusieurs reprises. Le classement est donc mis à jour à partir de la cinquième place, dévolue à Kvyat, qui devance Nasr, Maldonado, Räikkönen, Button et Max Verstappen qui entre dans les points aux dépens d'Alonso. Mercedes obtient dès l'issue de l'épreuve son second titre de champion du monde des constructeurs consécutif,,,. 
Lewis Hamilton conforte son avance en tête du championnat du monde, avec 66 points de plus que Sebastian Vettel (302 points contre 236). Rosberg, après son abandon, compte toujours 229 points mais descend à la troisième place, devant Kimi Räikkönen (123 points), Valtteri Bottas (111 points) et Felipe Massa (109 points). Daniil Kvyat (76 points) repasse devant son coéquipier Daniel Ricciardo (73 points) et Sergio Pérez (54 points) repasse devant Romain Grosjean (44 points). Mercedes, avec 531 points, remporte son second titre mondial des constructeurs, sur le même circuit qu'en 2014. La Scuderia Ferrari est deuxième avec 359 points tandis que Williams, avec 220 points, reste à la troisième place ; suivent Red Bull Racing (149 points), Force India (92 points) et Lotus F1 Team (66 points). La Scuderia Toro Rosso, avec 45 points, précède Sauber (34 points) et McLaren (19 points). Manor Marussia n'a pas encore inscrit de point.

### Grand Prix des États-Unis

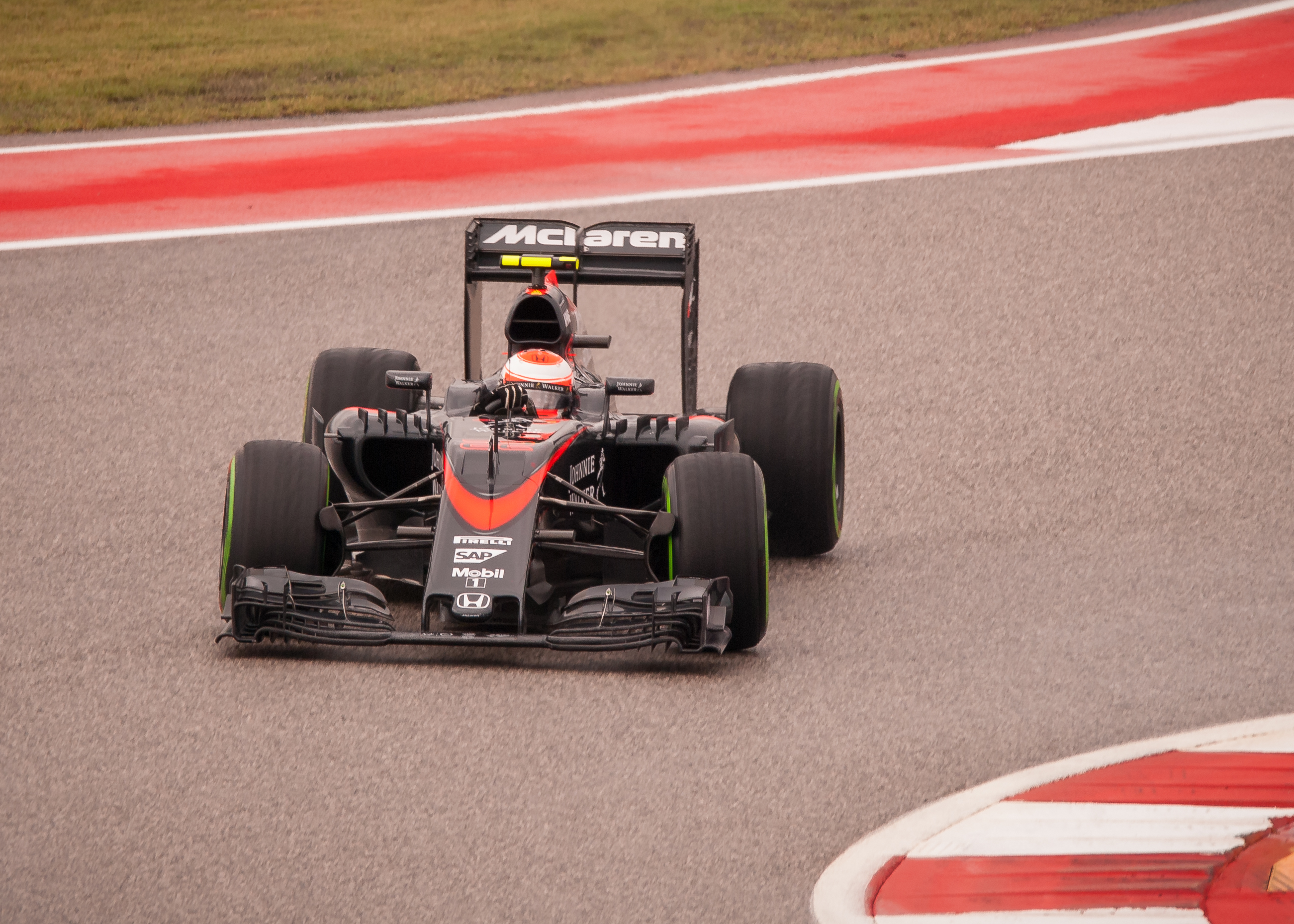
Jenson Button au Grand Prix des États-Unis 2015.

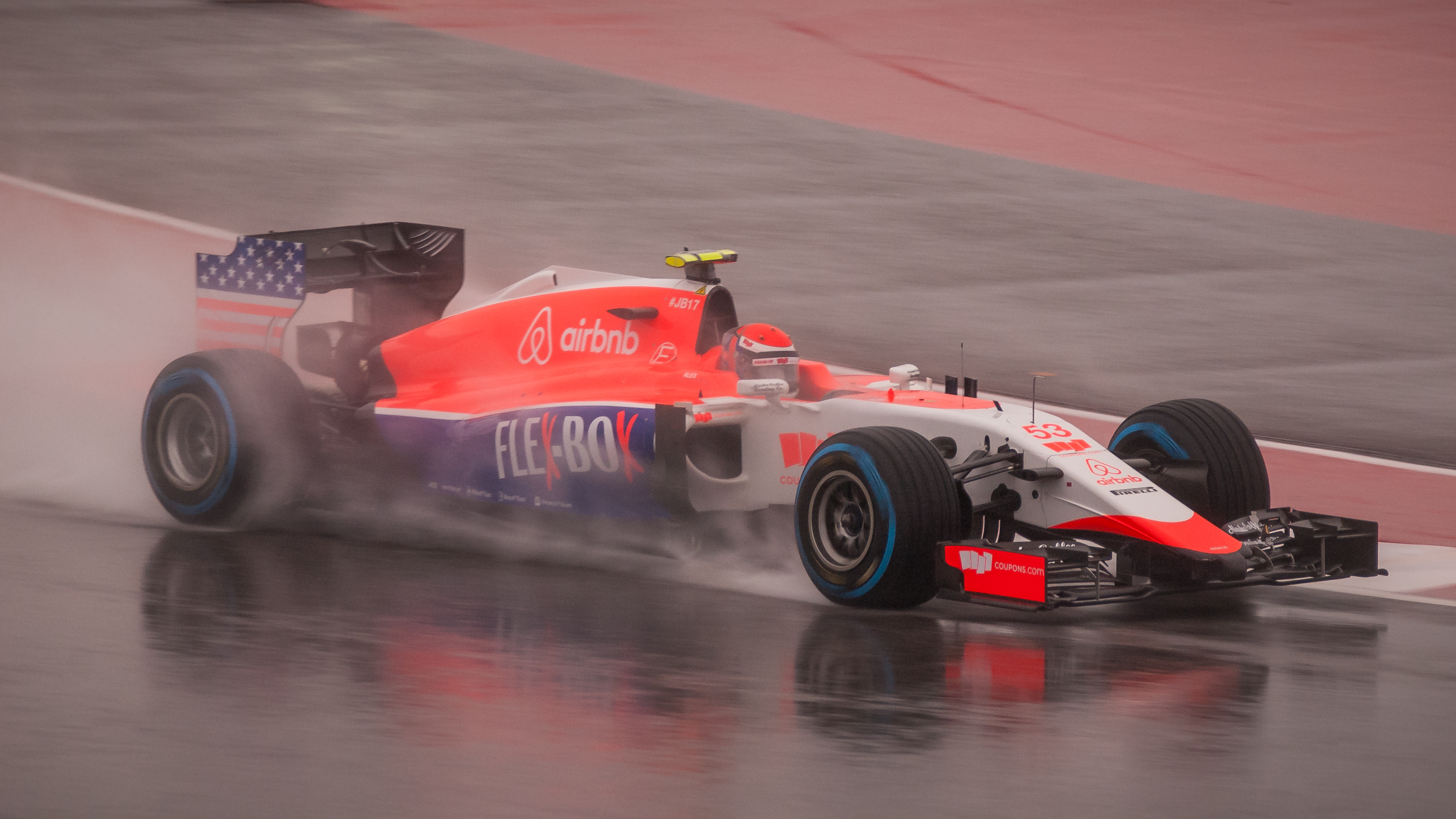
Alexander Rossi au Grand Prix des États-Unis 2015.

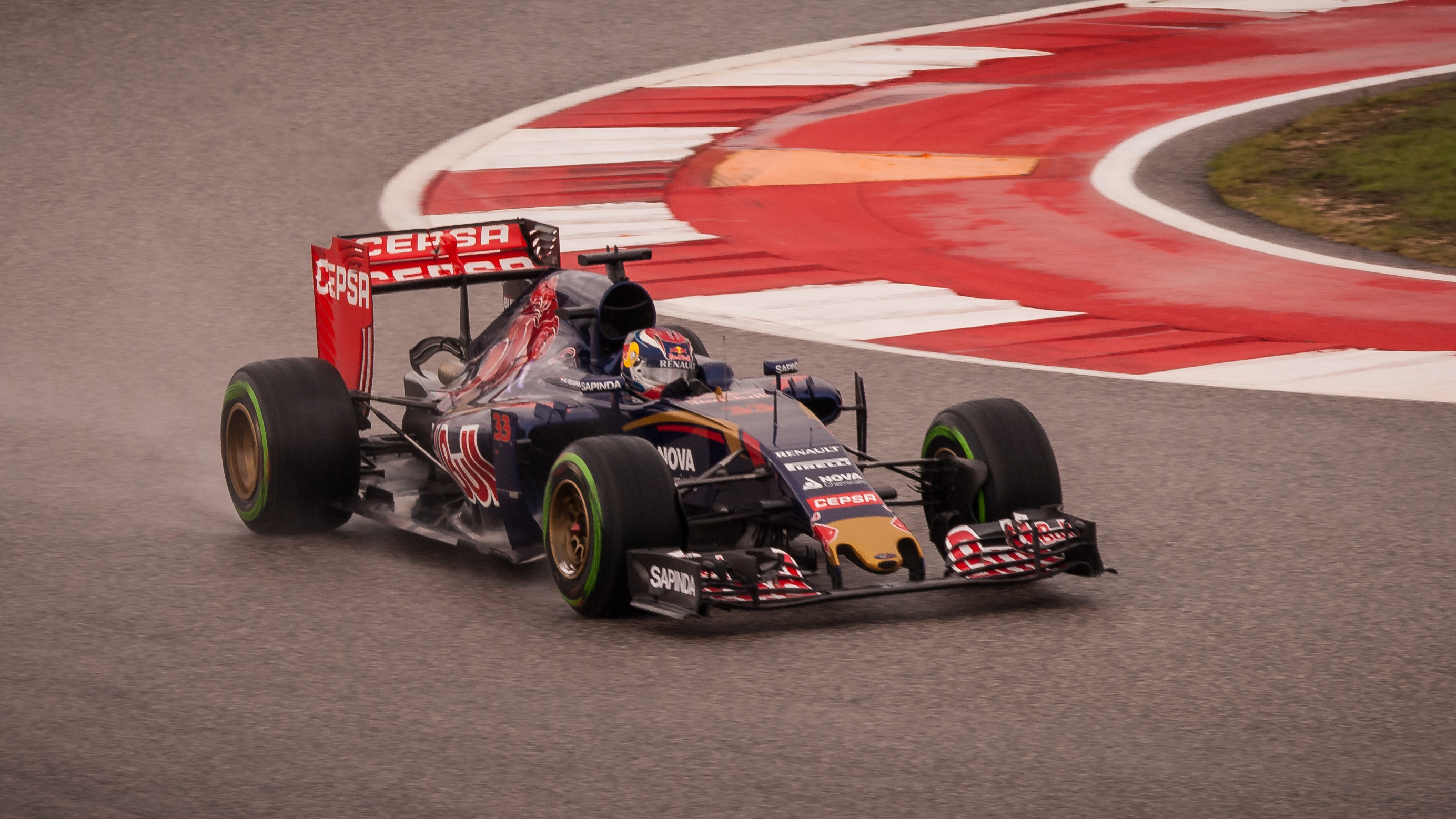
Max Verstappen au Grand Prix des États-Unis 2015.

Le départ du Grand Prix est donné sur une piste humide en voie d'assèchement. À l'extinction des feux, Lewis Hamilton, en première ligne, négocie le premier virage au côté de Nico Rosberg, parti de la pole position. À la sortie de la courbe, il ne laisse pas de place à son coéquipier allemand qui doit sortir de la piste pour éviter l'accrochage. Hamilton prend ainsi la tête de la course tandis que Rosberg chute en cinquième position puis repasse quatrième devant Sergio Pérez. Plus loin derrière, Valtteri Bottas touche Fernando Alonso au premier freinage et envoie l'Espagnol en tête-à-queue. Romain Grosjean est victime d'une crevaison à l'arrière-gauche et Felipe Nasr percute la Sauber C34 de son coéquipier Marcus Ericsson. Au premier passage sur la ligne de chronométrage, alors que Nasr et Bottas rentrent pour changer le museau de leur monoplace (Bottas en profitant pour chausser des pneus pour piste sèche), Hamilton devance Daniil Kvyat, Daniel Ricciardo, Rosberg, Pérez, Nico Hülkenberg, Sebastian Vettel, Max Verstappen, Jenson Button, Kimi Räikkönen, Carlos Sainz Jr. et Ericsson,,.
Bottas, qui perd 10 secondes par secteur chronométré sur ses rivaux est rappelé au stand à l'issue de son premier tour ; il abandonne quelques minutes plus tard sur une casse de suspension due à l'accrochage du départ. En tête de course, Daniil Kvyat menace Lewis Hamilton lorsque la direction de course impose une voiture de sécurité virtuelle pour permettre aux commissaires de piste de nettoyer les débris jonchant la piste. Hamilton devance Kvyat, Ricciardo, Rosberg, Pérez, Vettel, Verstappen, Räikkönen, Sainz, Hülkenberg, Button, Ericsson, Felipe Massa, Pastor Maldonado, Grosjean, Alonso, Alexander Rossi et Nasr. À la relance, au huitième tour, Rosberg dépasse immédiatement Ricciardo et Kvyat et pointe au second rang, juste derrière Hamilton,,.
Romain Grosjean passe les pneus pour piste sèche au terme du dixième passage et abandonne au tour suivant à cause des dégâts subis au départ. Alors que les Mercedes et les Red Bull se tiennent en moins de 2 secondes, Kvyat essaie de dépasser Rosberg au dernier freinage mais sort trop large et perd une position au profit de Ricciardo. Pérez, cinquième, retient derrière lui Vettel, Verstappen, Sainz, Räikkönen et Hülkenberg. Ricciardo, ayant dépassé Rosberg, s'attaque à Hamilton alors que Räikkönen, malgré des pneus en très mauvais état, harcèle Sainz pour le gain de la huitième place. Au quinzième tour, Ricciardo s'empare du commandement dans le dernier secteur et se détache immédiatement ; en trois tours, il porte son avance à 4 secondes. Button change ses pneus au dix-huitième tour, Hamilton (qui vient d'être dépassé par Rosberg), Vettel, Verstappen, Maldonado, Nasr et Rossi au tour suivant, Ricciardo, Rosberg, Kvyat, Pérez, Räikkönen, Sainz et Hülkenberg au vingtième. Räikkönen, piégé par le manque d'adhérence touche le mur et reprend le chemin des stands pour changer le museau de sa monoplace. Après cette salve de changements de pneus, Ricciardo mène l'épreuve devant Rosberg, Kvyat, Hamilton, Vettel, Verstappen, Sainz, Pérez, Hülkenberg, Massa et Button. Chaussées des pneus tendres, les Red Bull RB11 se montrent moins efficaces qu'en intermédiaires ; Rosberg dépasse Ricciardo au vingt-deuxième tour pour mener la course avec plus de trois secondes d'avance et, dans le même tour, Hamilton passe Kvyat, désormais sous la menace directe de Vettel, pour le gain de la troisième place. Peu après, Vettel ravit la quatrième place à Kvyat tandis que Massa abandonne sur bris de suspension consécutif à l'incident du début de course. Hamilton, qui a pris l'avantage sur Ricciardo dans le vingt-sixième tour, se lance à la poursuite de son coéquipier à plus de 10 secondes devant. Räikkönen et Ericsson abandonnent au tour suivant mais la monoplace du Suédois restée sur le bord de la piste provoque la sortie de la voiture de sécurité. Vettel, Hülkenberg, Sainz, Pérez et Button en profitent pour changer de pneus tandis que Rosberg, Hamilton, Ricciardo et Kvyat prennent le risque de rester en piste. Au trentième tour, derrière la voiture de sécurité, Rosberg devance Hamilton, Ricciardo, Kvyat, Vettel, Verstappen, Hülkenberg, Pérez, Button, Sainz, Maldonado et Alonso,,. 
Vettel dispose désormais de pneus durs pouvant aller jusqu'à l'arrivée tandis que Rosberg, Hamilton, Ricciardo et Kvyat sont en tendres. À la relance, au trente-troisième tour, Vettel dépasse Kvyat puis Ricciardo. Si l'Australien reprend l'avantage quelques centaines de mètres plus loin, Vettel repasse à l'attaque et prend définitivement l'avantage. Entretemps, les Mercedes ont porté leur avance à six secondes du pilote Ferrari. Ricciardo, dépassé par Verstappen, est désormais sous la menace d'Hülkenberg ; les deux pilotes s'accrochent et Hülkenberg abandonne, provoquant une nouvelle procédure de voiture de sécurité virtuelle afin de nettoyer les débris. Rosberg et Kvyat en profitent pour passer aux stands pour chausser des pneus tendres neufs. La course, relancée au quarantième tour, est menée par Hamilton qui devance Vettel, Rosberg, Verstappen, Button, Alonso, Pérez, Sainz, Maldonado, Kvyat, Ricciardo, Nasr et Rossi ,,. 
Dans le quarante-deuxième tour, avec ses pneus tendres neufs, Rosberg prend l'avantage sur Vettel et rattrape son coéquipier en tête avec des pneus tendres usés. Kvyat, en perdant le contrôle de sa monoplace après avoir mis deux roues dans l'herbe artificielle et tapé le rail, provoque une nouvelle sortie de la voiture de sécurité. Hamilton en profite pour chausser les pneus tendres, imité, à la surprise générale, par Vettel qui choisit de monter des pneus tendres plus performants même si ses pneus durs lui permettaient de rallier l'arrivée. Rosberg reprend dès lors le commandement devant Hamilton, Verstappen, Vettel, Alonso, Pérez, Ricciardo et Button. À la relance, au quarante-septième tour, Vettel passe Verstappen pour le gain de la troisième place. Au tour suivant, Nico Rosberg fait une erreur en « allumant » son train avant au freinage et sortant trop large : il cède ainsi le commandement à son équipier et, en contenant Vettel derrière lui, offre le titre de champion du monde à Hamilton. Plus loin, la lutte pour les places d'honneur fait rage entre Pérez, Button, Sainz et Maldonado. Hamilton remporte sa dixième victoire de la saison devant Rosberg et Vettel ; suivent pour les points Verstappen, Pérez, Button, Sainz, Maldonado, Nasr et Ricciardo,,.
Lewis Hamilton conserve son titre de champion du monde avec 76 points d'avance sur Sebastian Vettel (251 points) et 80 sur Nico Rosberg (247 points) alors qu'un maximum de 75 points restent en jeu lors des trois derniers Grand Prix de la saison. Kimi Räikkönen, après son abandon, compte toujours 123 points et conserve sa quatrième place devant Valtteri Bottas (111 points) et Felipe Massa (109 points) et Daniil Kvyat (76 points) qui n'ont pas marqué non plus. Le Russe reste devant son coéquipier Daniel Ricciardo (74 points) ; Sergio Pérez (64 points) conforte sa neuvième place et Max Verstappen (45 points) accède au dixième rang, devant Romain Grosjean (44 points). Mercedes, déjà champion du monde avec 574 points, accroît son avance sur Ferrari, deuxième avec 374 points tandis que Williams F1 Team, avec 220 points, reste à la troisième place ; suivent Red Bull Racing (150 points), Force India (102 points) et Lotus F1 Team (70 points). La Scuderia Toro Rosso, avec 63 points, précède Sauber (36 points) et McLaren Racing (27 points). Manor Marussia n'a pas encore inscrit de point.

### Grand Prix du Mexique

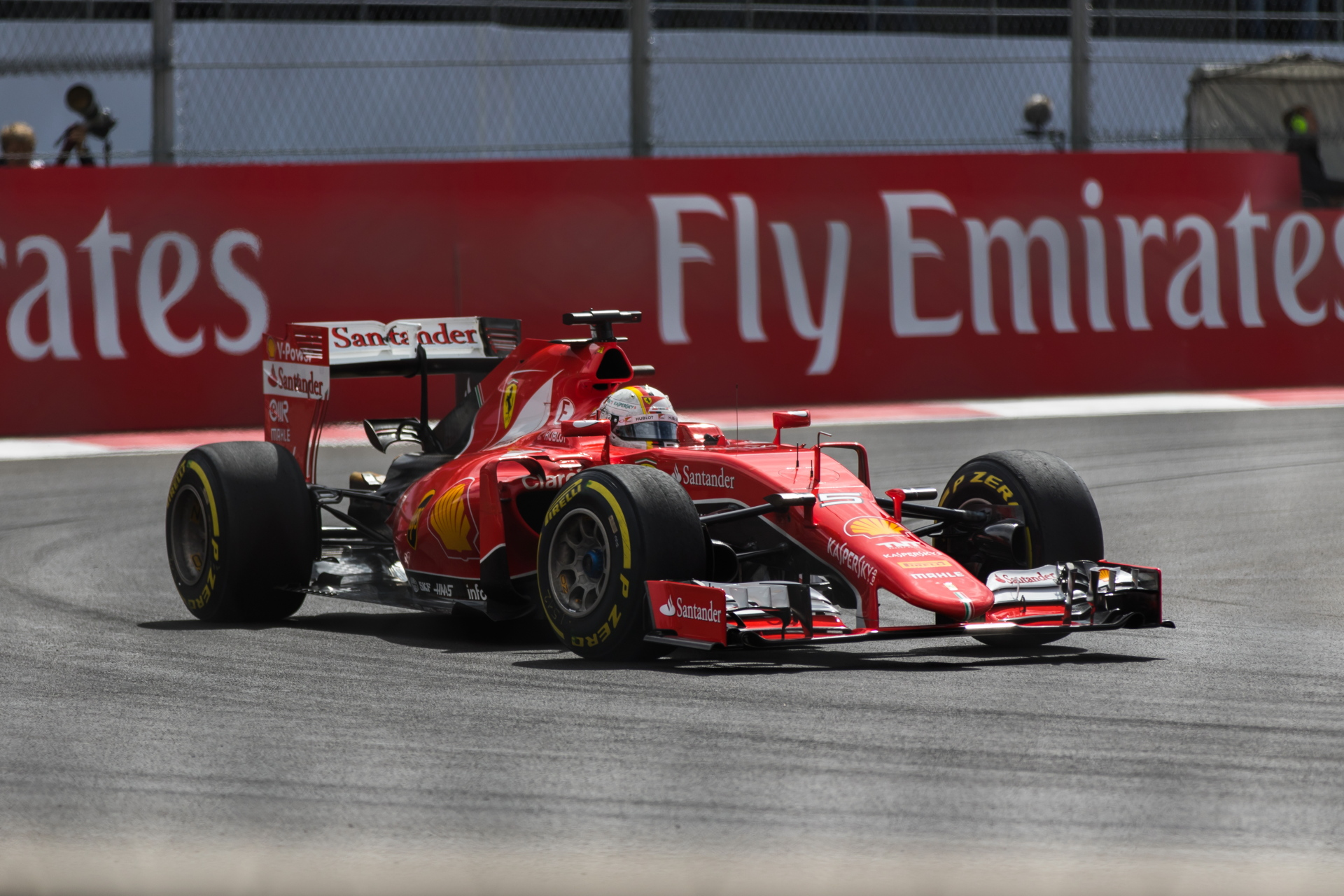
Vettel abandonne à Mexico en 2015.

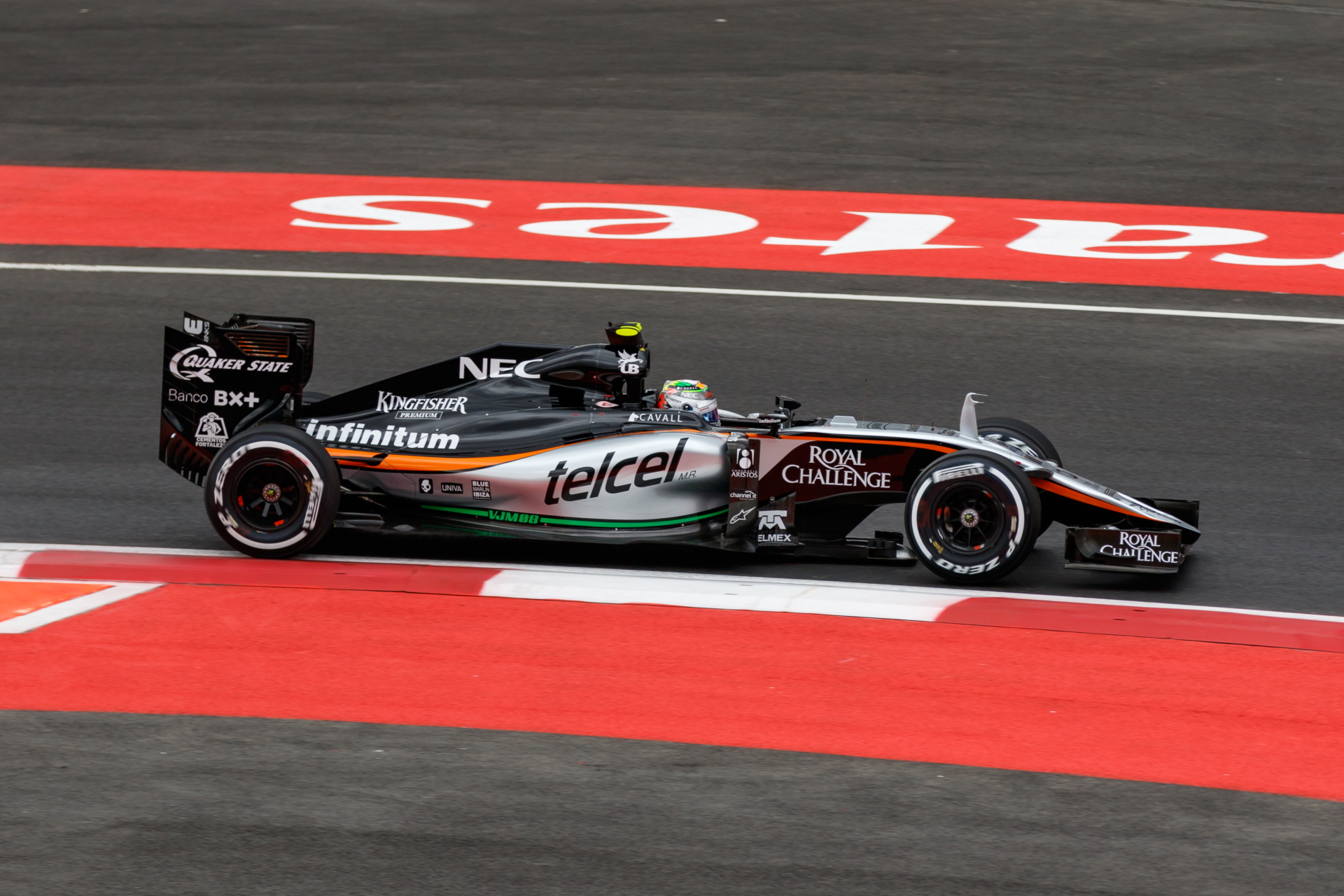
Sergio Pérez, pour son Grand Prix national, en 2015.

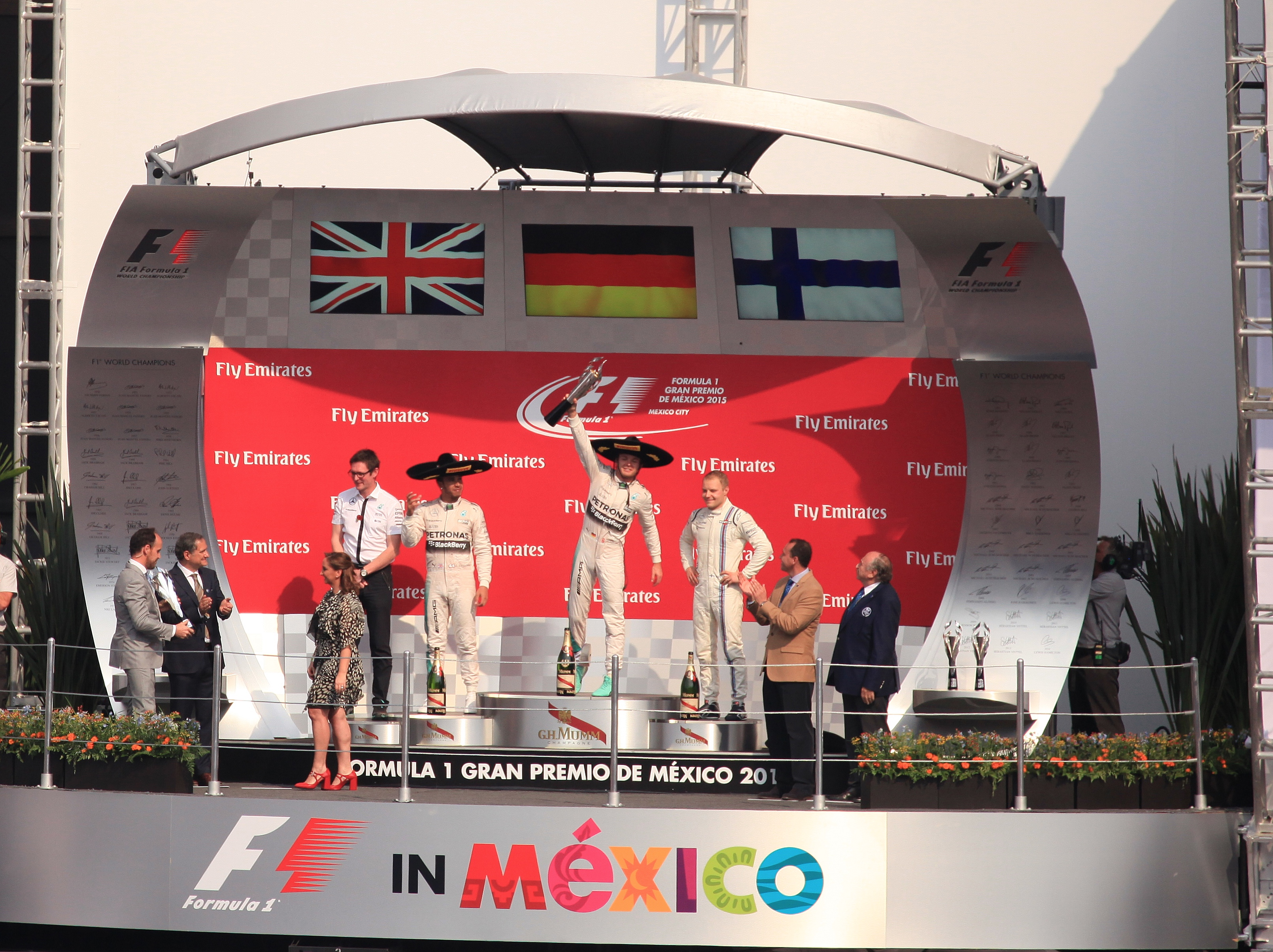
Rosberg, sur le podium, devant Hamilton et Bottas.

À l'extinction des feux, Nico Rosberg conserve l'avantage procuré par sa pole position tandis que Sebastian Vettel, parti de la troisième place, s'incline sur une attaque de Daniil Kvyat dès les premiers mètres ; Daniel Ricciardo, sur la seconde Red Bull RB11, touche ensuite la Ferrari de l'Allemand et provoque sa crevaison. Vettel, au ralenti, est dépassé par l'ensemble du peloton et chausse un train de pneus durs au terme de son premier passage ; Fernando Alonso, dont les rapports de boîte de vitesses ne passent pas correctement, le rejoint dans la voie des stands pour abandonner. À l'issue du premier tour, Rosberg devance son coéquipier Lewis Hamilton, Kvyat, Ricciardo, Valtteri Bottas, Max Verstappen, Felipe Massa, Sergio Pérez, Nico Hülkenberg et Carlos Sainz Jr.,,
Rosberg porte son avance sur son coéquipier à plus d'une seconde pour éviter qu'il active son aileron arrière mobile. Au quatrième tour, Bottas tente de passer Ricciardo dans la ligne droite mais l'Australien, en zigzaguant, résiste suffisamment. Kimi Raïkkönen, malgré un problème de surchauffe de ses freins, double les deux Sauber C34 et remonte à la treizième place. Dès le huitième tour, Bottas chausse les pneus durs dans le but de réaliser l'undercut sur les deux Red Bull qui le précédaient mais le choix stratégique de Williams F1 Team paraît contestable car si Massa et Hülkenberg l'imitent au tour suivant, les pilotes de tête vont réussir à boucler quinze tours de plus avec leurs pneus du départ. Après dix tours, les Mercedes ont plus de 7 secondes d'avance sur les Red Bull. Raïkkönen, après avoir dépassé Pastor Maldonado et Romain Grosjean, entre dans la zone des points. En pneus neufs, les Williams remontent peu à peu au classement tandis que Pérez, sixième, est désormais sous la pression directe de Sainz. Au quinzième tour, Rosberg dispose de 2 secondes d'avance sur Hamilton ; suivent Kvyat, Ricciardo, Verstappen, Pérez, Raïkkönen, Bottas, Massa et Hülkenberg. Loin derrière, Vettel tourne dans le même rythme que les Mercedes et remonte jusqu'à la onzième place lorsque, dans le dix-huitième tour, il part en tête-à-queue dans les esses du second secteur et rechute au seizième rang,,. 
Pérez, qui s'est arrêté pour chausser les pneus durs, ressort onzième, derrière Sainz qui l'a passé au freinage. Vettel se plaint d'un méplat sur son pneu tandis qu'au vingtième tour Rosberg porte son avance à 3 secondes sur son coéquipier. Comme à Sotchi un peu plus tôt dans la saison, Bottas et Räikkönen s'accrochent, au vingt-troisième passage : Bottas, derrière, tient la ligne intérieure en entrant dans le virage no 6 lorsque Räikkönen referme la porte ; il ne peut éviter un contact avec la roue arrière-droite de la Ferrari et provoque l'abandon de Räikkönen dont la suspension est brisée. Au vingt-septième passage, Rosberg cède le commandement, le temps de chausser les pneus durs. Hamilton s'arrête au tour suivant et ressort second, avec 3 secondes de retard. Il enchaîne alors les meilleurs tours en course pour mettre la pression sur Rosberg. Dans le peloton, Vettel, qui souffre avec ses pneus usés, ne peut pas dépasser Maldonado. Pérez, dixième, attaque les Toro Rosso STR10 de Verstappen et Sainz qui part à la faute en défendant sa position ; ayant coupé la piste, il laisse passer Pérez dans le stadium, devant une foule survoltée. Après trente-cinq tours, alors que tous les pilotes ont effectué leur premier arrêt, Rosberg devance Hamilton, Kvyat, Bottas, Massa, Ricciardo, Hülkenberg, Verstappen, Pérez et Sainz,,.
Au tour suivant, Rosberg possède encore 2 secondes d'avance sur son coéquipier ; Vettel s'arrête une deuxième fois, repart en pneus durs en quatorzième position et se fait prendre un tour par Rosberg. Pérez remonte sur Verstappen alors qu'en tête, les Mercedes ont presque 30 secondes d'avance sur Kvyat. Hamilton réalise le meilleur tour mais Rosberg réplique trois boucles plus tard et porte son avance à 3 secondes. Au quarante-septième tour, Rosberg surprend tout le monde en s'arrêtant à nouveau pour chausser les pneus durs. Il se plaint de ce changement, qui pourrait favoriser son coéquipier, auprès de ses ingénieurs qui intiment dans la foulée à Hamilton de faire de même peu après. Hamilton ne souhaite pas s'arrêter, estimant que ses pneus peuvent aller au bout ; son ingénieur obtient finalement gain de cause et le champion du monde coopère en râlant. Plus loin derrière, Kvyat, Bottas, Massa et Ricciardo se tiennent en moins de 7 secondes. Au cinquantième tour, Ricciardo est revenu dans le sillage de Felipe Massa, à l'agonie avec ses pneus, et le passe au tour suivant pour le gain de la cinquième place. Dans le même temps, Pérez profite d'une erreur de Verstappen pour le dépasser dans le stadium. Au tour suivant, Vettel perd le contrôle de sa Ferrari SF15-T et s'encastre dans le muret de protection, provoquant la sortie de la voiture de sécurité. Kvyat, Ricciardo et Massa en profitent pour s'arrêter tandis que Bottas s'arrête au tour suivant. Derrière la voiture de sécurité, Rosberg précède Hamilton, Kvyat, Bottas, Ricciardo, Massa, Hülkenberg, Pérez, Verstappen et Grosjean. Lorsque la course est relancée, après cinq tours au ralenti, Bottas dépasse Kvyat au premier freinage alors que les deux Mercedes font une légère excursion hors-piste, sans dommage. Felipe Nasr, victime de problèmes de freins, abandonne. Bottas, bien que plus lent que les Red Bull, garde sa position grâce à sa bonne vitesse de pointe. Hamilton peine à se rapprocher de Rosberg qui améliore le meilleur tour en course au soixante-huitième passage et remporte sa quatrième course de la saison. Hamilton assure un nouveau doublé pour Mercedes tandis que Valtteri Bottas termine troisième. Kvyat et Ricciardo terminent quatrième et cinquième, devant Massa ; suivent pour les points Hülkenberg, Pérez, Verstappen et Grosjean,,.  Ce Grand Prix est également marqué par le double abandon des pilotes Ferrari, ni Räikkönen ni Vettel n'étant classés à l'arrivée, ce qui est une première pour l'écurie de Maranello en dix saisons de Formule 1, ou 181 Grand Prix.
Lewis Hamilton mène désormais avec 345 points devant Rosberg  qui, avec 272 points, repasse devant Sebastian Vettel (251 points). Valtteri Bottas (126 points) prend l'avantage sur Kimi Räikkönen resté à 123 points) ; suivent Felipe Massa (117 points), Daniil Kvyat (88 points), Daniel Ricciardo (84 points) et Sergio Pérez (68 points). Mercedes, avec 617 points, augmente son avance sur Ferrari (374 points) et Williams (243 points) ; suivent Red Bull Racing (172 points), Force India (112 points) et Lotus (71 points). La Scuderia Toro Rosso, avec 65 points, précède Sauber (36 points) et McLaren (27 points). Manor Marussia n'a pas encore inscrit de point.

### Grand Prix du Brésil

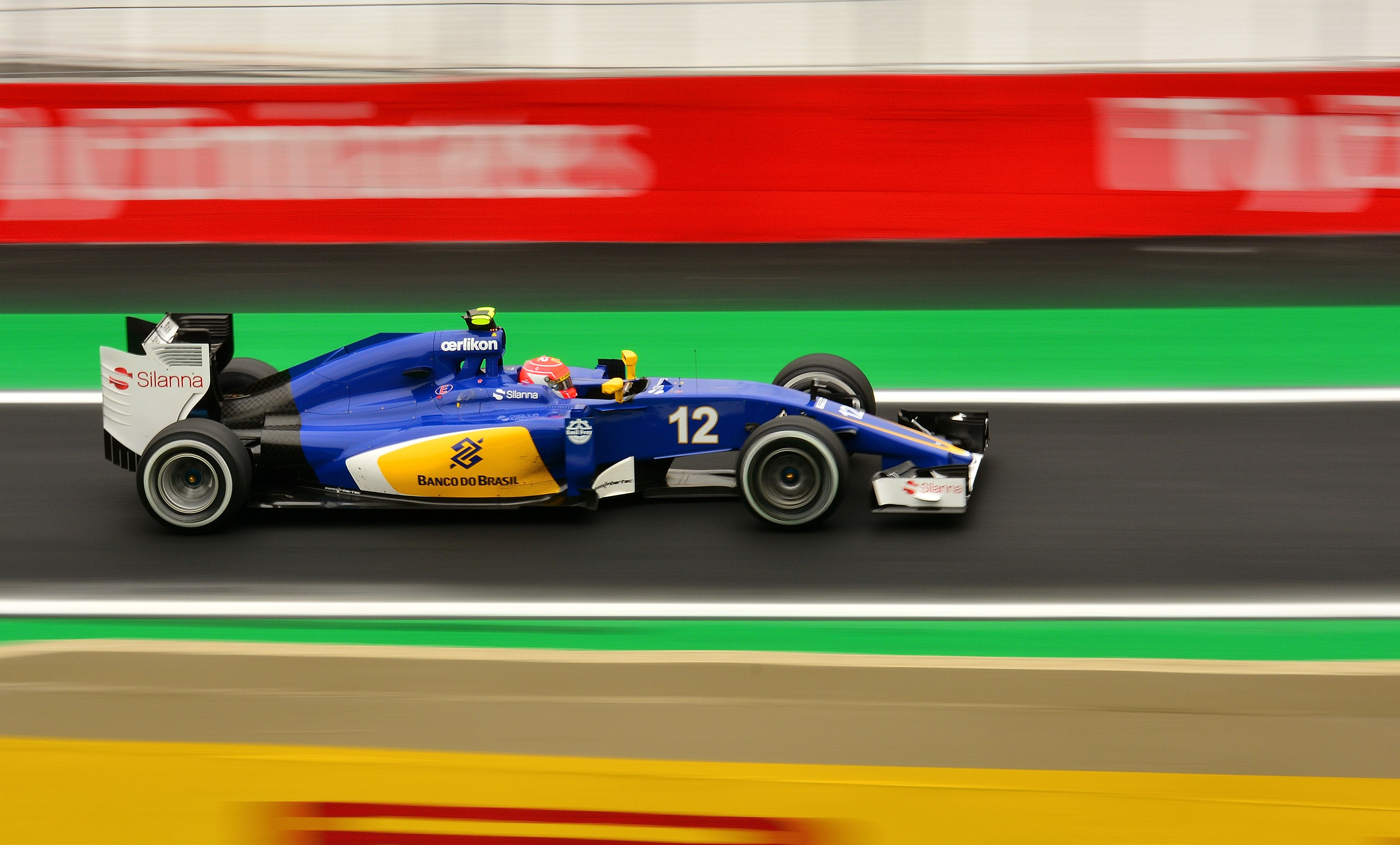
Felipe Nasr au Grand Prix du Brésil 2015.

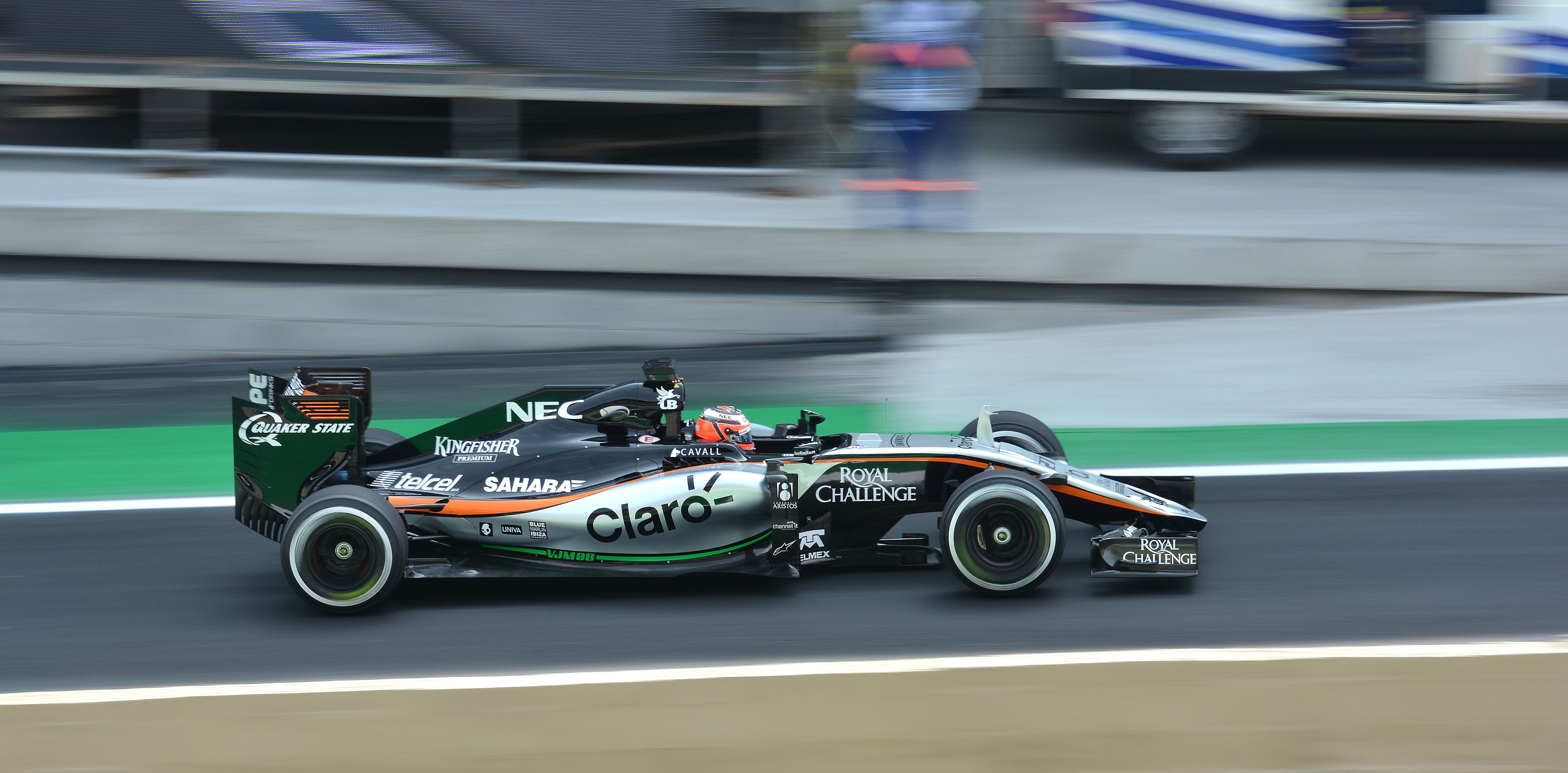
Nico Hülkenberg au Grand Prix du Brésil 2015.

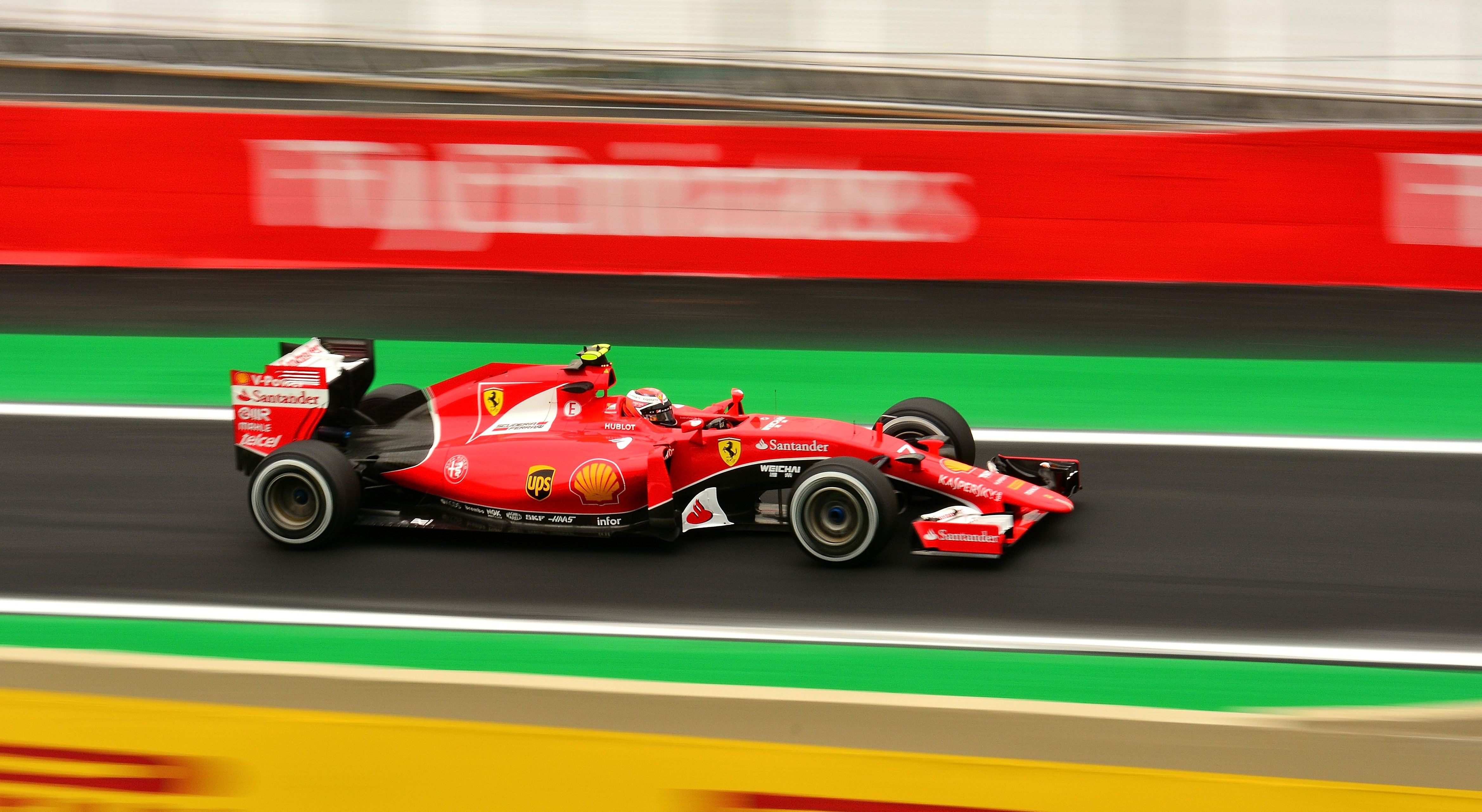
Kimi Räikkönen au Grand Prix du Brésil 2015.

Les pilotes prennent place sur la grille de départ, sur une piste sèche, sans Carlos Sainz Jr., victime d'une avarie lors de son tour de mise en grille. À l'extinction des feux, Nico Rosberg conserve l'avantage procuré par sa pole position et prend le premier virage devant son coéquipier Lewis Hamilton tandis que Valtteri Bottas s'empare de la cinquième position en dépassant Nico Hülkenberg. Le pilote de la Force India VJM08B, sous la menace directe désormais de Daniil Kvyat, perd une autre place au bout de la ligne droite du premier secteur. Sainz, parti de la voie des stands et dont la Toro Rosso STR10 se retrouve dépourvue de puissance, l'abandonne en bord de piste. Au premier passage sur la ligne de chronométrage, Rosberg précède Hamilton, Sebastian Vettel, Kimi Räikkönen, Bottas, Kvyat, Hülkenberg, Felipe Massa, Sergio Pérez et Max Verstappen,,.
Daniel Ricciardo passe les pneus durs dès le quatrième tour tandis que Nico Rosberg gagne une seconde sur son coéquipier. Après dix tours, Vettel est déjà repoussé à 4 secondes et Räikkönen à 7 secondes. Kvyat, Hülkenberg, Massa, Pérez et Romain Grosjean changent leurs pneus au onzième tour, imités peu après par Bottas, Verstappen, Räikkönen, Jenson Button et Marcus Ericsson. Rosberg, victime d'un arrêt un peu lent au treizième tour, reprend la tête après l'arrêt d'Hamilton, un tour plus tard. Au vingt-deuxième tour, alors que tous ont effectué leur changement de pneumatiques, Rosberg possède moins d'une seconde d'avance sur Hamilton et près de sept secondes sur Vettel ; suivent Räikkönen, Bottas, Hülkenberg, Pastor Maldonado, Kvyat, Massa, Pérez, Verstappen et Grosjean. Hamilton, en modifiant sa cartographie moteur, tente de rester dans la même seconde que Rosberg afin d'activer son aileron arrière mobile et envisager de le dépasser. Si Rosberg est, à plusieurs reprises, en délicatesse dans le premier freinage, il reprend l'avantage dans la ligne droite suivante. Hamilton, qui ne trouve pas l'ouverture, demande à son équipe de revoir la stratégie des arrêts en course pour le dépasser via les stands mais se voit rappeler la règle interne établissant que le pilote de tête a la primeur du choix et que son équipier doit se caler dessus pour assurer l'équité. Hamilton, qui craint que ses pneumatiques se dégradent trop vite, décide dès lors de baisser son rythme ; l'écart passe à trois secondes en quelques boucles,,.
Max Verstappen se porte à l'extérieur de la Force India de Sergio Pérez à l'abord des esses de Senna et garde sa position à l'intérieur de l'enchaînement au prix d'un passage appuyé sur les vibreurs. Pérez, visiblement surpris par cette manœuvre perd sa neuvième position, puis la dixième, Grosjean se faufilant dans la foulée. Rosberg observe son second arrêt au trente-troisième tour ;  Hamilton qui s'arrête un tour plus tard, se retrouve bloqué par Räikkönen aux prises avec Fernando Alonso qui évolue à un tour des hommes de tête. Trois tours plus tard, Maldonado est sanctionné pour avoir heurté Ericsson dans le premier freinage. Felipe Massa est également sous le coup d'une sanction, les commissaires de course évoquant une irrégularité des températures et pressions de pneumatiques de la Williams FW37,,.
Räikkönen économise ses pneumatiques dans le but de changer de stratégie en n'effectuant que deux arrêts au lieu des trois initialement prévus. Hamilton prend soin de rester à trois secondes de Rosberg pendant plusieurs tours puis hausse son rythme juste avant l'ultime arrêt de son rival dans l'espoir de le passer ; Vettel, troisième, évolue toujours à plus de dix secondes des pilotes Mercedes. Après son arrêt, dans le cinquantième tour, une boucle après Rosberg, Hamilton doit combler un écart de 2 secondes. Il profite du trafic dense dont doit se défaire Rosberg pour lui reprendre une seconde mais ne peut pas revenir suffisamment pour activer son aileron arrière mobile et envisager un dépassement. Rosberg remporte sa cinquième victoire de la saison et s'assure ainsi d'un titre honorifique de vice-champion du monde. Hamilton termine second devant Vettel ; suivent Räikkönen, Bottas, Hülkenberg, Kvyat, Massa, Grosjean et Verstappen. Massa, sous enquête des commissaires, est finalement exclu, ce qui permet à Pastor Maldonado de rentrer dans les points,,.
Derrière Lewis Hamilton, champion du monde (363 points), Rosberg s'assure la place de vice-champion avec 297 points tandis que Sebastian Vettel, avec 266 points, est définitivement troisième. À la quatrième place, Valtteri Bottas (136 points) conserve de peu son avantage sur Kimi Räikkönen (135 points) ; suivent Felipe Massa (117 points), Daniil Kvyat (94 points), Daniel Ricciardo (84 points) et Sergio Pérez (68 points). Mercedes, déjà titré, possède désormais 660 points et devance Ferrari (401 points) définitivement deuxième et Williams (253 points), assurée de la troisième place ; suivent Red Bull Racing (178 points), Force India (120 points) et Lotus (76 points). La Scuderia Toro Rosso, avec 67 points, précède Sauber (36 points) et McLaren (27 points). Manor Marussia n'a pas encore inscrit de point.

### Grand Prix d'Abou Dabi

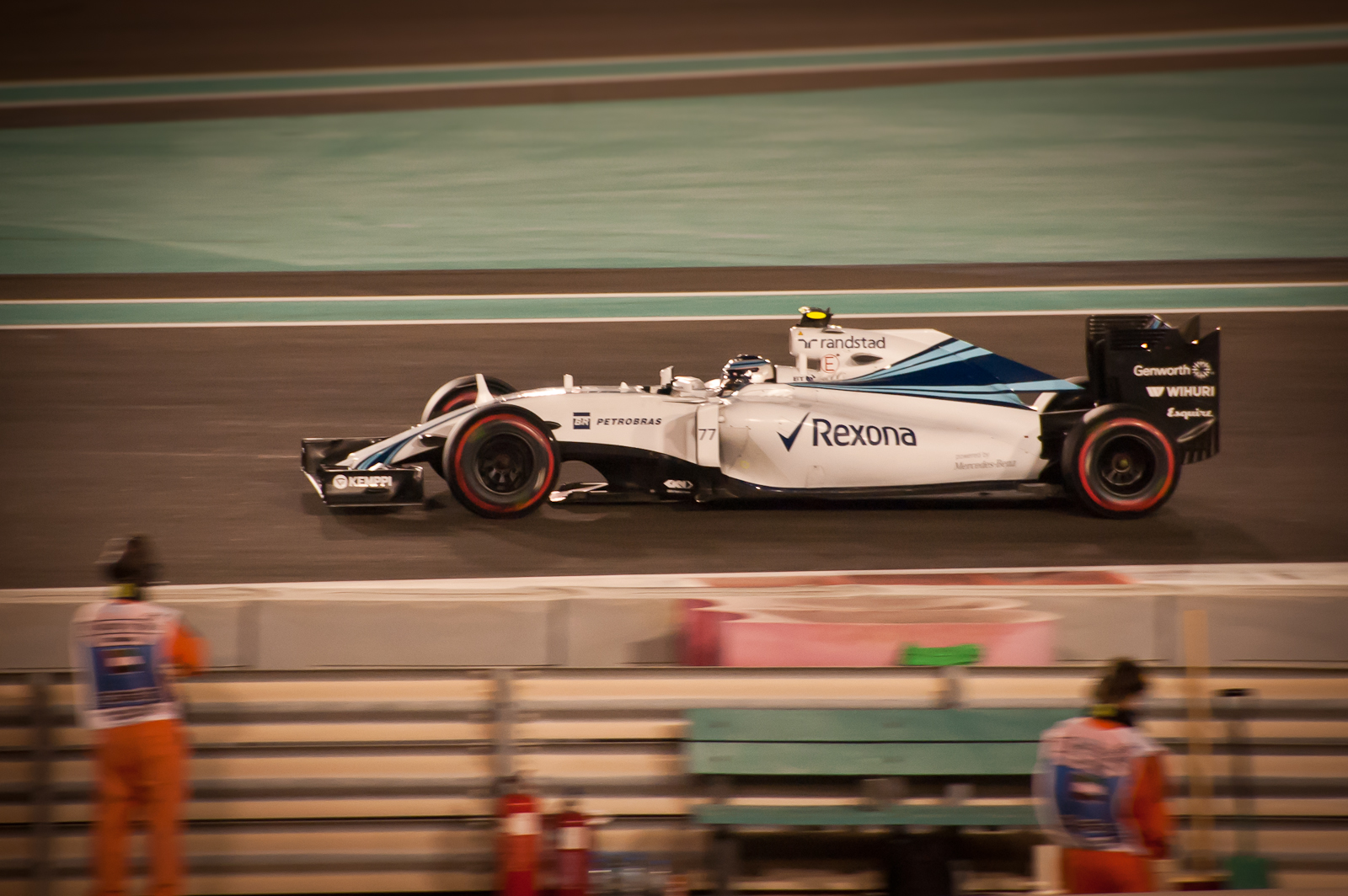
Valtteri Bottas au Grand Prix d'Abou Dabi 2015.

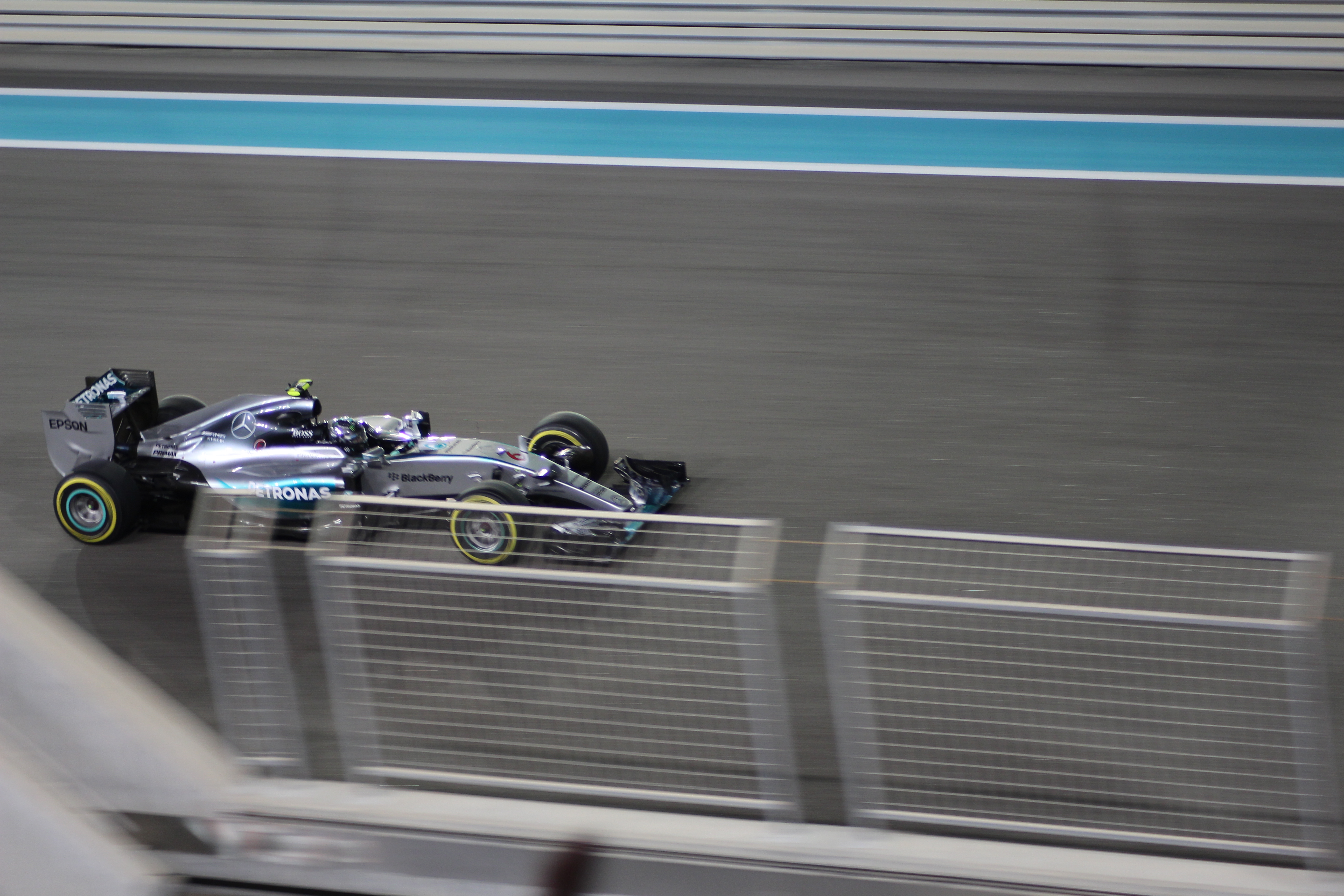
Nico Rosberg au Grand Prix d'Abou Dabi 2015.

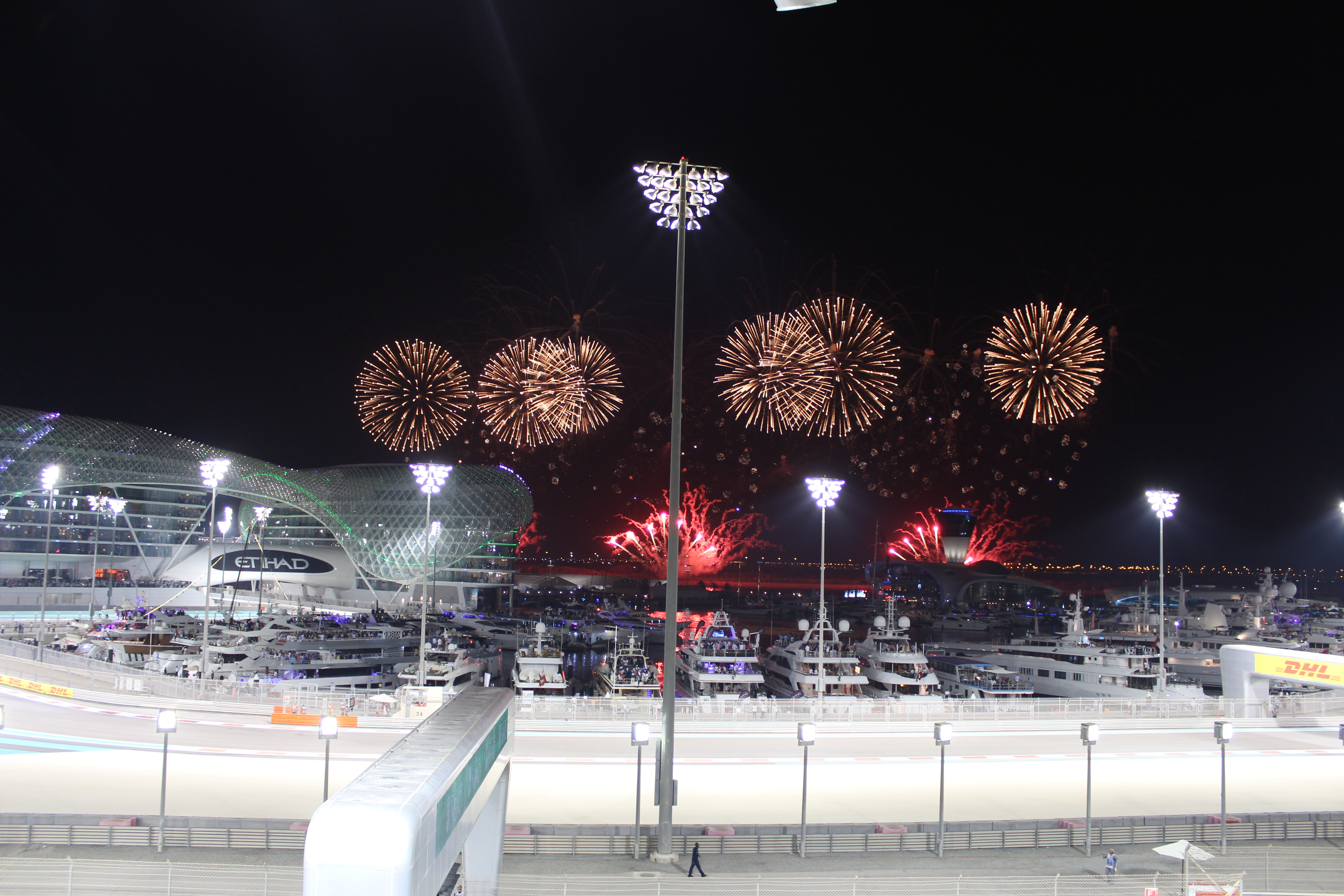
Le feu d'artifice clôturant la saison 2015.

Romain Grosjean, après un changement de la boîte de vitesses de sa Lotus E23 Hybrid, s'élance de la dernière place de la grille de départ tandis que Roberto Merhi part depuis la voie des stands. Tous les pilotes s'élancent chaussés des pneumatiques « supertendres », à l'exception des pilotes de fond de grille que sont Sebastian Vettel (quinzième), Marcus Ericsson (dix-septième), Grosjean, Will Stevens (dix-neuvième) et Merhi. À l'extinction des feux, Nico Rosberg, en pole position, garde l'avantage dans le premier virage. Son coéquipier Lewis Hamilton, qui a plus de difficulté pour se lancer, doit contenir les attaques de Kimi Räikkönen et Sergio Pérez ; il conserve toutefois sa deuxième place. Un peu plus tard, dans le premier secteur, Pastor Maldonado perd le contrôle de sa Lotus après un contact avec la Sauber C34 de Felipe Nasr, et échoue contre Fernando Alonso ; alors que Maldonado, victime d'un bris de suspension, doit abandonner, l'Espagnol rejoint son stand au ralenti à cause d'une crevaison à l'avant droit de sa McLaren MP4-30 ; les commissaires de course le pénalisent alors d'un drive through, estimant qu'il est à l'origine du contact initial entre les deux concurrents sud-américains. Le premier tour offre de nombreuses manœuvres de dépassement et beaucoup de batailles rapprochées. Ainsi, Les Red Bull RB11, Toro Rosso STR10 et Williams FW37 se livrent à d'âpres luttes aux termes desquelles Nico Hülkenberg, au volant de sa Force India VJM08B, accède à la cinquième place tandis que Carlos Sainz Jr. gagne trois positions dans les deux premiers virages. Rosberg boucle le premier tour en tête, devant Hamilton, Räikkönen, Pérez, Hülkenberg, Daniel Ricciardo, Felipe Massa, Sainz, Daniil Kvyat et Valtteri Bottas,,.
Rosberg se met immédiatement à l'abri de l'utilisation, par son équipier Hamilton, de l'aileron arrière mobile et porte son avance à près de 2 secondes au cinquième tour ; après dix tours, elle passe à 5 secondes. Kvyat change le premier ses pneus, au sixième tour. Il est suivi par Pérez, Ricciardo et Massa au septième tour, Hülkenberg et Sainz au suivant, Bottas, Max Verstappen, Jenson Button et Alonso au neuvième. Bottas, relâché par le stand Williams F1 Team au moment où Button rejoint son emplacement, le percute et endommage son aileron avant ; il doit faire un tour complet avant de regagner son stand pour effectuer les réparations et écope d'une pénalité de 5 secondes ajoutées à son temps de course. Rosberg, Räikkönen et Hamilton stoppent avant le douzième tour. Hamilton ressort en troisième position, derrière Vettel qui est parti en pneus durs et ne s'est pas arrêté,,. 
Hamilton dépasse Vettel dans le quatorzième tour et, au tour suivant, compte 7 secondes de retard sur Rosberg. Au vingtième tour, Rosberg compte presque 6 secondes d'avance sur Hamilton ; suivent  Räikkönen à 10 secondes, Vettel, Pérez, Grosjean, Ricciardo, Hülkenberg, Massa, Kvyat, Verstappen et Sainz. Verstappen, qui a fait un plat sur ses pneus, s'arrête au vingt-et-unième tour. Vettel et Grosjean, tous deux sur des stratégies décalées, effectuent leur premier changement au vingt-quatrième tour. Vettel chausse à nouveau les pneus les plus durs pour un sprint final en « supertendres ». Dans le même temps, Hamilton, après avec trois meilleurs tours en course consécutifs, réduit son retard sur son coéquipier à 2,5 secondes. Hülkenberg effectue son arrêt au vingt-cinquième tour et Kvyat au suivant. Ricciardo, Massa, Nasr, Pérez, Button, Sainz et Bottas stoppent entre les vingt-septième et trentième tours. Rosberg, qui ne possède plus que 1,3 seconde d'avance sur Hamilton, passe les pneus durs au trente-deuxième tour ; Räikkönen s'arrête longuement à la boucle suivante tandis que Vettel chausse les pneus les plus tendres au quarantième tour, deux boucles avant Hamilton qui choisit de ressortir avec les pneus durs alors qu'il pouvait disposer de « supertendres », plus frais de dix tours que ceux de Rosberg, lui permettant de combler son retard avoisinant les dix secondes,,. 
Alors qu'il reste treize tours à couvrir, Rosberg mène l'épreuve avec 12 secondes d'avance sur son coéquipier qui aligne les tours rapides ; le Britannique revient ainsi à 8 secondes au quarante-septième tour mais ne peut prétendre à la victoire. Rosberg remporte ainsi son sixième succès cette saison, le quatorzième de sa carrière, son troisième consécutif, ce qui ne lui était encore jamais arrivé. Derrière ce duo, Räikkönen conserve la troisième place, devant Vettel, Pérez, Ricciardo, Hülkenberg, Massa, Grosjean (qui termine la course à un rythme effréné grâce à son choix pneumatique décalé) et Kvyat,,.
Lewis Hamilton porte son score de champion du monde à 381 points, devant Rosberg (322 points) et Sebastian Vettel (278 points). Kimi Räikkönen termine quatrième avec 150 points, devant Valtteri Bottas (136 points) et Felipe Massa (121 points) ; suivent Daniil Kvyat (95 points), Daniel Ricciardo (92 points) et Sergio Pérez (78 points). Mercedes Grand Prix, avec 703 points, termine devant la Scuderia Ferrari (428 points) et Williams F1 Team (257 points) ; suivent Red Bull Racing (187 points), Force India (136 points) et Lotus F1 Team (78 points). La Scuderia Toro Rosso, avec 67 points, précède Sauber (36 points) et McLaren Racing (27 points). Manor Marussia F1 Team n'a pas inscrit de point cette saison.

## Classement saison 2015

### Attribution des points

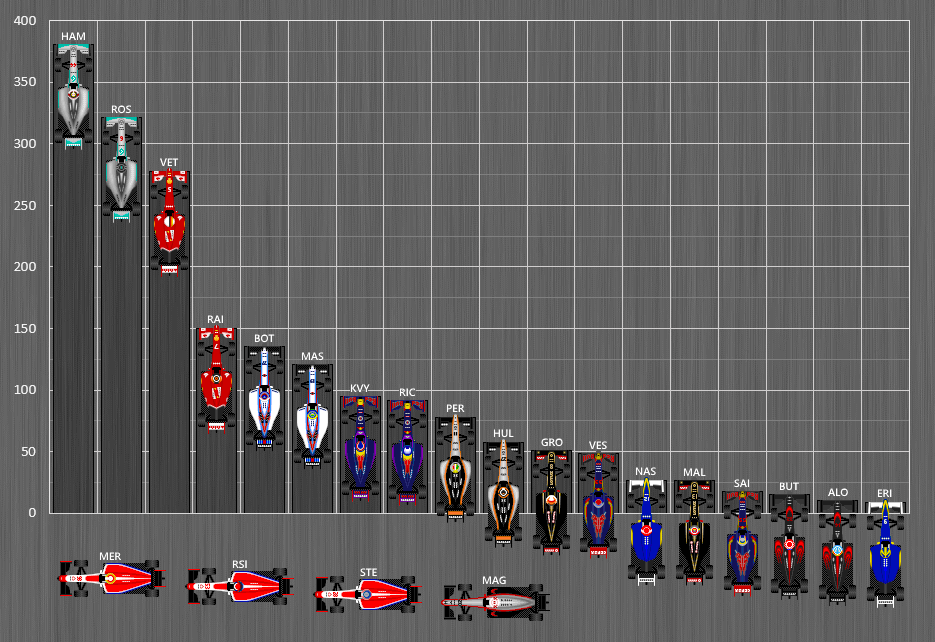
Classement pilotes.

| Position | 1er | 2e | 3e | 4e | 5e | 6e | 7e | 8e | 9e | 10e |
| -------- | --- | -- | -- | -- | -- | -- | -- | -- | -- | --- |
| Points   | 25  | 18 | 15 | 12 | 10 | 8  | 6  | 4  | 2  | 1   |

### Pilotes
| Pos.     | Pilotes          | AUS  | MAL  | CHI  | BAH  | ESP  | MON  | CAN  | AUT  | GBR  | HUN  | BEL  | ITA  | SIN  | JAP | RUS  | USA  | MEX  | BRA  | UAE  | Points |
| -------- | ---------------- | ---- | ---- | ---- | ---- | ---- | ---- | ---- | ---- | ---- | ---- | ---- | ---- | ---- | --- | ---- | ---- | ---- | ---- | ---- | ------ |
| Champion | Lewis Hamilton   | 25   | 18   | 25   | 25   | 18   | 15   | 25   | 18   | 25   | 8    | 25   | 25   | Abd. | 25  | 25   | 25   | 18   | 18   | 18   | 381    |
| 2        | Nico Rosberg     | 18   | 15   | 18   | 15   | 25   | 25   | 18   | 25   | 18   | 4    | 18   | 0*   | 12   | 18  | Abd. | 18   | 25   | 25   | 25   | 322    |
| 3        | Sebastian Vettel | 15   | 25   | 15   | 10   | 15   | 18   | 10   | 12   | 15   | 25   | 0    | 18   | 25   | 15  | 18   | 15   | Abd. | 15   | 12   | 278    |
| 4        | Kimi Räikkönen   | Abd. | 12   | 12   | 18   | 10   | 8    | 12   | Abd. | 4    | Abd. | 6    | 10   | 15   | 12  | 4    | Abd. | Abd. | 12   | 15   | 150    |
| 5        | Valtteri Bottas  | Np.  | 10   | 8    | 12   | 12   | 0    | 15   | 10   | 10   | 0    | 2    | 12   | 10   | 10  | 0    | Abd. | 15   | 10   | 0    | 136    |
| 6        | Felipe Massa     | 12   | 8    | 10   | 1    | 8    | 0    | 8    | 15   | 12   | 0    | 8    | 15   | Abd. | 0   | 12   | Abd. | 8    | Dsq. | 4    | 121    |
| 7        | Daniil Kvyat     | Np.  | 2    | Abd. | 2    | 1    | 12   | 2    | 0    | 8    | 18   | 12   | 1    | 8    | 0   | 10   | Abd. | 12   | 6    | 1    | 95     |
| 8        | Daniel Ricciardo | 8    | 1    | 2    | 8    | 6    | 10   | 0    | 1    | Abd. | 15   | Abd. | 4    | 18   | 0   | 0    | 1    | 10   | 0    | 8    | 92     |
| 9        | Sergio Pérez     | 1    | 0    | 0    | 4    | 0    | 6    | 0    | 2    | 2    | Abd. | 10   | 8    | 6    | 0   | 15   | 10   | 4    | 0    | 10   | 78     |
| 10       | Nico Hülkenberg  | 6    | 0    | Abd. | 0    | 0    | 0    | 4    | 8    | 6    | Abd. | Np.  | 6    | Abd. | 8   | Abd. | Abd. | 6    | 8    | 6    | 58     |
| 11       | Romain Grosjean  | Abd. | 0    | 6    | 6    | 4    | 0    | 1    | Abd. | Abd. | 6    | 15   | Abd. | 0    | 6   | Abd. | Abd. | 1    | 4    | 2    | 51     |
| 12       | Max Verstappen   | Abd. | 6    | 0*   | Abd. | 0    | Abd. | 0    | 4    | Abd. | 12   | 4    | 0    | 4    | 2   | 1    | 12   | 2    | 2    | 0    | 49     |
| 13       | Felipe Nasr      | 10   | 0    | 4    | 0    | 0    | 2    | 0    | 0    | Np.  | 0    | 0    | 0    | 1    | 0*  | 8    | 2    | Abd. | 0    | 0    | 27     |
| 14       | Pastor Maldonado | Abd. | Abd. | Abd. | 0    | Abd. | Abd. | 6    | 6    | Abd. | 0    | Abd. | Abd. | 0    | 4   | 6    | 4    | 0    | 1    | Abd. | 27     |
| 15       | Carlos Sainz Jr. | 2    | 4    | 0    | Abd. | 2    | 1    | 0    | Abd. | Abd. | Abd. | Abd. | 0    | 2    | 1   | Abd. | 6    | 0    | Abd. | 0    | 18     |
| 16       | Jenson Button    | 0    | Abd. | 0    | Np.  | 0    | 4    | Abd. | Abd. | Abd. | 2    | 0    | 0    | Abd. | 0   | 2    | 8    | 0    | 0    | 0    | 16     |
| 17       | Fernando Alonso  |      | Abd. | 0    | 0    | Abd. | Abd. | Abd. | Abd. | 1    | 10   | 0    | 0*   | Abd. | 0   | 0    | 0    | Abd. | 0    | 0    | 11     |
| 18       | Marcus Ericsson  | 4    | Abd. | 1    | 0    | 0    | 0    | 0    | 0    | 0    | 1    | 1    | 2    | 0    | 0   | Abd. | Abd. | 0    | 0    | 0    | 9      |
| 19       | Roberto Merhi    |      | 0    | 0    | 0    | 0    | 0    | Abd. | 0    | 0    | 0    | 0    | 0    |      |     | 0    |      |      |      | 0    | 0      |
| 20       | Alexander Rossi  |      |      |      |      |      |      |      |      |      |      |      |      | 0    | 0   |      | 0    | 0    | 0    |      | 0      |
| 21       | Will Stevens     |      | Np.  | 0    | 0    | 0    | 0    | 0    | Abd. | 0    | 0    | 0    | 0    | 0    | 0   | 0    | Abd. | 0    | 0    | 0    | 0      |

### Constructeurs
| Pos.  | Constructeurs           | Pilotes | AUS  | MAL  | CHI  | BAH  | ESP  | MON  | CAN  | AUT  | GBR  | HUN  | BEL  | ITA  | SIN  | JAP | RUS  | USA  | MEX  | BRA  | UAE  | Points |
| ----- | ----------------------- | ------- | ---- | ---- | ---- | ---- | ---- | ---- | ---- | ---- | ---- | ---- | ---- | ---- | ---- | --- | ---- | ---- | ---- | ---- | ---- | ------ |
| Chmp. | Mercedes                | HAM     | 25   | 18   | 25   | 25   | 18   | 15   | 25   | 18   | 25   | 8    | 25   | 25   | Abd. | 25  | 25   | 25   | 18   | 18   | 18   | 703    |
| Chmp. | Mercedes                | ROS     | 18   | 15   | 18   | 15   | 25   | 25   | 18   | 25   | 18   | 4    | 18   | 0*   | 12   | 18  | Abd. | 18   | 25   | 25   | 25   | 703    |
| 2     | Ferrari                 | VET     | 15   | 25   | 15   | 10   | 15   | 18   | 10   | 12   | 15   | 25   | 0    | 18   | 25   | 15  | 18   | 15   | Abd. | 15   | 12   | 428    |
| 2     | Ferrari                 | RAI     | Abd. | 12   | 12   | 18   | 10   | 8    | 12   | Abd. | 4    | Abd. | 6    | 10   | 15   | 12  | 4    | Abd. | Abd. | 12   | 15   | 428    |
| 3     | Williams- Mercedes      | BOT     | Np.  | 10   | 8    | 12   | 12   | 0    | 15   | 10   | 10   | 0    | 2    | 12   | 10   | 10  | 0    | Abd. | 15   | 10   | 0    | 257    |
| 3     | Williams- Mercedes      | MAS     | 12   | 8    | 10   | 1    | 8    | 0    | 8    | 15   | 12   | 0    | 8    | 15   | Abd. | 0   | 12   | Abd. | 8    | Dsq. | 4    | 257    |
| 4     | Red Bull- Renault       | KVY     | Np.  | 2    | Abd. | 2    | 1    | 12   | 2    | 0    | 8    | 18   | 12   | 1    | 8    | 0   | 10   | Abd. | 12   | 6    | 1    | 187    |
| 4     | Red Bull- Renault       | RIC     | 8    | 1    | 2    | 8    | 6    | 10   | 0    | 1    | Abd. | 15   | Abd. | 5    | 18   | 0   | 0    | 1    | 10   | 0    | 8    | 187    |
| 5     | Force India- Mercedes   | PER     | 1    | 0    | 0    | 4    | 0    | 6    | 0    | 2    | 2    | Abd. | 10   | 8    | 6    | 0   | 15   | 10   | 4    | 0    | 10   | 136    |
| 5     | Force India- Mercedes   | HUL     | 6    | 0    | Abd. | 0    | 0    | 0    | 4    | 8    | 6    | Abd. | Np.  | 6    | Abd. | 8   | Abd. | Abd. | 6    | 8    | 6    | 136    |
| 6     | Lotus- Mercedes         | GRO     | Abd. | 0    | 6    | 6    | 4    | 0    | 1    | Abd. | Abd. | 6    | 15   | Abd. | 0    | 6   | Abd. | Abd. | 1    | 4    | 2    | 78     |
| 6     | Lotus- Mercedes         | MAL     | Abd. | Abd. | Abd. | 0    | Abd. | Abd. | 6    | 6    | Abd. | 0    | Abd. | Abd. | 0    | 4   | 6    | 4    | 0    | 1    | Abd. | 78     |
| 7     | Toro Rosso- Ferrari     | VER     | Abd. | 6    | 0*   | Abd. | 0    | Abd. | 0    | 4    | Abd. | 12   | 4    | 0    | 4    | 2   | 1    | 12   | 2    | 2    | 0    | 67     |
| 7     | Toro Rosso- Ferrari     | SAI     | 2    | 4    | 0    | Abd. | 2    | 1    | 0    | Abd. | Abd. | Abd. | Abd. | 0    | 2    | 1   | Abd. | 6    | 0    | Abd. | 0    | 67     |
| 8     | Sauber- Ferrari         | NAS     | 10   | 0    | 4    | 0    | 0    | 2    | 0    | 0    | Np.  | 0    | 0    | 0    | 1    | 0*  | 8    | 2    | Abd. | 0    | 0    | 36     |
| 8     | Sauber- Ferrari         | ERI     | 4    | Abd. | 1    | 0    | 0    | 0    | 0    | 0    | 0    | 1    | 1    | 2    | 0    | 0   | Abd. | Abd. | 0    | 0    | 0    | 36     |
| 9     | McLaren- Honda          | BUT     | 0    | Abd. | 0    | Np.  | 0    | 4    | Abd. | Abd. | Abd. | 2    | 0    | 0    | Abd. | 0   | 2    | 8    | 0    | 0    | 0    | 27     |
| 9     | McLaren- Honda          | ALO     |      | Abd. | 0    | 0    | Abd. | Abd. | Abd. | Abd. | 1    | 10   | 0    | 0*   | Abd. | 0   | 0    | 0    | Abd. | 0    | 0    | 27     |
| 9     | McLaren- Honda          | MAG     | Np.  |      |      |      |      |      |      |      |      |      |      |      |      |     |      |      |      |      |      | 27     |
| 10    | Manor Marussia- Ferrari | MER     |      | 0    | 0    | 0    | 0    | 0    | Abd. | 0    | 0    | 0    | 0    | 0    |      |     | 0    |      |      |      | 0    | 0      |
| 10    | Manor Marussia- Ferrari | RSI     |      |      |      |      |      |      |      |      |      |      |      |      | 0    | 0   |      | 0    | 0    | 0    |      | 0      |
| 10    | Manor Marussia- Ferrari | STE     |      | Np.  | 0    | 0    | 0    | 0    | 0    | Abd. | 0    | 0    | 0    | 0    | 0    | 0   | 0    | Abd. | 0    | 0    | 0    | 0      |